# LGBT au cinéma

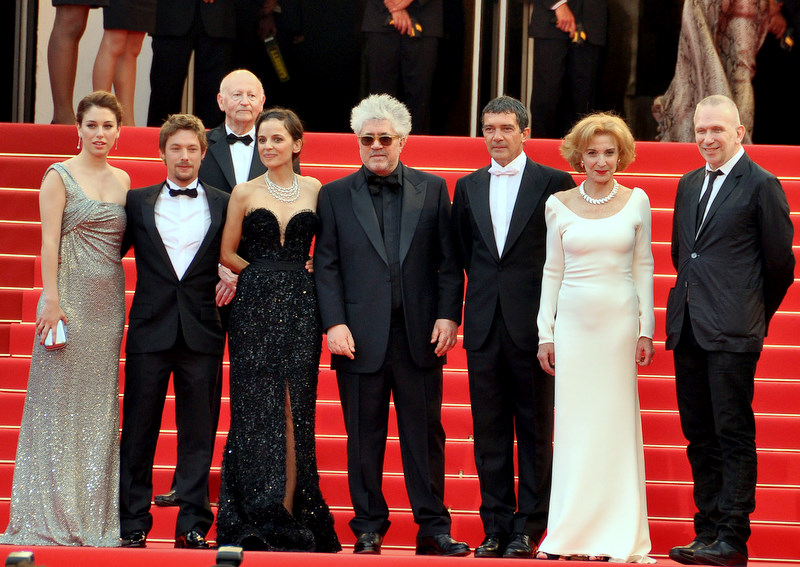
L'équipe du film La piel que habito (Pedro Almodóvar) au festival de Cannes 2011 en compagnie de Jean-Paul Gaultier, à droite.

L'homosexualité a été représentée au cinéma de façons très diverses suivant l'époque, le pays, le contexte culturel ou le regard personnel du réalisateur. Ce thème a été traité dans des comédies, dans le cinéma expérimental, dans des films historiques, policiers, biographiques, d'horreur, de contestation sociale ou de série B.
On distingue le cinéma à thème LGBT, dont l'intrigue tourne autour de personnages homosexuels et de leurs relations avec les autres, et les films faisant intervenir des personnages LGBT dans des rôles secondaires, dont la sexualité n'entre pas en compte dans la trame du film. La plupart des films de la première catégorie ont pour thèmes l'homosexualité et la bisexualité masculines, alors que le lesbianisme et la transidentité ont été moins souvent abordés.

## Historique général
Alors que la plupart des représentations cinématographiques de l'homosexualité ou, d'une manière plus générale, de l'ambiguïté sexuelle et du travestissement parues entre 1895 et 1934 tendent à donner une image négative de toute « déviance » sexuelle, on assiste à l'époque à une véritable émergence de la question gay au cinéma, qui se manifeste par l'éclosion de talents comme Rudolph Valentino, Louise Brooks ou Jean Cocteau, mais aussi par le succès remporté par les chefs-d'œuvre de Leontine Sagan (Jeunes filles en uniforme, Allemagne, 1931), Josef von Sternberg (Cœurs brûlés, États-Unis, 1931), James Whale (Frankenstein, Une soirée étrange, États-Unis, 1931 et 1932) ou encore Jean Vigo (Zéro de conduite, France, 1933).
À partir de 1933, l'homosexualité est bannie des écrans, non seulement dans l'Allemagne nazie, dans l'Italie de Mussolini, en URSS, toujours soumise à un régime clairement autoritaire, et, un peu plus tard, dans l'Espagne franquiste, mais aussi au Royaume-Uni, qui peine à s'affranchir d’une morale victorienne particulièrement virulente, et aux États-Unis, où est adopté un code de censure (Code Hays) excessivement rude. La France reste pratiquement le seul pays au monde où subsiste une certaine tolérance ce dont témoignent Hôtel du Nord (Marcel Carné, 1938) et La Règle du jeu (Jean Renoir, 1939).
Dans les années 1930, 1940 et 1950 les réalisateurs durent aux États-Unis faire preuve d'une inventivité incroyable pour traiter, d'une manière ou d'une autre, de sujets que le Code Hays rejetait catégoriquement. Si quelques-uns de leurs films ont construit leur réputation sur leur évidente ambigüité, il est clair que d'autres œuvres n'ont pas pour ambition de donner une image positive de l'homosexualité. Néanmoins, certains réalisateurs choisissent de montrer au spectateur en quoi la société fait preuve d'une très grande intolérance envers tout ce qui ne correspond pas à la norme.
Depuis le début des années 1960 et l’assouplissement des règles de représentation de l'homosexualité, bon nombre de films posent un questionnement sur le genre, que ce soit de manière inédite (Fassbinder en Allemagne, Almodóvar en Espagne, Gus Van Sant, Todd Haynes et Gregg Araki aux États-Unis) ou en recyclant avec plus ou moins d'habileté les clichés réservés aux homosexuels. En France, les films La Cage aux folles (Édouard Molinaro, 1978), Papy fait de la résistance (Jean-Marie Poiré, 1983) ou encore Le père Noël est une ordure (Jean-Marie Poiré, 1982) font preuve d'un regard relativement nouveau sur la question.

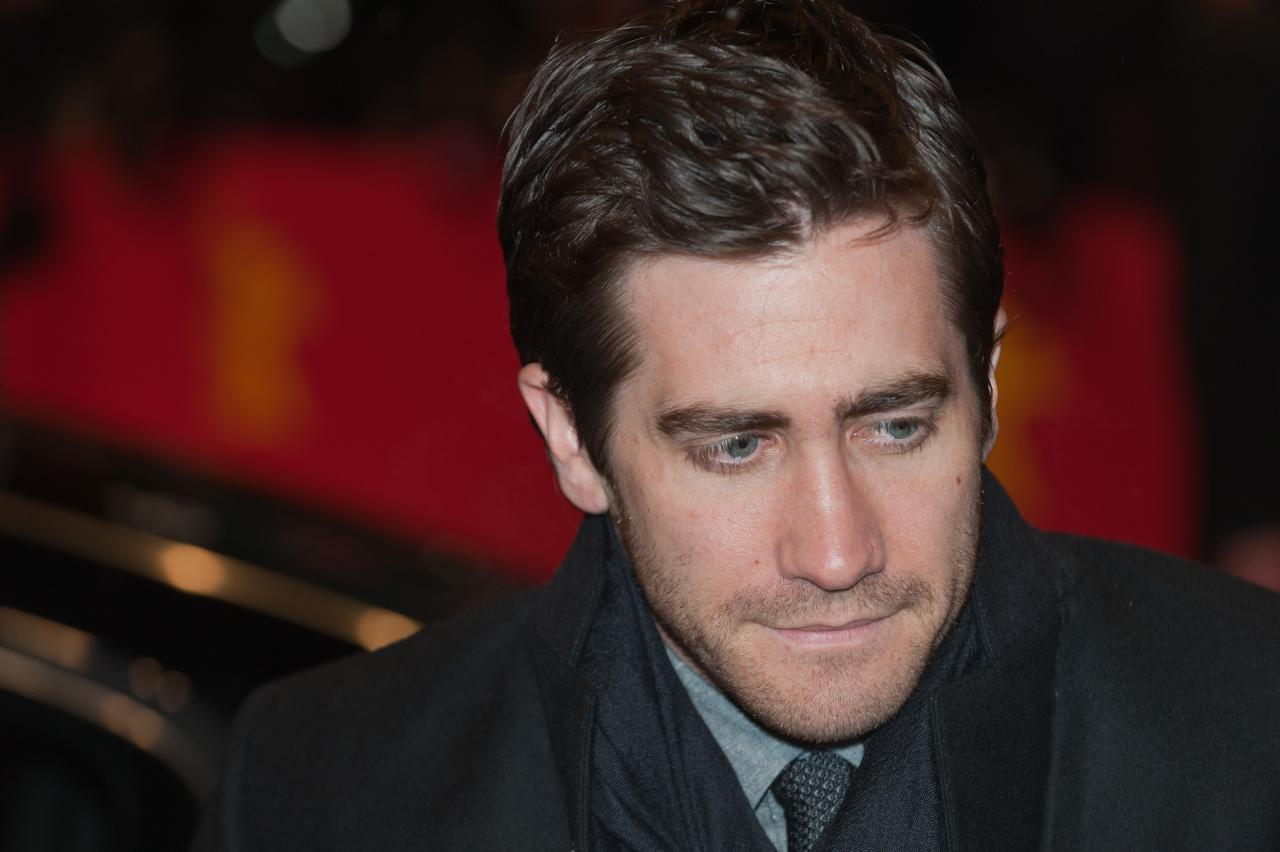
Jake Gyllenhaal, l'un des protagonistes du Secret de Brokeback Mountain (Ang Lee, 2005), film qui présenta l'homosexualité dans un milieu on ne peut plus masculin et hétérosexuel, celui des westerns.

Jusque là, les homosexuels étaient représentés sous une forme stéréotypée ou dans des rôles d'assassins impitoyables ou d'êtres perturbés à penchant suicidaire, des exceptions se trouvant dans le cinéma indépendant nord-américain ou dans certaines productions européennes. Le tournant dans le domaine grand public, semble avoir été atteint en 2005 par Le Secret de Brokeback Mountain d’Ang Lee qui, par son succès mondial, le nombre impressionnant de récompenses et les réactions qu'il a déclenchées, a permis sans doute de faire atteindre une nouvelle dimension à ce genre, un impact social avec un vaste écho. Deux ans plus tard, Gus Van Sant tourne Harvey Milk où Sean Penn remporte l' Oscar du meilleur acteur ; le scénariste du film, Dustin Lance Black, déclare alors au quotidien Le Monde : 

« c’est le premier film hollywoodien grand public où le personnage est gay sans s'excuser de l'être. »

Cette situation évolua peu à peu jusqu'à l'époque actuelle, où les grandes sociétés de production réalisent des films s'adressant avant tout au public LGBT, avec des personnages et des scénarios plus réalistes, et présentés dans des salles commerciales ou dans les nombreux festivals de cinéma LGBT se tenant un peu partout dans le monde. Une grande partie de ces films récents montrent combien il est difficile de faire son coming out et exposent au spectateur la réalité à laquelle sont confrontés les homosexuels.

## Cinéma des États-Unis

### Cinéma de Hollywood
Après de courageux débuts dans le court métrage, avec Lot in Sodom (James Sibley Watson et Melville Webber, 1933), qui traitait les homosexuels comme des satyres dépravés, avides de sexe, mais, s'inspirant de l'histoire sainte, esthétisait le désir homo et ajoutait l'incontournable touche de culpabilité judéo-chrétienne, ce ne fut qu'au XXIe siècle que le film Le Secret de Brokeback Mountain (Ang Lee, 2005) présenta les homosexuels au grand public comme des hommes « normaux », à l'aspect traditionnellement masculin et dépourvus de toute pathologie censée justifier la présence de tels personnages dans le film.

#### Origines: Cinéma muet
Le cinéma a traité de l'homosexualité dès ses premiers balbutiements. L'une des premières scènes homosexuelles que l'on ait conservées provient d'une expérimentation de Thomas Edison de 1895, où l'on peut voir deux hommes dansant ensemble alors qu'un troisième joue un air de violon, bien que l'intention ne fût pas précisément celle qu'on veut bien lui prêter. Ultérieurement, dans les premières productions commerciales, l'homosexualité était présentée sous un angle humoristique, sous forme de gags. Ainsi, dans une scène du film A Florida Enchantment, de Sidney Drew, (1914), on voit deux femmes laissant de côté leurs partenaires pour danser ensemble, les deux hommes repoussés de la sorte se mettant à leur tour, après quelque hésitation, à en faire autant.
Pendant cette période, les hommes homosexuels étaient représentés sous une forme stéréotypée, en exagérant leur apparence efféminée pour qu'un public populaire pût distinguer les personnages gays sans qu'il fût besoin de paroles. Citons à titre d'exemple une scène du film de Charlie Chaplin Charlot fait du ciné (Charlie Chaplin et Edward Brewer, 1916), où Charlot donne un baiser à une femme vêtue en homme, mais dont il sait qu'elle est une femme, tandis qu'un autre homme, les voyant, commence à tourner autour d'eux avec des airs manifestement efféminés pour attirer leur attention, mais se fait chasser par Charlot par un coup de pied dans le derrière.

#### Cinéma classique: des années 1930 aux années 1960

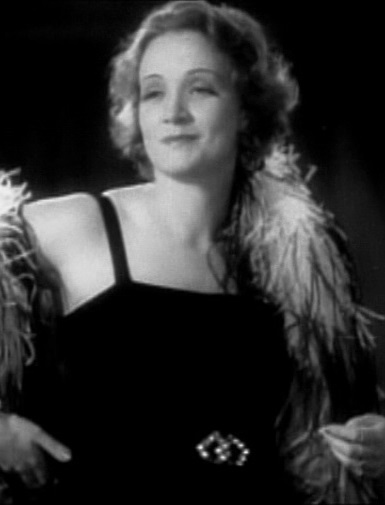
Marlene Dietrich dans Cœurs brûlés (Josef von Sternberg, 1930).

Dans le cinéma muet, le personnage de tapette (« sissy » en anglais) se trouvait déjà dans les films de Hollywood, mais ce n'est qu'après l'apparition du cinéma sonore qu'il devint vraiment populaire. Bien qu'il ne fût jamais fait mention des préférences sexuelles ou affectives de ces personnages, l'audience pouvait facilement les identifier comme homosexuels, car ils reflétaient exactement les clichés colportés à leur égard dans la société. Ils y étaient représentés comme des personnages extrêmement maniérés, affectés, aux fines moustaches et souvent grotesquement maquillés. Ils faisaient rire les spectateurs et, en comparaison avec eux, les hommes se sentaient plus masculins et les femmes plus féminines. On les trouve dans des films comme Broadway Melody (Harry Beaumont, 1929), Haute Société (George Cukor, 1932), La Joyeuse Divorcée (Mark Sandrich, 1934) ou Myrt and Marge (Al Boasberg, 1933).
À cette époque, les hommes portant des habits ou adoptant des attitudes propres aux femmes suscitaient des réactions tout autres que les femmes assumant un rôle masculin. Alors que les premiers faisaient l'objet de plaisanteries ou de situations comiques, les secondes étaient considérées comme attractives autant par les hommes que par les femmes. On peut constater cette réaction dans le film Cœurs brûlés (Josef von Sternberg, 1930), où Marlene Dietrich revêt un smoking d'homme dans une boîte de nuit et est applaudie par toute l'assistance lorsqu'elle donne un baiser sur la bouche à une autre femme.

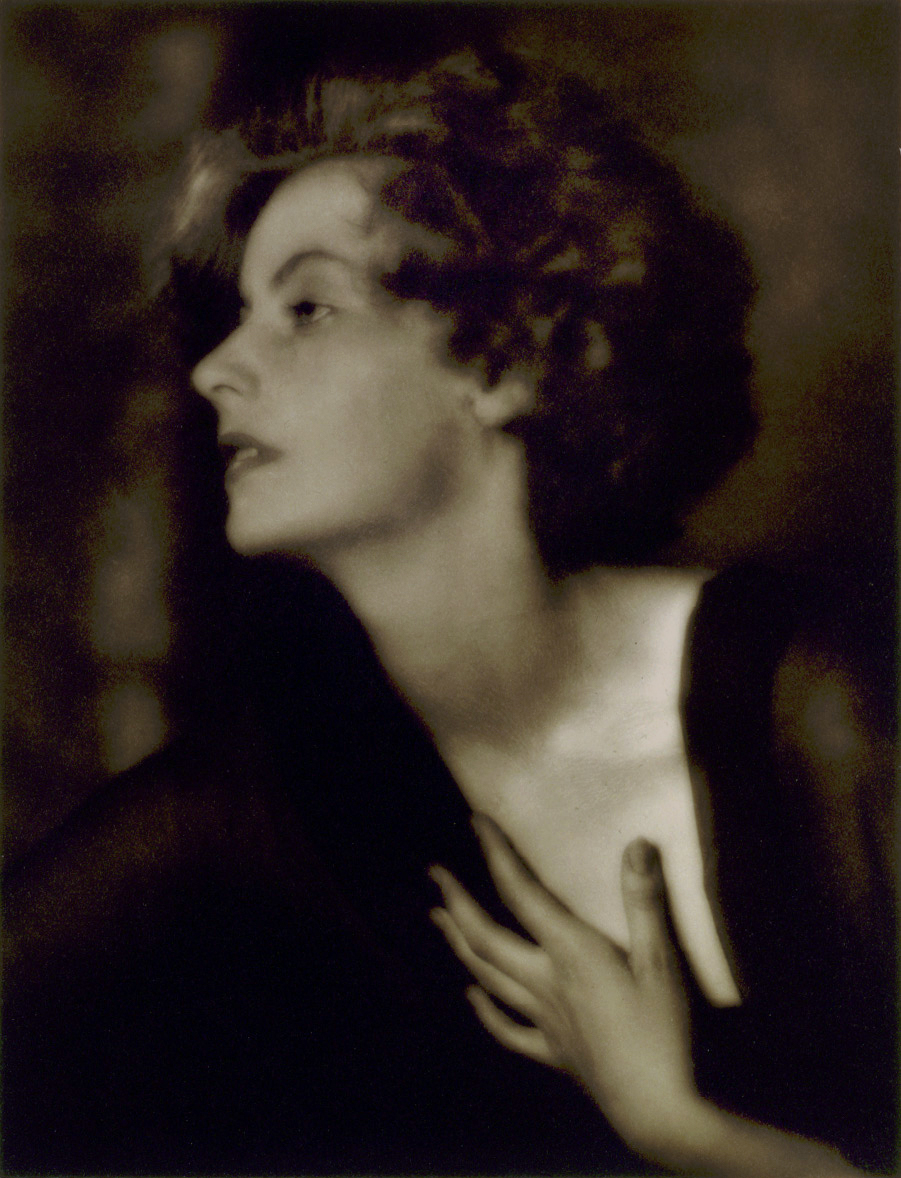
Greta Garbo, icône lesbienne.

Autre film évoquant le lesbianisme, La Reine Christine (Rouben Mamoulian, 1933), qui, bien que l'histoire eût été modifiée pour ne pas faire directement allusion à l'homosexualité de Christine de Suède, relatait l'étroite amitié qui la liait à l'une de ses servantes.
Sa protagoniste, Greta Garbo et Marlene Dietrich, mentionnée plus haut, devinrent les deux icônes lesbiennes par excellence de l'histoire du cinéma.
Dans les années 1930, l'Église catholique et certaines branches du protestantisme, menacèrent, par le biais de la Ligue pour la vertu et de la Ligue des femmes, d'appeler au boycott pour protester contre le contenu de certains films considérés comme indécents et nuisibles pour la société. Pour atténuer ces pressions, l'industrie cinématographique de Hollywood approuva le Code Hays, imaginé par William Hays, dont l'objectif était de censurer tous les contenus considérés indécents. Figuraient parmi ces contenus les nus, les baisers trop fougueux, l'avortement, la prostitution ou les perversions sexuelles, dont l'homosexualité. Entre 1934 et 1967, la censure était autorisée à modifier des dialogues, des scènes, des personnages ou des trames qui ne respectaient pas les principes du code. Ainsi, dans Le Poison (Billy Wilder, 1945) les doutes qui hantent le protagoniste au sujet de sa sexualité, explicites dans le roman sur lequel le film se base, sont passés sous silence. Feux croisés (Edward Dmytryk, 1947) modifie le propos du livre dont il s'inspire, L'Aventure du caporal Mitchell de Richard Brooks, éliminant les allusions à des meurtres perpétrés contres des homosexuels pour en faire un film sur les assassinats de juifs.

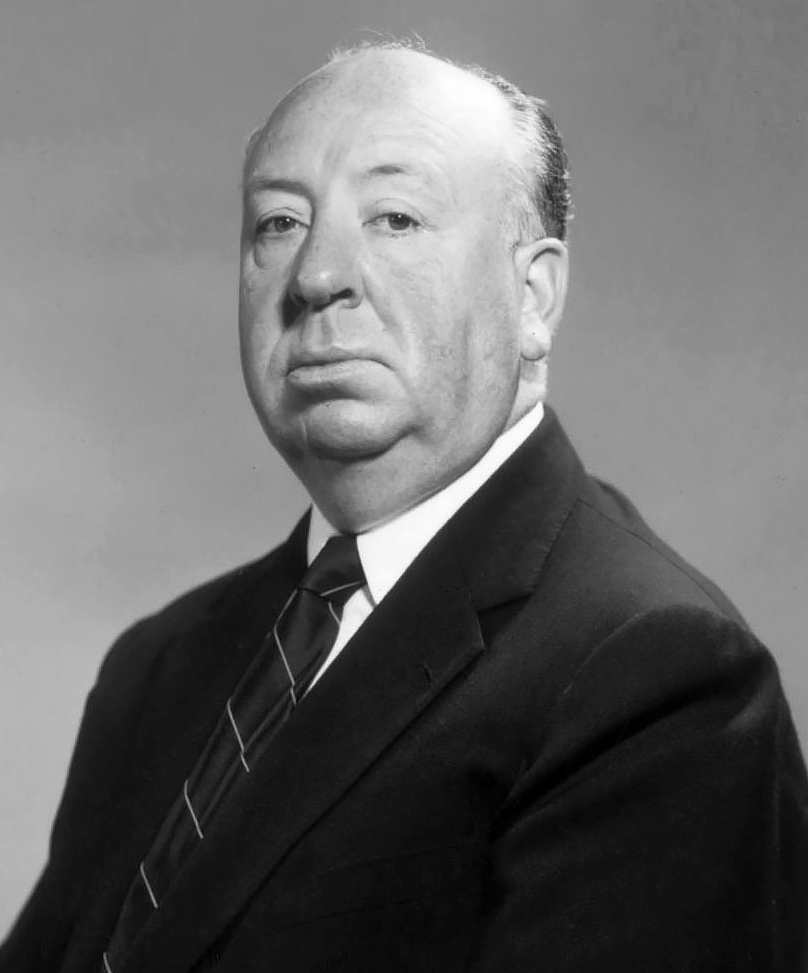
Tant dans sa période britannique qu'américaine, Alfred Hitchcock traite de l'homosexualité, dans des films comme Rebecca (1940) ou La Corde (1948).

La nouvelle censure du Code Hays interdisait toute référence à l'homosexualité, mais ne parvint pas à éradiquer sa présence dans le cinéma. La principale différence avec la période antérieure était que les homosexuels n'étaient plus un élément comique, mais assumaient le rôle de personnes dépravées, conformément au concept d'homosexualité que le Code Hays s'appliquait à transmettre à la société, obligeant réalisateurs et scénaristes à rechercher des formes éludées ou sous-entendues pour raconter ce qu'ils avaient à dire. Dans certains films comme La Fille de Dracula (Lambert Hillyer, 1936), Rebecca (Alfred Hitchcock, 1940), ou, plus tard, Femmes en cage (John Cromwell, 1950), on voyait des lesbiennes capables de poursuivre leurs objectifs sans aucun scrupule, bien qu'il ne fût pas dit explicitement qu'elles étaient homosexuelles. Dans La Femme aux chimères (Michael Curtiz, 1950), une biographie du cornettiste de jazz Bix Beiderbecke, Lauren Bacall interprétait une femme bisexuelle qui mène une vie autodestructrice et désordonnée. De même, dans le film La Corde (Alfred Hitchcock, 1948), deux jeunes étudiants, interprétés par John Dall et Farley Granger, dont la relation amoureuse est suggérée en filigrane, assassinent un camarade.

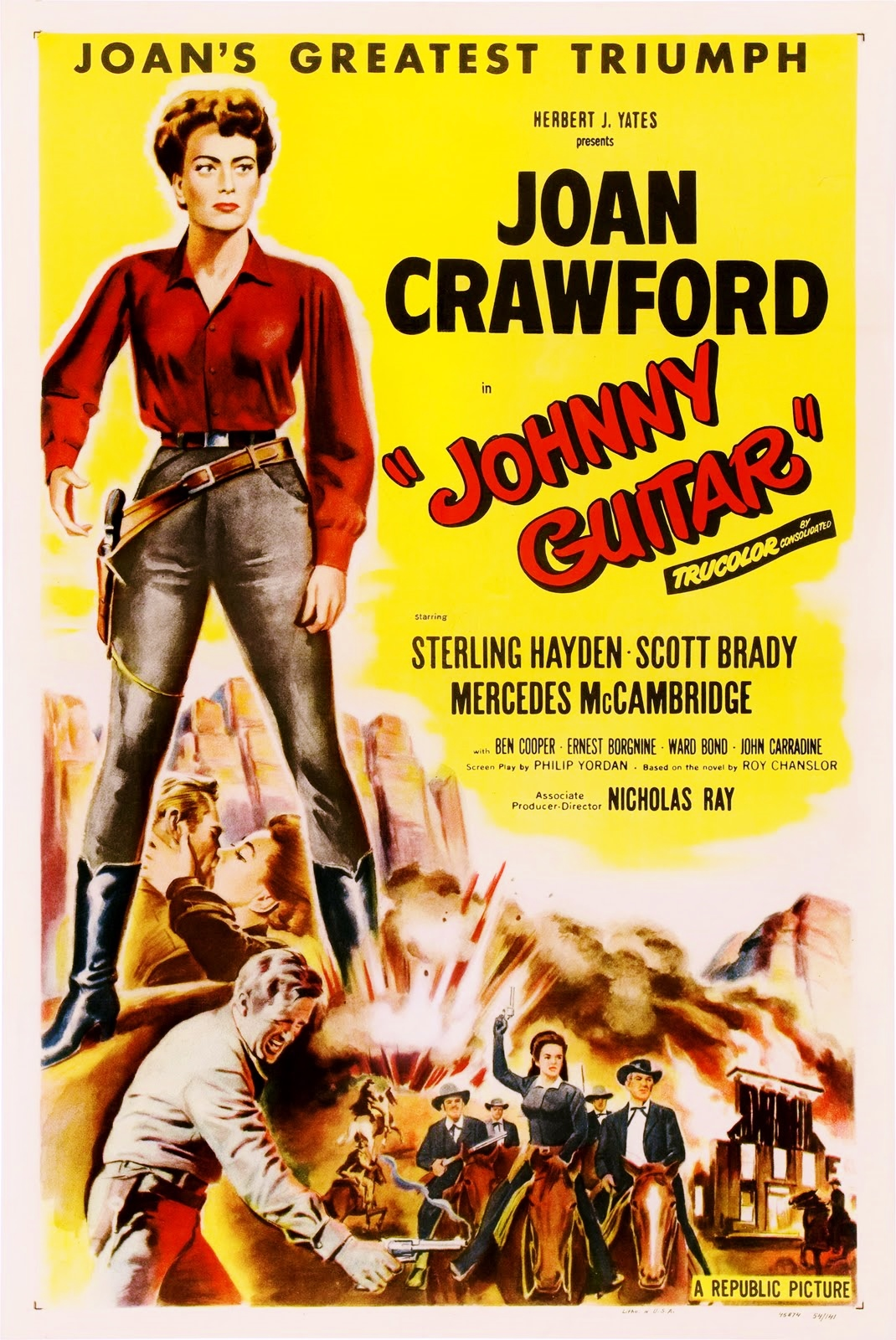
Le duel entre Joan Crawford et Mercedes McCambridge dans Johnny Guitare (1954) illustre la façon d'aborder le lesbianisme à l'époque du Code Hays.

Comme toute allusion directe à l'homosexualité était proscrite, seule une insinuation était possible, à l'aide de clins d'œil, que le public saisissait aisément. Ainsi, dans Le Faucon maltais (John Huston, 1941), un classique du film noir, le personnage interprété par Peter Lorre, qui, dans le roman de Dashiell Hammett, est gay, est présenté au détective Sam Spade (interprété par Humphrey Bogart) le pommeau de sa canne appuyé sur la commissure de ses lèvres, l'accompagnement musical suggérant un parfum aux notes féminines. On trouve aussi des westerns où l'homosexualité est insinuée, comme dans certaines scènes entre Montgomery Clift et John Ireland dans le film de Howard Hawks La Rivière rouge (1948). Dans l'une de ces scènes, ils comparent amoureusement la longueur de leur pistolet et la précision de leurs tirs. Deux autres exemples de la façon dont est traitée l'homosexualité en cette période des grandes productions de Hollywood : le lesbianisme voilé des protagonistes de La Blonde du Far-West (David Butler, 1953), avec Doris Day, et Johnny Guitare (Nicholas Ray, 1954), où l'on assiste à un duel interprétatif entre Joan Crawford et Mercedes McCambridge. La perception des gays dans la société américaine des années 1950 est bien restituée dans le long-métrage Thé et sympathie (1956) de Vincente Minnelli. Basée sur la pièce de théâtre homonyme de Robert Anderson, qui fut chargé de l'adapter au cinéma, il relate les efforts déployés par un jeune homme issu d'une famille aisée pour faire taire les rumeurs sur son homosexualité.

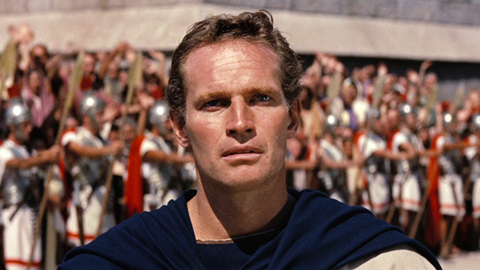
Charlton Heston, protagoniste de Ben-Hur (William Wyler, 1959), film qui, par le biais de doubles sens, passait outre à la censure du code Hays frappant l'homosexualité.

À la fin des années 1950, on commença dans quelques films à insinuer des relations sexuelles entre des personnes du même sexe ; ce fut alors que la censure se mit à opérer d'une manière plus effective. Des films comme Ben-Hur (William Wyler, 1959) purent s'y soustraire grâce à un traitement quasi subliminal de la relation gay que suggère le film. Comme l'affirme Gore Vidal, romancier et scénariste du film, dans le documentaire The Celluloid Closet, la trame de Ben-Hur tournait autour de la relation homosexuelle que les deux personnages principaux avaient entretenue pendant leur adolescence, relation traitée dans le film comme une amitié. Le cas de Spartacus (Stanley Kubrick, 1960), est différent ; dans ce film, la censure supprima une scène où l'on voit l'esclave (Tony Curtis) partager le bain de son maître (Laurence Olivier), alors que les deux personnages font discrètement allusion à leur homosexualité, évoquant une subtile différence de goût entre les huîtres et les escargots.

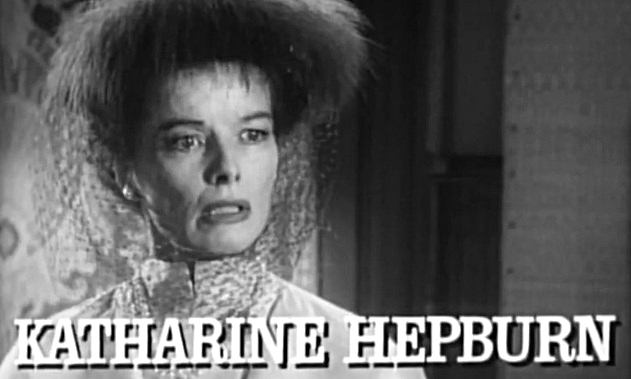
Dans Soudain l'été dernier (Joseph L. Mankiewicz, 1959), Katharine Hepburn interprète une mère prête à tout pour éviter que soit révélée l'homosexualité de son fils.

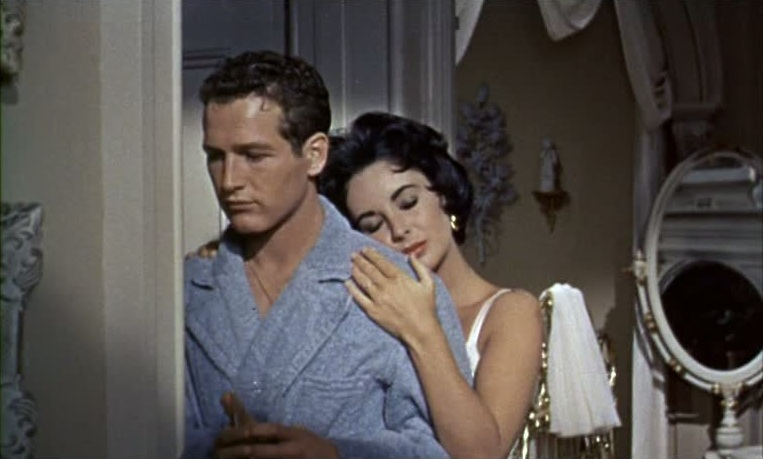
Le film La Chatte sur un toit brûlant (Richard Brooks, 1958) fut censuré pour que fût dissimulée l'homosexualité du protagoniste, élément majeur de la pièce de Tennessee Williams dont il s'inspire.

De même, les films La Chatte sur un toit brûlant (Richard Brooks, 1958) et Soudain l'été dernier (Joseph L. Mankiewicz, 1959), tous deux basés sur des pièces de théâtre de Tennessee Williams, furent censurés pour que l'homosexualité de ses protagonistes n'apparût pas de manière directe, bien qu'elle fût subtilement évoquée.
Au début des années 1960, la censure s'assouplit et le code Hays cessa progressivement d'être appliqué dans la majorité des cas, mais il restait encore à abattre le dernier tabou, l'homosexualité. Les réalisateurs, las des restrictions, commencèrent à tourner des films abordant clairement le thème des lesbiennes et des gays, mais toujours selon un prototype qui collait à ces personnages : ils devaient mener une vie tourmentée qui culminait en une fin tragique, que ce fût une mort violente ou un suicide.
Ce changement d'attitude se reflète dans le personnage de Platon (Sal Mineo), dans La Fureur de vivre (Nicholas Ray, 1956), qui, tombé amoureux de l'irrésistible Jim (James Dean), finit tué par un agent de police. Dans La Rue chaude (Edward Dmytryk, 1962), Dove (Laurence Harvey) retrouve son amour perdu Hallie (Capucine) dans une maison close, où elle entretient une relation lesbienne avec la patronne Jo (Barbara Stanwyck). Dans Tempête à Washington (Otto Preminger, 1962), un sénateur fait l'objet d'un chantage à cause de son homosexualité.

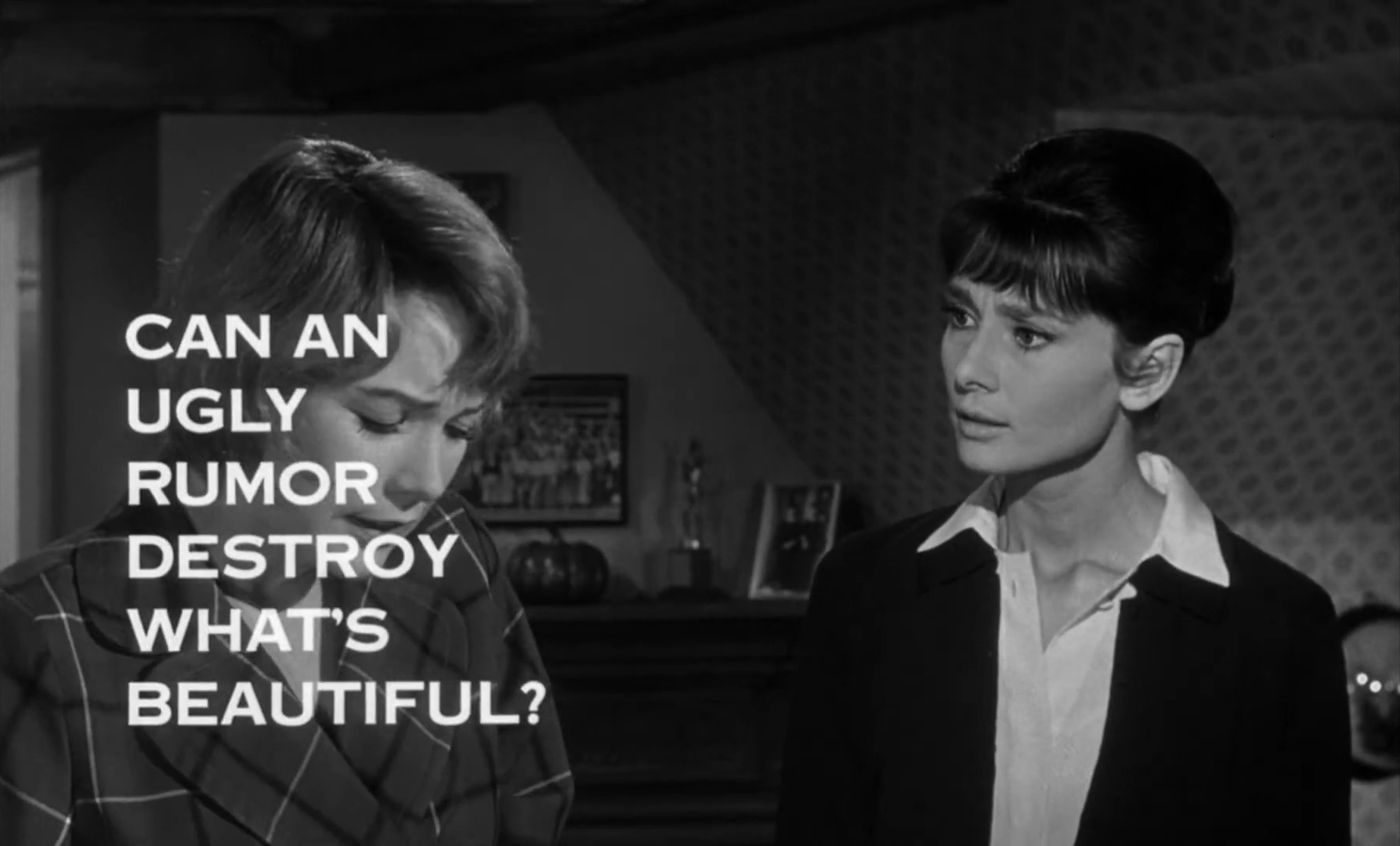
« Une vilaine rumeur peut-elle détruire ce qui est beau ? »
Le terme « lesbianisme » n'apparaît pas dans le film La Rumeur (William Wyler, 1962), mais il est clair que c'est là le motif de la rumeur qui déclenche la trame.

L'exemple le plus paradigmatique est donné par La Rumeur (William Wyler, 1962), où Martha (Shirley MacLaine) est obnubilée par le fait d'être tombée amoureuse de sa collègue Karen (Audrey Hepburn) et finit par se suicider.
À la fin des années 1960, le terme « homosexuel » était déjà utilisé ouvertement dans certains films, enclins il est vrai à donner une vision truculente de la vie des lesbiennes et des gays. Le Détective (Gordon Douglas, 1968) raconte l'histoire d'un détective qui n'assume pas son orientation sexuelle. Dans Le Renard (Mark Rydell, 1968) un homme s'interpose dans un couple lesbien et parvient à « convertir » l'une d'elles à l'hétérosexualité, alors que l'autre meurt écrasée par un arbre. À l'aube de la nouvelle décennie paraît une tragicomédie audacieuse de thématique gay, L'Escalier (Stanley Donen, 1969). Richard Burton et Rex Harrison y incarnent un couple de coiffeurs homosexuels, accusés d’atteinte à la morale et empêtrés dans des situations cocasses.

#### Cinéma contemporain: à partir des années 1970

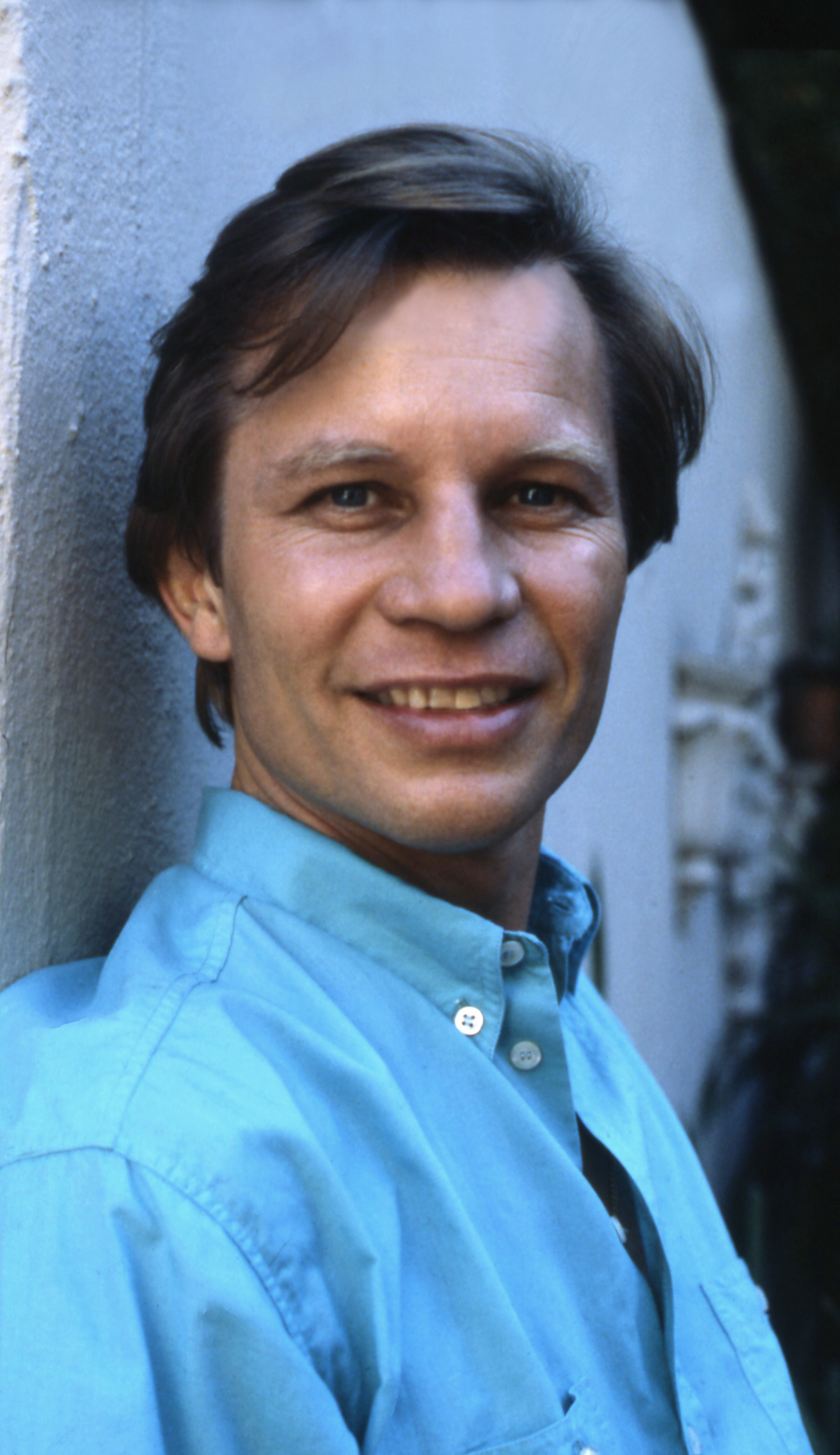
Michael York interprète un homosexuel sans complexe de culpabilité dans le film Cabaret (Bob Fosse, 1972).

Au début des années 1970 furent tournés les premiers films marquant une nouvelle évolution dans la relation entre l'industrie cinématographique et l'homosexualité, au moment précisément où le mouvement LGBT faisait ses premiers pas. Les Garçons de la bande (William Friedkin, 1970) fut le premier film gay à avoir été produit à Hollywood sans issue tragique, bien que sa vision stéréotypée des gays n'eût pas été bien accueillie parmi les activistes LGBT. Le film met en scène un groupe de gays où priment l'amitié et la camaraderie, bien que par moments, certains des personnages s'adonnent, dans une attitude d'auto-compassion, à des réflexions sur leur condition sexuelle. Le film Cabaret (Bob Fosse, 1972) fit un pas de plus, Michael York jouant un gay résolu à assumer sa sexualité sans sentiment de culpabilité. Malgré ces exceptions et la tombée des tabous, qui permettait de représenter librement l'homosexualité, des films comme Point limite zéro (Richard C. Sarafian, 1971) et Les Anges gardiens (Richard Rush, 1974) renouent avec le vieux stéréotype des délinquants gays finalement traduits en justice par le héros hétérosexuel.

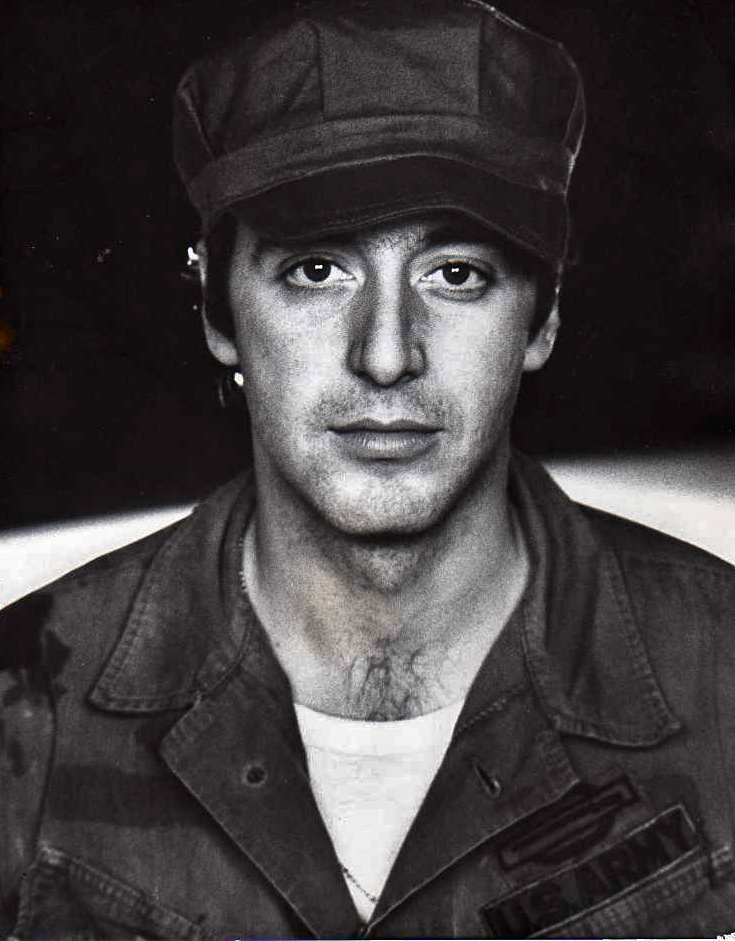
Al Pacino, principal protagoniste du film controversé La Chasse (William Friedkin, 1980).

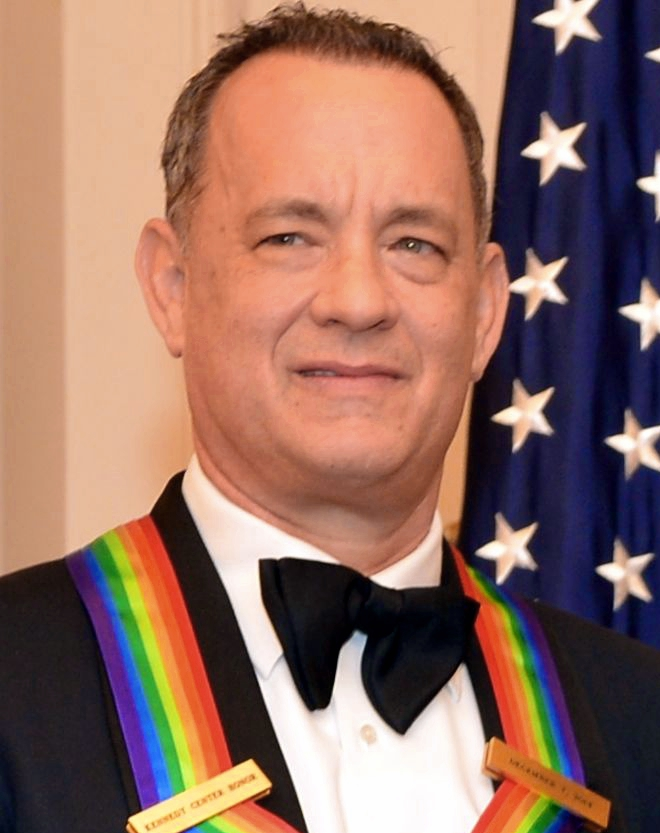
L'interprétation de Tom Hanks, avocat séropositif dans Philadelphia (Jonathan Demme, 1993), lui valut l'Oscar du meilleur acteur.

Encore au début des années 1980, des films comme Windows (Gordon Willis, 1980), Fanatique (Edward Bianchi, 1981) et La Chasse (William Friedkin, 1980) persistaient à voir dans les lesbiennes et les gays des assassins déments et sans scrupules. Ce dernier film, mettant en scène un tueur en série qui localisait ses victimes dans des lieux d'ambiance leather, eut un effet quelque peu inédit jusqu'alors : les homosexuels, las de se voir représentés sous un jour négatif dans le cinéma de Hollywood et conscients de l'influence que celui-ci exerçait dans l'imaginaire collectif de la société, organisèrent des démonstrations massives dans différentes villes nord-américaines pour faire obstacle à sa distribution. Finalement, le film La Chasse fut retiré des écrans et les manifestations contribuèrent à ce que l'industrie cinématographique prît conscience de l'exaspération qu'éprouvait le collectif LGBT devant la mauvaise image qu'en donnait le cinéma. Pour ainsi dire en réconciliation allait paraître, en 1982, la comédie policière Partners (James Burrows, 1982), interprétée par Ryan O'Neal et John Hurt. Peu après fut lancé Clins d'œil sur un adieu (Bill Sherwood (en), 1986), début à l'écran pour l'acteur Steve Buscemi, qui interprète un musicien homosexuel porteur du virus du sida. Ce fut la première production à aborder de près cette thématique, bien avant certains films plus connus comme Les Soldats de l'espérance (Roger Spottiswoode, 1993) et Philadelphia (Jonathan Demme, 1993).
À partir de ce moment, le cinéma s'adressant au grand public hollywoodien commença à produire des films qui traitaient les homosexuels avec respect, dont deux, tournés en 1982, jouèrent le rôle de pionniers : Making love (Arthur Hiller), qui retraçait une relation entre deux hommes, et Personal Best (Robert Towne), qui parlait de l'amour entre femmes. Dans le premier, un médecin marié éprouve une crise dans sa sexualité et se lance dans une histoire d'amour avec un écrivain gay interprété par Harry Hamlin. Le deuxième film met en scène deux athlètes d'élite interprétées par Mariel Hemingway et Patrice Donnelly (en) qui tombent amoureuses l'une de l'autre, mais dont les rapports sont perturbés lorsque l'une d'entre elles s'engage dans une relation hétérosexuelle.

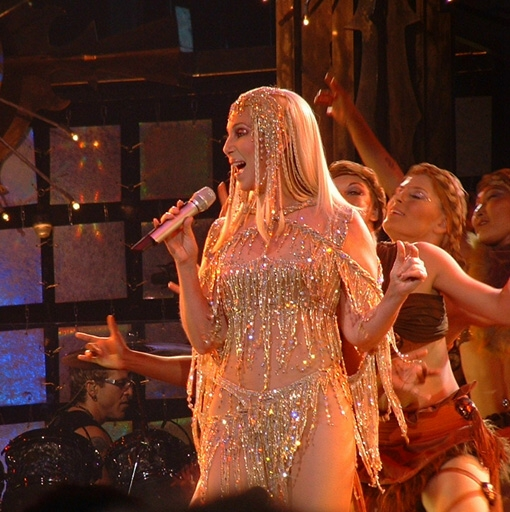
Cher a participé à des films, comme Le Mystère Silkwood (1983), qui lançaient un message de tolérance envers les homosexuels.

À cette époque et jusqu'au début des années 1990, Hollywood produisit toute une série de films dans lesquels les personnages et les rapports homosexuels, notamment lesbiens, sont présentés sous des formes différentes. Si dans Le Mystère Silkwood (Mike Nichols, 1983) le personnage interprété par Cher vit ouvertement son homosexualité, dans d'autres films comme La Couleur pourpre (Steven Spielberg, 1985), Beignets de tomates vertes (Jon Avnet, 1991) ou Le Silence des agneaux (Jonathan Demme, 1991), les protagonistes lesbiennes ne se présentent pas comme telles d'une manière aussi manifeste que dans les romans sur lesquels se basent les films. Le lesbianisme est également représenté pendant cette période dans des films comme Basic Instinct (Paul Verhoeven, 1992), déclenchant des manifestations des associations LGBT des États-Unis qui protestaient contre le fait que trois personnes incriminées étaient bisexuelles, dont le personnage incarné par Sharon Stone, perpétuant ainsi l'image négative de l'homosexualité. La profonde amitié entre les protagonistes de Thelma et Louise (Ridley Scott, 1991) a souvent aussi été interprétée comme une relation lesbienne.
Philadelphia (Jonathan Demme, 1993), deuxième film à budget élevé et à acteurs renommés à aborder le thème du sida (après Les Soldats de l'espérance) aux États-Unis, a marqué au début des années 1990 un changement dans le cinéma de Hollywood. Toutefois, le fait que les personnages de Tom Hanks et Antonio Banderas n'échangeassent pas de gestes d'affection typiques d’une relation amoureuse et l'absence de femmes homosexuelles suscitèrent des commentaires défavorables de la part de certains critiques du cinéma LGBT. Dans une interview du documentaire The Celluloid Closet (Rob Epstein et Jeffrey M. Friedman, 1996) Hanks révéla que quelques scènes où se manifestait une affection plus profonde entre lui et Banderas avaient été éliminées, dont une scène les montrant tous deux au lit (bien que l'édition sur DVD de ce film comporte bien cette scène). Le film remporta l'Oscar du meilleur acteur (Tom Hanks) et de la meilleure chanson (Bruce Springsteen pour Streets of Philadelphia). La trame s'inspirait en partie de l'histoire de Geoffrey Bowers, un avocat qui, en 1987, porta plainte contre le cabinet d'avocats Baker & McKenzie pour licenciement abusif. C'était là l'un des premiers cas de discrimination liée au sida.

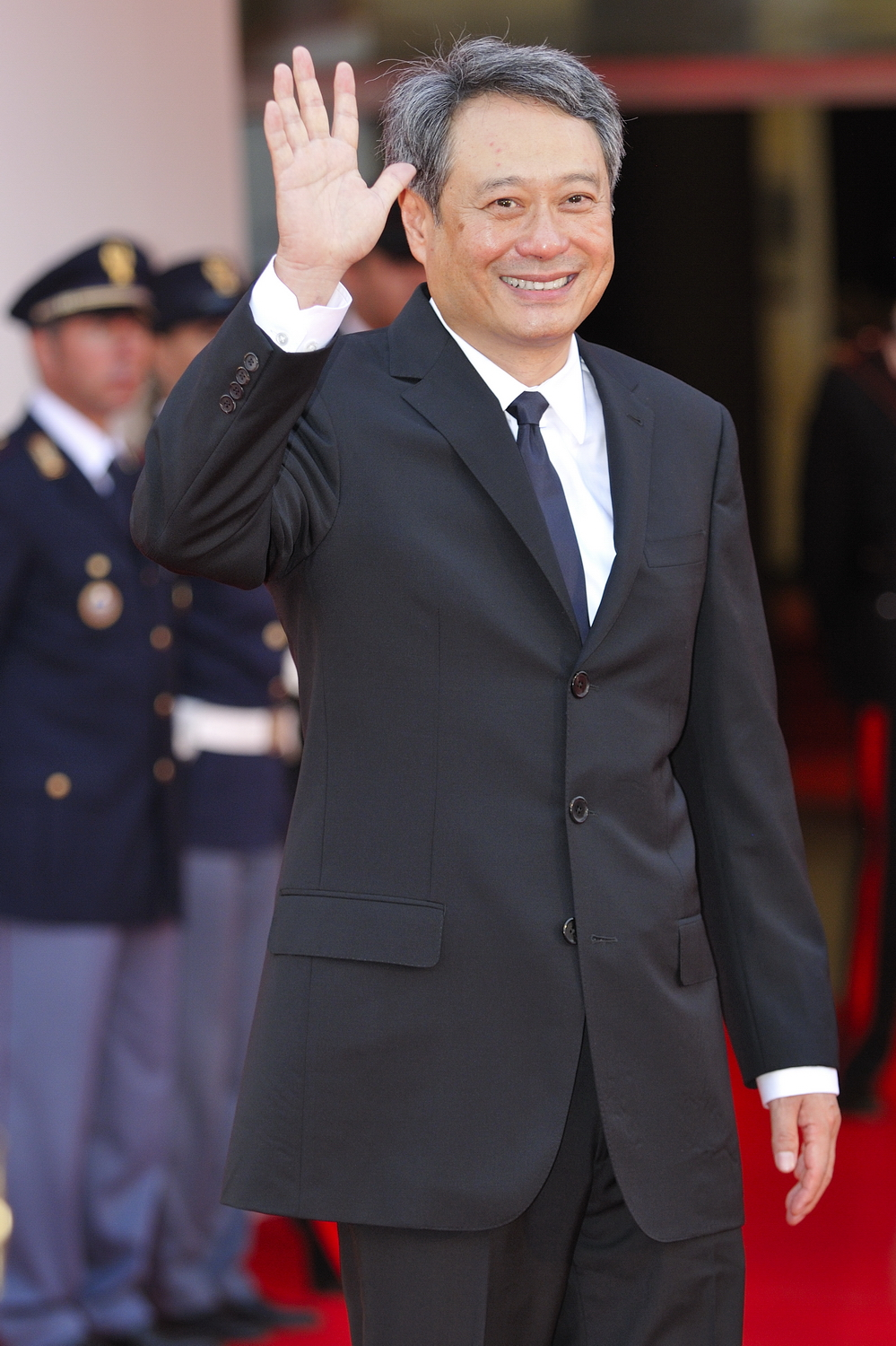
La carrière du réalisateur taïwanais Ang Lee a été marquée par quelques films importants sur la thématique LGBT, comme Garçon d'honneur (1993) ou Le Secret de Brokeback Mountain (2005).

Depuis le milieu des années 1990, l'industrie nord-américaine présente une série de comédies qui abordent l'homosexualité comme thème principal ou secondaire, avec des personnages avenants et positifs. Garçon d'honneur (Ang Lee, 1993) adoptait la structure d'une comédie d'intrigue style George Cukor où, dans un heureux couple homosexuel, l'un des deux partenaires se marie avec une fille, avec la complicité de l'autre, pour sauver les apparences envers ses parents attachés aux traditions. On retrouve une structure semblable dans In and Out (Frank Oz, 1997), avec Kevin Kline, Tom Selleck et Matt Dillon dans les rôles principaux, où un professeur de littérature assiste à la révélation de son homosexualité par un ancien élève, acteur célèbre, lors de la remise à ce dernier de l’Oscar du meilleur acteur. Le Mariage de mon meilleur ami (P. J. Hogan, 1997), avec Julia Roberts et Cameron Diaz en tête d'affiche, est une comédie ubuesque dans laquelle le personnage gay joué par Rupert Everett prête main-forte à son amie dans une manœuvre fallacieuse afin de l'aider à conquérir un garçon amoureux d’une autre. Autre exemple, Pour le pire et pour le meilleur (James L. Brooks, 1997), dans lequel l'écrivain taciturne interprété par Jack Nicholson, tombé amoureux d'une serveuse (Helen Hunt), profite, comme excuse pour lui faire la cour, d'une mésaventure survenue à son voisin, un artiste homosexuel Greg Kinnear. Extravagances (Beeban Kidron, 1995) tire avantage de sa distribution (Patrick Swayze, John Leguizamo et Wesley Snipes) pour conter les aventures d'un groupe de drag queens traversant les États-Unis. Sur un registre juvénile, Méprise multiple (Kevin Smith, 1997), interprété par Ben Affleck et Jason Lee, met en scène deux amis, dessinateurs de comics, dont l'un tombe amoureux d'une dessinatrice lesbienne (Joey Lauren Adams). Dans le film American Beauty (Sam Mendes, 1999), qui a remporté cinq Oscars, le thème de l'homosexualité est aussi abordé au niveau d'un personnage secondaire.

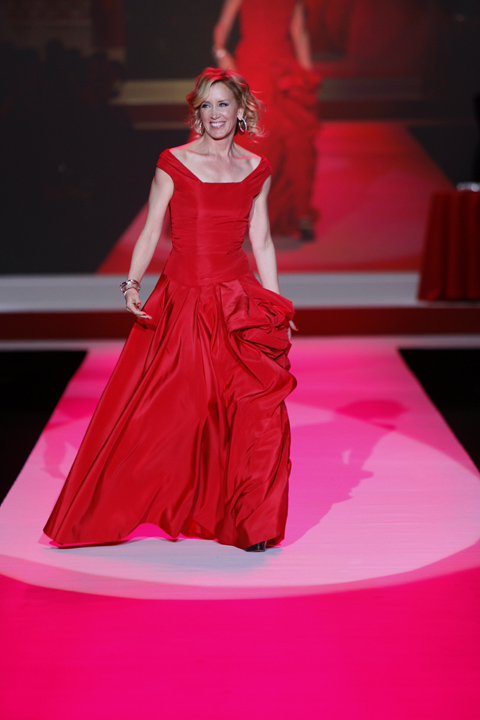
Felicity Huffman dans Transamerica (Duncan Tucker, 2005), film qui aborde la transsexualité et les rapports familiaux.

Dans La Maison au bout du monde (Michael Meyer, 2004), deux amis remettent en cause leurs relations passées, y compris celle qui les lie.
Il convient de relever que, parmi les Oscars de 2006, trois films à thématique LGBT ont reçu des nominations : Le Secret de Brokeback Mountain (Ang Lee, 2005) avec 8 nominations et 3 statuettes, Transamerica (Duncan Tucker, 2005) avec 2 nominations et Capote (Bennett Miller, 2005), film biographique sur l'écrivain Truman Capote, qui obtint cinq nominations et le prix du meilleur acteur pour Philip Seymour Hoffman. En 2008, Sean Penn remporta l'Oscar du meilleur acteur pour son interprétation dans le film Harvey Milk (Gus Van Sant, 2008), inspiré de la biographie de l'homme politique gay Harvey Milk. Parmi les autres films à retenir de cette décennie, nous trouvons Le Talentueux Mr Ripley (Anthony Minghella, 1999), la comédie dramatique I Love You Phillip Morris (Glenn Ficarra et John Requa, 2009), interprétée par Jim Carrey et Ewan McGregor, ou Bobby, seul contre tous (Russell Mulcahy, 2009), inspiré du livre homonyme de Leroy F. Aarons et interprété par Ryan Kelley et Sigourney Weaver, qui puise ses origines dans une histoire vraie s'étant produite à la fin des années 1970 et au début des années 1980.

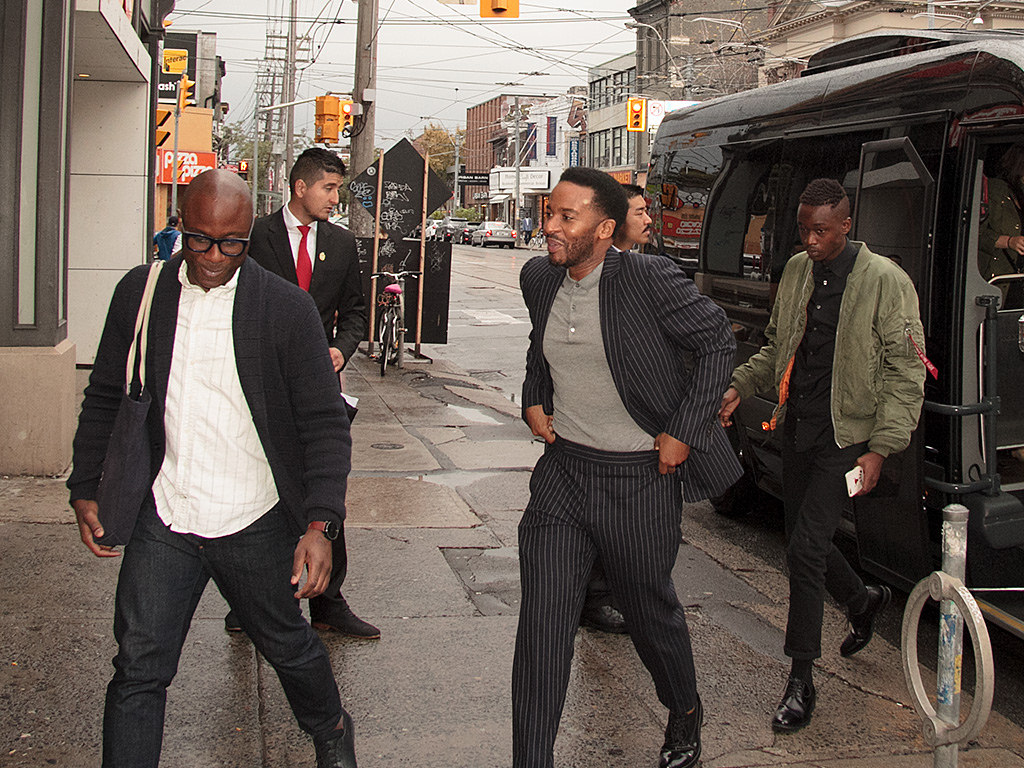
Barry Jenkins (réalisateur et scénariste) avec les acteurs André Holland (Kevin) et Ashton Sanders (Chiron) du film Moonlight, Oscar et Golden Globe du meilleur film en 2017.

Dans l'édition 2017 des Oscars le film Moonlight (Barry Jenkins, 2016) fut proclamé meilleur film de l'année après un incroyable cafouillage lors de la remise des enveloppes. Moonlight remporta les Oscars du meilleur film, du meilleur acteur dans un second rôle (Mahershala Ali) et du meilleur scénario adapté (Barry Jenkins et Tarell Alvin McCraney) et obtint également le Golden Globe 2017 du meilleur film. Il raconte l'histoire d'un jeune Afro-Américain qui vit dans un quartier sensible de Miami. Structuré en trois parties correspondant à l’enfance, à l’adolescence et à l’âge adulte, Moonlight relate la vie de Chiron (Alex Hibbert, Ashton Sanders et Trevante Rhodes), un enfant orphelin de père, timide et renfermé, dont la mère est addicte au crack et qui, lui-même victime de harcèlement scolaire, découvre son homosexualité avec son ami Kevin (Jaden Piner, Jharrel Jerome et André Holland). Toujours en 2017, le réalisateur italien Luca Guadagnino signe la coproduction américano-italo-franco-brésilienne Call Me by Your Name sur un scénario de James Ivory adapté du roman américain du même titre d'André Aciman. Durant l'été 1983, Elio (Timothée Chalamet), un adolescent de 17 ans, passe ses vacances dans la villa de son père, éminent professeur d'archéologie, dans la campagne lombarde. L'irruption d’Oliver (Armie Hammer), un séduisant Américain de 24 ans venu travailler comme assistant, va donner naissance à une relation passionnelle qui va le marquer à jamais. James Ivory remporte pour ce film l'Oscar 2018 du meilleur scénario adapté et Timothée Chalamet est révélé au grand public, avec en 2018 une nomination au Golden Globe du meilleur acteur dans un film dramatique ainsi qu’à l'Oscar du meilleur acteur.

### Cinéma indépendant et cinéma de genre
La principale différence entre le cinéma de Hollywood et les producteurs de cinéma indépendant dans le traitement de l'homosexualité réside dans le fait que ces derniers s'abstiennent de porter un jugement sur la sexualité des personnages ou de mettre en question leurs motivations. Les premières productions cinématographiques de cette catégorie se limitent au « film d'exploitation », basé sur les interdits et les tabous de la société tels que le crime, le sexe, la violence et les drogues.

#### Origines: cinéma «cautionary» (1930-1940)
Les premières représentations de l'homosexualité dans le cinéma indépendant nord-américain remontent au cinéma dit « cautionary », supposé devant tenir lieu de mise en garde, de mesure de précaution, qui est apparu dans les années 1930. Ce type de films avait pour thèmes la consommation de drogues, le métissage, la promiscuité sexuelle, l'homosexualité, l'avortement et la fornication, le but officiellement poursuivi étant d'éduquer et d'avertir l'audience. Malgré tout, des idées erronées y étaient introduites et il jouissait d'une grande popularité, aucune censure ne venant s'y opposer avant l'application du Code Hays.

#### Cinéma d'exploitation (1950-1970)

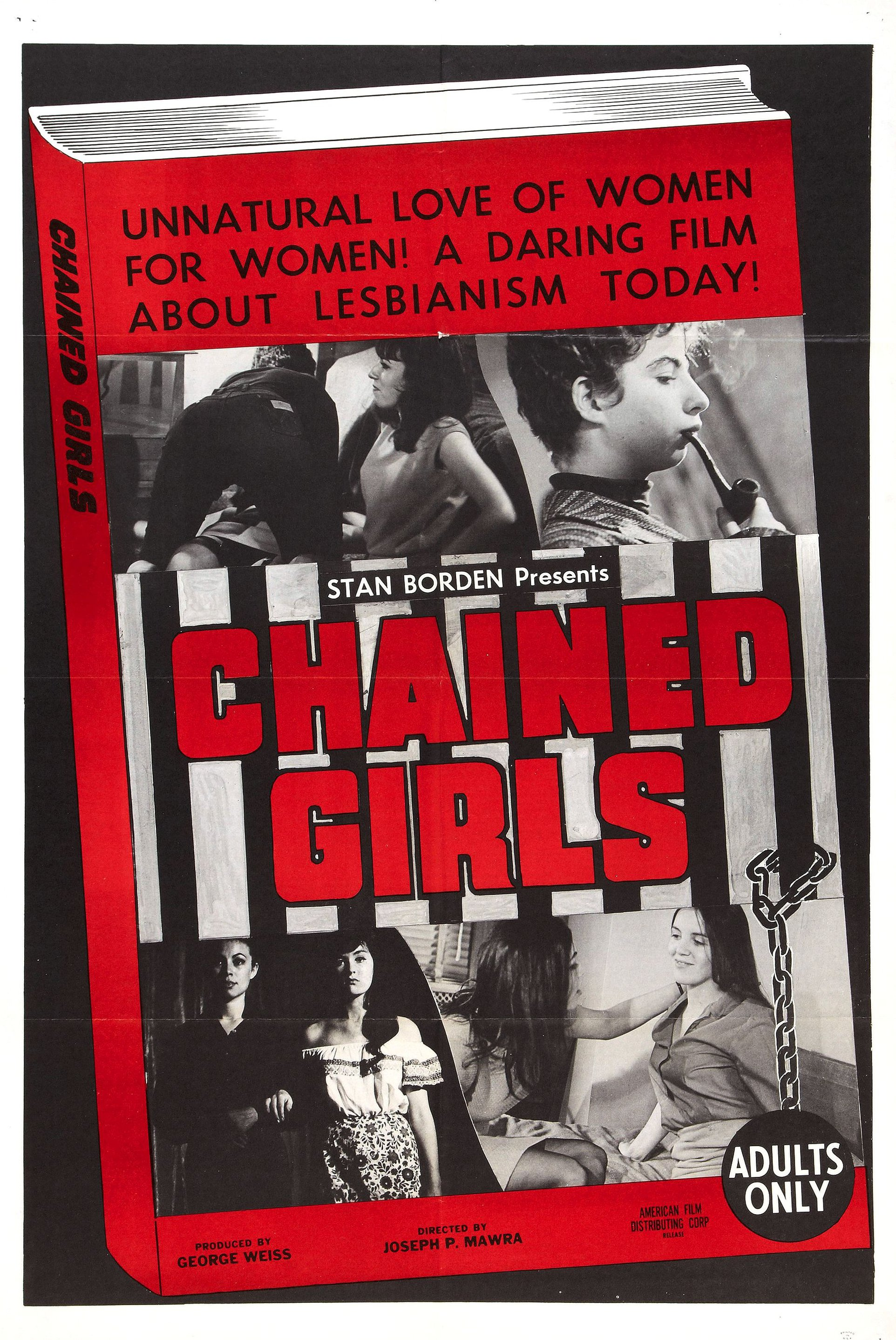
Affiche du film d'exploitation lesbien Chained Girls (1968).

Le cinéma d'exploitation reprend ces thèmes récurrents et les productions cinématographiques, généralement à faible budget, prétendent remporter un succès commercial et se positionner parmi les films culte plus par des thématiques triviales que par leur qualité esthétique. Elles connurent leur âge d'or dans les années 1960 et 1970, avec la popularisation de l’esthétique camp de l'efféminement et la culture « closet » antérieure aux émeutes de Stonewall, qui se référait à l'homosexualité, à la transidentité et aux drag queens.
L'un des premiers films sur le travestissement à avoir été tourné en marge de l'industrie de Hollywood a été la production de série B Louis ou Louise (1953), avec Ed Wood comme réalisateur et acteur principal, lequel fut qualifié de « plus mauvais cinéaste de l'histoire du cinéma » par les critiques Michael et Harry Medved dans leur livre de 1980 The Golden Turkey Awards. Le thème de Louis et Louise se base sur la propre vie de Wood et celle de Christine Jorgensen, l'une des premières personnes transsexuelles à avoir changé de sexe.
Tout aussi iconoclaste que Wood, le réalisateur Kenneth Anger a exercé une influence considérable sur le cinéma moderne. On trouvait dans ses films, dont Scorpio Rising (1963), aussi bien le fétichisme gay, que l'occultisme et les drogues.

#### Cinéma contemporain: à partir des années 1960

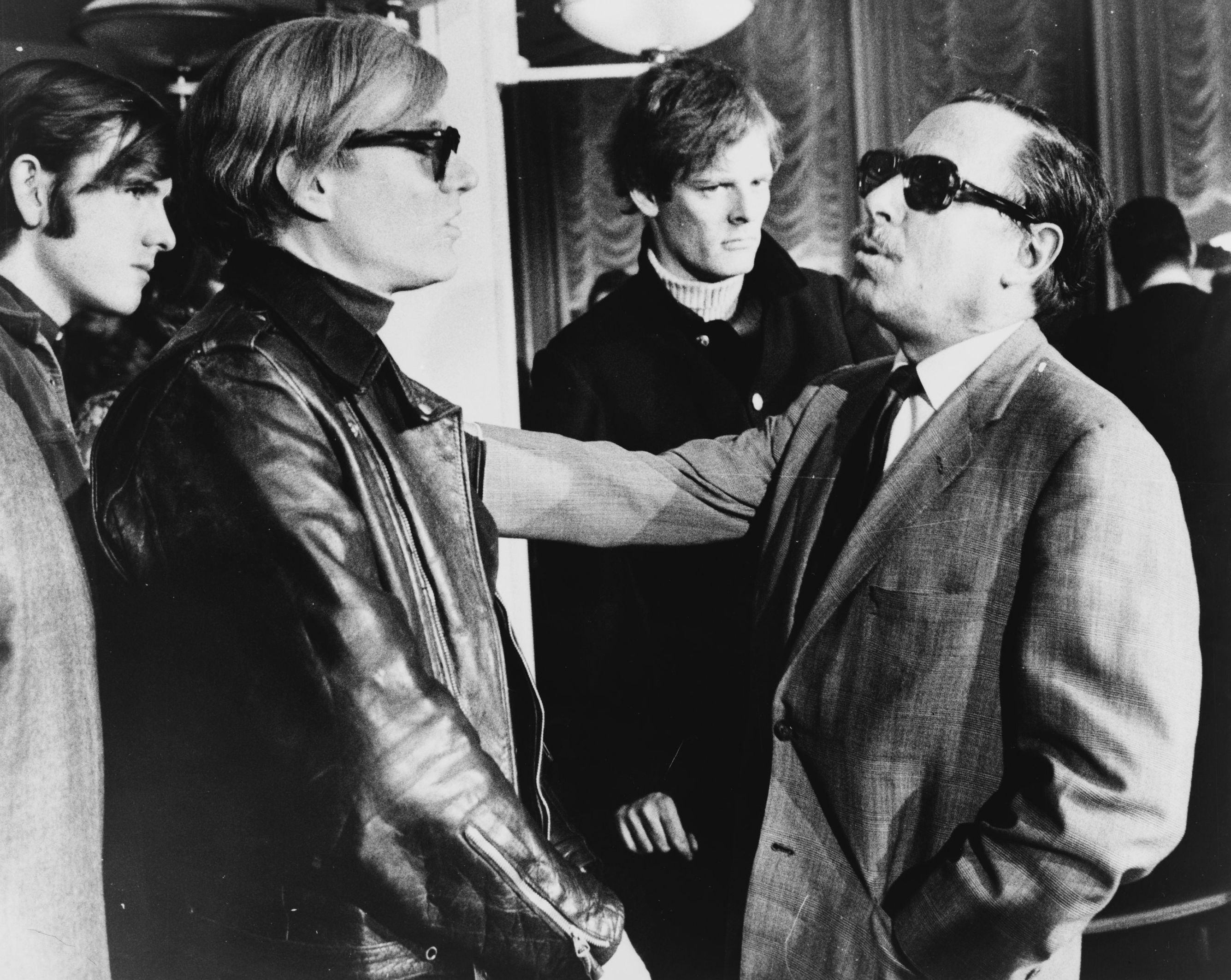
Andy Warhol, Paul Morrissey et Tennessee Williams. Trois icônes de la culture LGBT nord-américaine du XXe siècle.

Pendant la deuxième moitié des années 1960, le réalisateur Paul Morrissey tourna dans la Factory, avec Andy Warhol comme producteur, de nombreux films expérimentaux traitant sans ambages de l'homosexualité et de la transsexualité, dont Lonesome Cowboys (1968), un western se déroulant dans un village habité uniquement par des hommes, et tout particulièrement la trilogie Flesh, composée de Flesh (1968), Trash (1970) et Heat (1972) et figurant parmi les premières productions à montrer le corps masculin comme un objet érotique, faisant de son acteur protagoniste, Joe Dallesandro, un sex-symbol du monde gay.
Les films comme ceux de Warhol et Morrissey et l'avènement de la contre-culture dans les années 1960 marquèrent la naissance du cinéma underground de la décennie suivante, genre représenté par plusieurs réalisatrices qui abordèrent le lesbianisme sous un angle politique et féministe. La première à s'engager dans cette voie a été la réalisatrice Barbara Hammer, qui, depuis 1968, a tourné de nombreux films expérimentaux sur cette thématique, dont elle est considérée comme la pionnière. Hammer a traité l'érotisme lesbien et a représenté sans tabous le corps féminin dans des films comme Dyketactics (1974), Menses (1974) et Multiple Orgasm (1976). Autre nom important du cinéma féministe lesbien : Jan Oxenberg, dont les films critiquent les stéréotypes culturels hétérosexuels et homosexuels en ayant recours à un sens de l'humour particulier qui porte parfois à controverse. Les travaux de Hammer et Oxenberg ont exercé une influence sur plusieurs réalisatrices comme Greta Schiller, Su Friedrich et Lizzie Borden, qui ont approfondi cette représentation militante du lesbianisme, opposée à celle traditionnellement divulguée par la culture dominante.

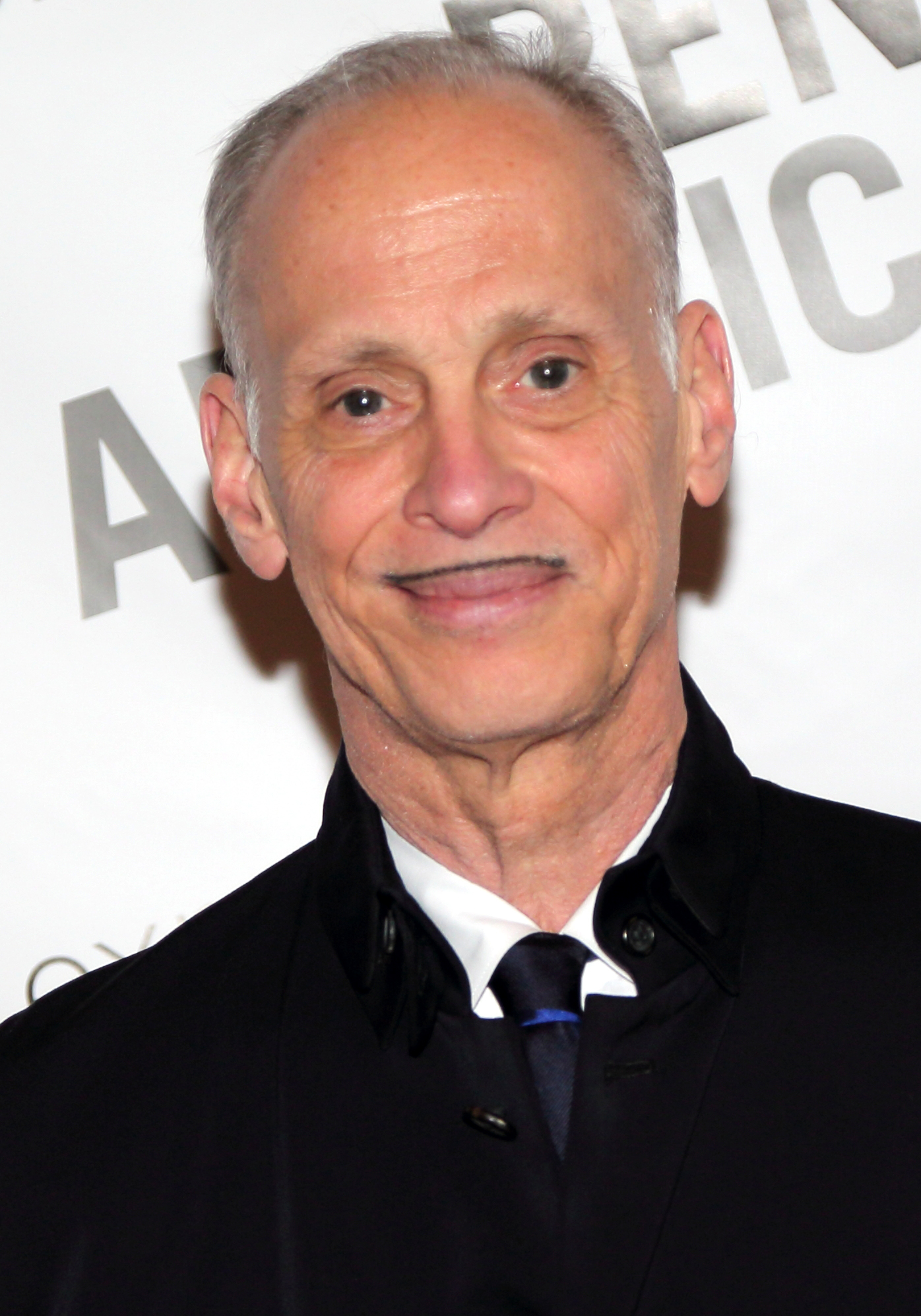
Les films de John Waters, notamment ses productions en collaboration avec Divine, sont provocateurs, pervers et hilarants.

Toujours dans les années 1970, John Waters devint une référence incontournable dans le cinéma indépendant et un cinéaste culte de par ses comédies grossières, satiriques et irrévérencieuses. L'homosexualité, le travestisme et le camp sont présents dans tous ses films, dont bon nombre ont pour protagoniste son compagnon sentimental, la drag queen Divine. Son film le plus emblématique est Pink Flamingos (1972), où la famille de Divine rivalise avec une autre pour remporter le titre de la famille la plus répugnante du monde. Autres œuvres caractéristiques de sa trajectoire : Polyester (1981) et Hairspray (1988).
Si, pendant les années 1980 et dans la première moitié des années 1990, l'industrie du cinéma indépendant traitait le thème d'un point de vue dramatique, elle ne le fit jamais sous un angle moral. Retenons, de cette époque, des films comme Un Compagnon de longue date (Norman René, 1990) ou Le Dernier Anniversaire (Randal Kleiser, 1996). Peu de films se détachèrent, à l’époque, du dramatisme : l’un des premiers à le faire fut Desert Hearts (Donna Deitch, 1985), film à thématique lesbienne (le premier réalisé par une femme) où les deux protagonistes connaissent une fin heureuse.

##### New Queer Cinema
Au début des années 1990, le mouvement appelé New Queer Cinema défia par sa vision radicale de l'homosexualité autant le cinéma conventionnel que les activistes LGBT, qui, après des décennies de stéréotypes négatifs véhiculés dans le cinéma sur les lesbiennes et les gays, commençaient à demander que les films donnassent une bonne image de ces collectivités. Les films précurseurs du mouvement furent Mala Noche (Gus Van Sant, 1985), qui dépeint la relation entre Walt (Tim Streeter), un jeune homosexuel gérant d'un magasin, et deux immigrés clandestins mexicains, Johnny (Doug Cooeyate) et Roberto « Pepper » (Ray Monge), et Clins d'œil sur un adieu (Bill Sherwood, 1986), l'une des premières productions à aborder le sida au cinéma, où deux personnes doivent se quitter devant l'imminence de la mort. Ces deux films sont considérés comme des œuvres cultes.

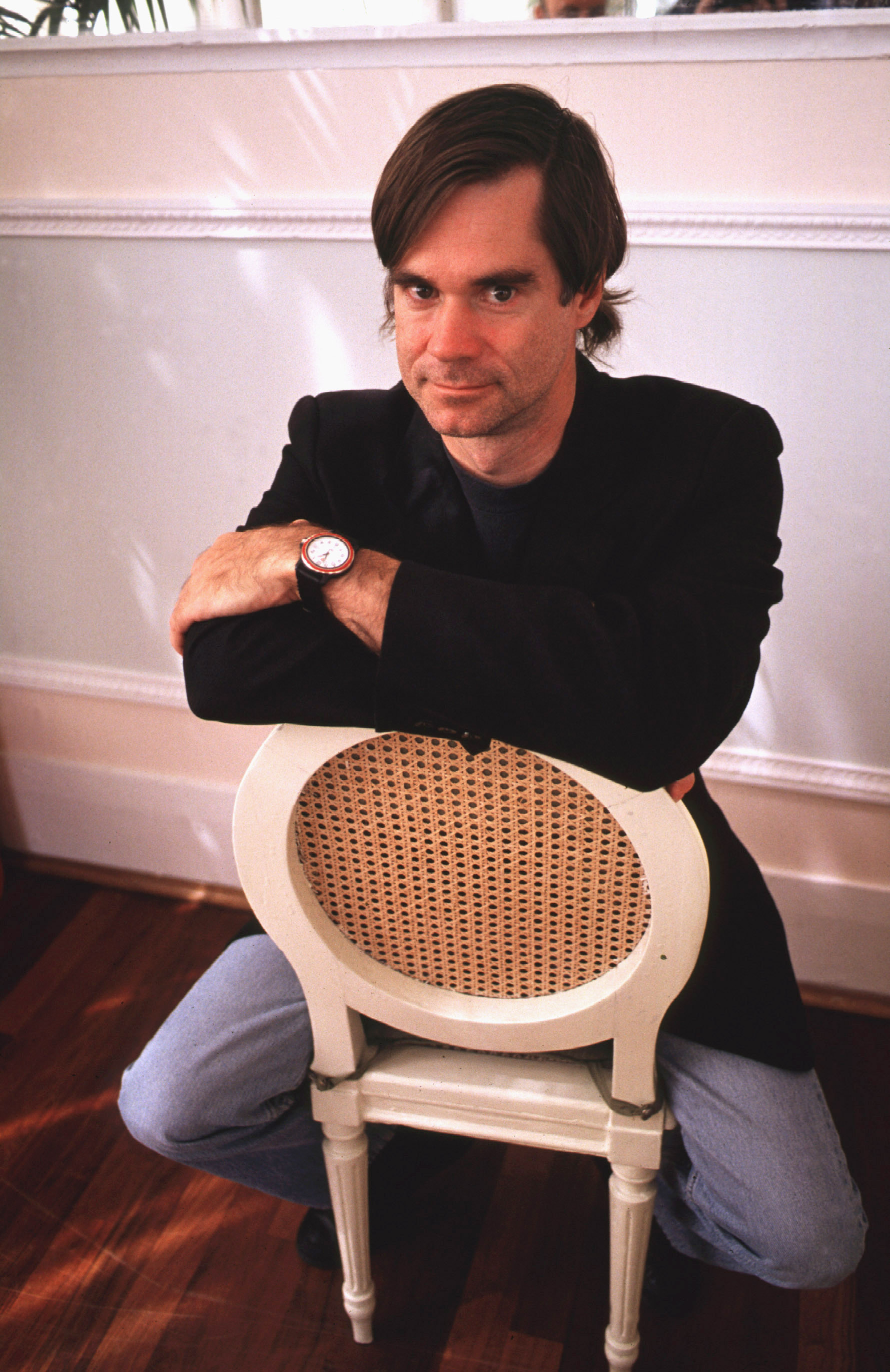
Gus Van Sant, l'un des représentants les plus connus du New Queer Cinema nord-américain.

Parmi les films les plus représentatifs et à l'influence la plus marquée figurent My Own Private Idaho (Gus Van Sant, 1991), interprété par River Phoenix et Keanu Reeves, qui relate les aventures, à Portland, de deux jeunes prostitués, dont l'un est narcoleptique, Poison (Todd Haynes, 1991), entremêlant diverses histoires inspirées de Jean Genet, et Swoon (Tom Kalin, 1991), qui traite du meurtre perpétré par deux étudiants de l'Université de Chicago sur un jeune garçon pour prouver leur courage d'assumer un tel acte. Le même thème a été porté au grand écran par Alfred Hitchcock dans le film La Corde (1948) et par Richard Fleischer dans Le Génie du mal (1959). Totally Fucked Up (Gregg Araki, 1993) est la première partie d'une trilogie de l'apocalypse adolescent et dépeint les vies dysfonctionnelles de six adolescents homosexuels qui forment une « famille », s’aidant réciproquement à affronter les obstacles de la vie. Go Fish (Rose Troche, 1994), est un film qui retrace la vie d’un groupe d'amies lesbiennes et qui fut très bien accueilli par la critique. Dans les films queer, selon le critique Diego Trerotola, l'homosexualité n'est pas tant une pratique stabilisée, une habitude sociale, qu'une prestation, une action qui ne peut être répétée ni consommée. Dans ces films, la sexualité, d'une manière générale, n'est pas nécessairement représentée par des images digestibles et acceptables. Sa présence à elle seule a une valeur critique qui ébranle les canons traditionalistes.
À la différence de Gregg Araki, qui continue à réaliser des films s'inscrivant clairement dans les postulats du New Queer Cinema, les autres réalisateurs ont modulé leurs positions ou élargi leur discours cinématographique. Néanmoins, cette vision de l'homosexualité s'écartant des conventions sociales établies se trouve aussi dans d'autres films indépendants ultérieurs, comme I Shot Andy Warhol (Mary Harron, 1995), inspiré de la vie de la féministe radicale Valerie Solanas, ou Boys Don't Cry (Kimberly Peirce, 1999), qui relate l'histoire réelle de Brandon Teena, un homme transgenre américain assassiné par transphobie. L'œuvre de John Cameron Mitchell comprend des films tels que Hedwig and the Angry Inch (2001), centré sur l'histoire d'un chanteur de rock transgenre, ou Shortbus (2006), qui intègre le sexe explicite de manière naturelle et comprend quelques rôles peu conventionnels. The Fluffer (Richard Glatzer et Wash West, 2001) présente un triangle amoureux dans le contexte du cinéma pour adultes homosexuel et inclut des caméos de personnalités renommées de cette industrie, comme Chi Chi LaRue, Ron Jeremy ou Karen Dior.
Certains récupérateurs du cinéma classique des années 1990 font des clins d'œil aux modes de représentation de l'homosexualité dans les films de l'époque. Dans le film des frères Coen Miller's Crossing (1990), il existe un triangle amoureux inquiétant et voilé entre les gangsters interprétés par John Turturro, Steve Buscemi et J.E. Freeman, bien que le mot « homosexuel » ne soit jamais employé.
Des comédies romantiques ont aussi été tournées sans surcharge dramatique, traitant la thématique LGBT sous l'angle du quotidien : Deux garçons, une fille, trois possibilités (Andrew Fleming, 1994) présente deux étudiants partageant une chambre qui se voient obligés d'accueillir une fille comme troisième colocataire en raison d'une erreur administrative. Dans Jeffrey (Christopher Ashley, 1995), un serveur gay désirant devenir acteur décide, de peur du sida, de cesser définitivement de pratiquer le sexe. Méprise multiple (Kevin Smith, 1997), interprété par Ben Affleck, raconte l'histoire d'un dessinateur de bd qui tombe amoureux d'une collègue lesbienne. Kiss Me, Guido (en) (Tony Vitale, 1997) présente le conflit entre un acteur homosexuel qui tombe amoureux d'un prétendant acteur hétérosexuel avec lequel il partage un appartement. Dans Trick (Jim Fall, 1999), deux jeunes gays ne parviennent pas à trouver un endroit où vivre leur intimité à Manhattan. L'importance des amis pour aller de l'avant se révèle dans Le Club des cœurs brisés (Greg Berlanti, 2000). Eating Out (Q. Allan Brocka, 2004) et ses suites Sloopy Seconds (2006), All you can eat (2009) et Drama Camp (2011) revisite les schémas des comédies d'intrigue de George Cukor. Saved! (Brian Dannelly (en), 2004) est une comédie adolescente qui satirise le bigotisme. All Over the Guy (Julie Davis (en), 2001) est une comédie romantique où deux jeunes homosexuels tentent de jouer les entremetteurs entre deux de leurs amis alors que ceux-ci n'ont apparemment rien en commun. Citons enfin un film inclassable, Chain of Desire (Temístocles López, 1992), interprété par Linda Fiorentino et Elias Koteas, où plusieurs relations amoureuses apparemment sans rapport vont être reliées par les tourments du désir.
Au début des années 2020, le film Cowboys (Anna Kerrigan (de), 1986) relate comment un couple séparé affronte les problèmes identitaires de leur enfant transgenre (Sasha Knight (de)). La mère (Jillian Bell), à qui incombe la gestion du quotidien, n'accepte pas que sa fille soit un garçon manqué, alors que le père (Steve Zahn) partage avec son rejeton des aventures de cowboys dans les montagnes du Montana et lui permet de vivre pleinement, le temps d'un week-end, l'identité à laquelle il aspire.

##### Films d'épouvante: vampires homosexuels et Queer Horror
Il existe des théories qui affirment que le cinéma dédié aux monstres classiques, comme Dracula (Tod Browning, 1931) ou L'Homme invisible (James Whale, 1933), recèlent une double lecture et peuvent être interprétés comme des films reflétant l'homosexualité ou possédant un caractère homo-érotique plus ou moins dissimulé. L'influence de ces classiques se retrouve dans des productions ultérieures comme Lemora (en) (Richard Blackburn, 1973), film où l'imposante et inquiétante Lemora séduit une angélique Lila Lee. La coproduction anglo-américaine Le Bal des vampires (Roman Polanski, 1967), une comédie noire où le protagoniste est poursuivi par un vampire homosexuel dément, a remporté un grand succès.

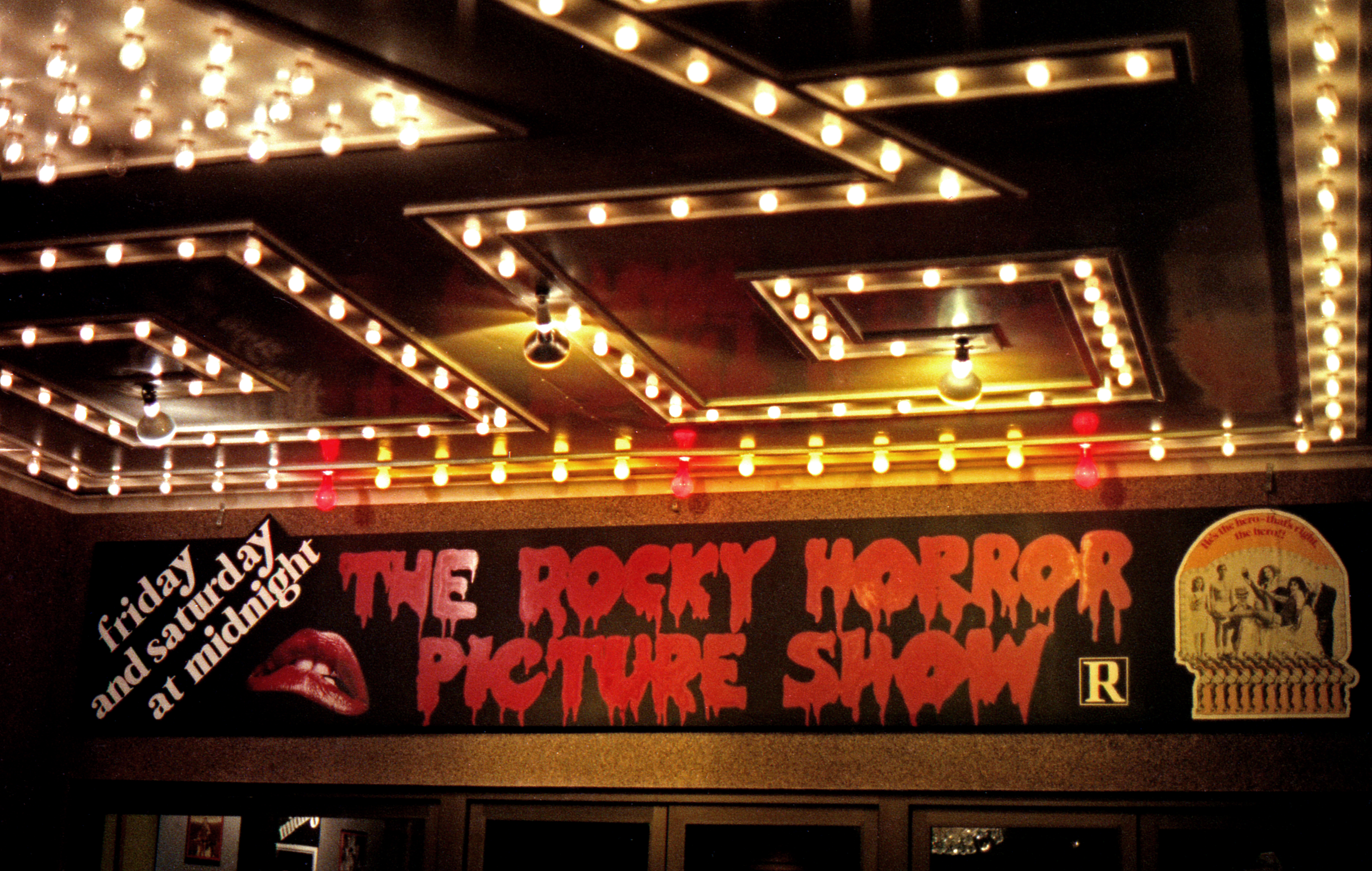
The Rocky Horror Picture Show (Jim Sharman, 1975), une icône dévoyée et rebelle que l'on trouve encore à l'affiche des cinémas et théâtres.

On ne saurait ignorer le musical dépravé inclassable et incontournable The Rocky Horror Picture Show (Jim Sharman, 1975), qui allie de manière magistrale et comique le transformisme, le rock 'n' roll, l'homosexualité et les premières relations sexuelles des protagonistes, le tout relevé par des effets spéciaux qu'on retrouvera dans des séries télévisées comme lesPower Rangers. Interprété entre autres par Tim Curry et Susan Sarandon, c'est la version cinématographique du musical homonyme qui continue à être projetée dans des versions spéciales un peu partout dans le monde et dont la version théâtrale est toujours représentée.
Un sous-genre du cinéma d'épouvante est la Queer Horror (en), qui applique les caractéristiques du slasher dans un contexte homosexuel. Citons à titre d’exemple Hellbent (Paul Etheredge-Ouzts, 2004), dont les créateurs se targuent d'avoir tourné le premier film du genre slasher sur une thématique homosexuelle ; on y voit à l'œuvre un tueur qui décapite les uns après les autres plusieurs homosexuels en train de célébrer Halloween. Dans Dead Serious (Joe Sullivan, 2005), un groupe de voisins sectaires cherchent à mettre fin à l'activité d'un bar gay et à l'indécence qu'il représente ; or, il s’avère que non seulement le bar appartient à la mafia du quartier, mais aussi que celle-ci est dirigée par des vampires. On remarquera enfin October Moon (en) (Jason Paul Collum (en), 2005), où un homme commence par être repoussé par sa famille, par ses amis et sa fiancée, jusqu'à ce qu'ils se rendent tous compte de l'attraction qu'il ressent pour un collègue de travail.

## Cinéma européen

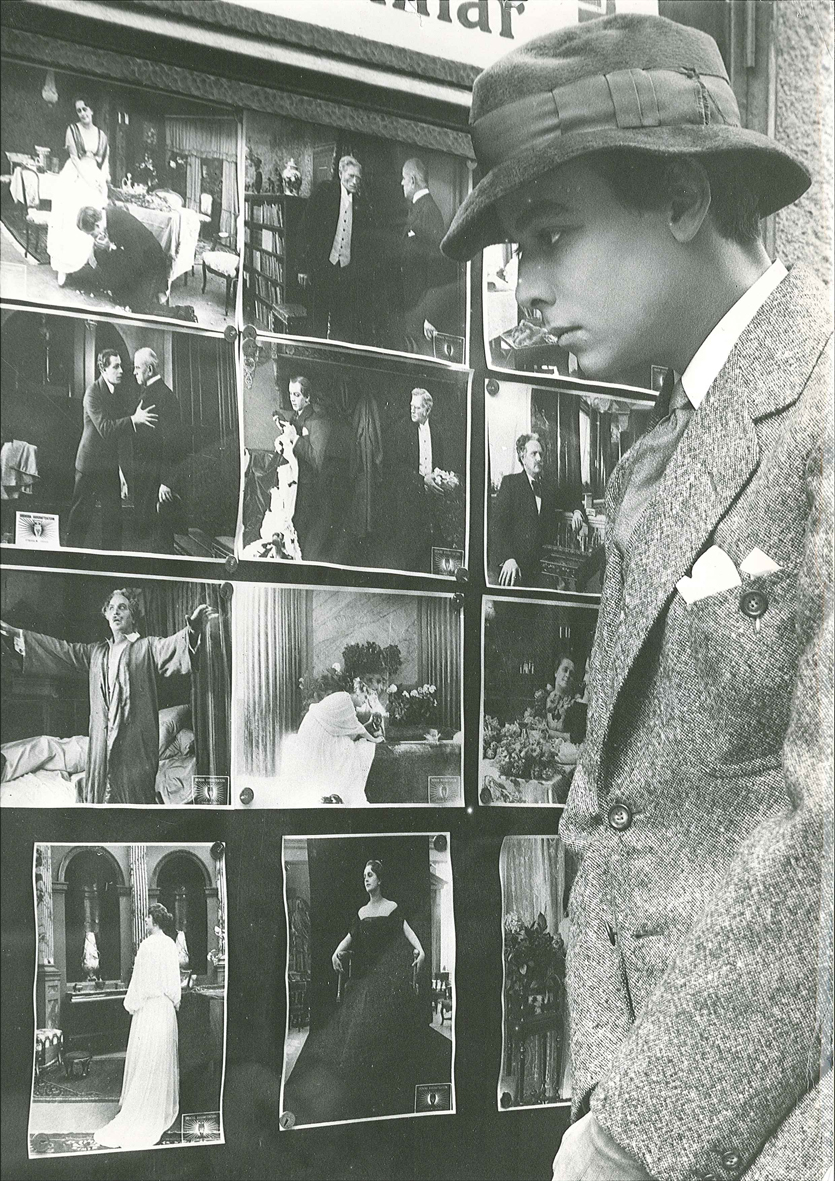
L'acteur débutant Nils Asther contemplant des photos de scènes de Les Ailes (Mauritz Stiller, 1916)

En Europe comme dans le cinéma indépendant nord-américain, des films furent tournés sur la thématique homosexuelle faisant fi de la moralité alors prévalente et traitant le sujet sous l'angle de la normalité et du quotidien bien avant que le cinéma de Hollywood n'adoptât cette posture. La première production au monde à avoir pour thème principal une relation homosexuelle a été le film suédois Les Ailes (Mauritz Stiller, 1916).
La filmographie européenne a généré bon nombre de films qui se distinguèrent au niveau international, comme Mort à Venise (Luchino Visconti, 1971), Salò ou les 120 Journées de Sodome (Pier Paolo Pasolini, 1975), Querelle (Rainer Werner Fassbinder, 1982), The Crying Game (Neil Jordan, 1992), Edward II (Derek Jarman, 1991), Les Nouveaux Mecs (Sönke Wortmann, 1994), Beautiful Thing (Hettie Macdonald, 1996), Krámpack (Cesc Gay, 2000) ou Summer Storm (Marco Kreuzpaintner, 2004).

### Cinéma allemand
Pendant les premières années de l'histoire du cinéma, l'Allemagne fut le pays ayant traité le plus fréquemment le thème de l'homosexualité. Depuis la fin de la Première Guerre mondiale jusqu'à l'arrivée au pouvoir d'Hitler, de nombreux films allemands ont fait allusion à cette orientation sexuelle, en faisant parfois leur trame principale. Des dizaines de documentaires et de courts-métrages s'employèrent à combattre le mépris auquel se voyaient confrontés les homosexuels, dont nombre d'entre eux furent produits par l'Institut de sexologie, créé par le pionnier de l'activisme gay Magnus Hirschfeld.

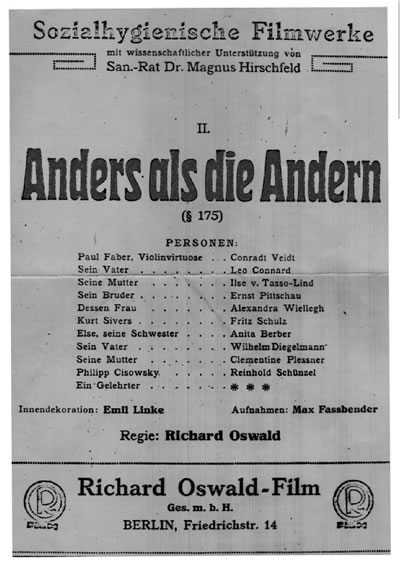
Affiche du film Différent des autres (1919), réalisé par Richard Oswald.

L'un des films dans lesquels Hirschfeld s'est particulièrement impliqué fut Différent des autres (Richard Oswald, 1919), qui met en scène un musicien gay victime de chantage en raison de son orientation sexuelle. Le film prend position contre le paragraphe 175 du Code pénal allemand, qui condamnait de prison l'homosexualité. Il fut ultérieurement interdit, ses copies furent détruites et il resta dans l'oubli jusqu'en 1979, où l'on retrouva en Ukraine la majeure partie des bobines. Une version restaurée de 50 minutes fut présentée lors de l'édition de 2016 de la Berlinale. Dans la même décennie, l'homosexualité féminine fut traitée dans la comédie d'intrigue Zapatas Bande (La Bande à Zapata, Urban Gad, 1914) et dans Je ne voudrais pas être un homme (Ernst Lubitsch, 1918), où sont insinuées des scènes de flirt entre deux femmes, dont l'une porte des vêtements d'homme, ces coquetteries cessant dès qu'est dévoilé le véritable genre de cette dernière.
Dans les années 1920 sortit une nouvelle version du film suédois Vingarne (Mauritz Stiller, 1916), réalisée cette fois par Carl Theodor Dreyer et plus fidèle au roman publié en 1904 par Herman Bang, intitulé, comme le film, Michaël (1924). Il raconte l'histoire d’un peintre renommé appelé Claude Zoret (Benjamin Christensen), qui tombe amoureux d'un de ses modèles, Mikaël (Walter Slezak), et partage un temps avec lui une vie heureuse. Autre film remarquable de la même période, Geschlecht in Fesseln (Les Sexes enchaînés, Wilhelm Dieterle, 1928) relate une relation homosexuelle entre deux prisonniers. Loulou (Georg Wilhelm Pabst, 1929) est un classique du cinéma muet ; il raconte l'histoire d’une artiste de vaudeville, décomplexée et adepte d'une sexualité libre, qui provoque la perte de tous les hommes – et femmes – qui la connaissent. Le film fait intervenir la comtesse Geschwitz, qui courtise la protagoniste, mais s'étend moins sur ce personnage que la pièce de théâtre sur laquelle il se base.
L'avènement du cinéma parlant vit sortir le premier film ouvertement lesbien de l'histoire du cinéma : Jeunes Filles en uniforme (Leontine Sagan, 1931). Basée sur une pièce de théâtre de Christa Winsloe, l'action se déroule dans un internat de jeunes filles où une élève tombe amoureuse d'une professeur, ce qui scandalise la directrice de l'établissement, qui prend des mesures draconiennes. Plaidoyer de l'amour entre femmes, le film contient également des critiques directes à l'encontre du national-socialisme alors émergent en Allemagne. Deux ans plus tard sera tourné Anna et Elisabeth (de) (Frank Wisbar, 1933), interprété par Dorothea Wieck et Hertha Thiele, les mêmes actrices que celles ayant joué dans Jeunes Filles en uniforme ; il dépeint la relation intense qui lie deux jeunes femmes, dont l'une paraplégique, mais ici sans le sous-texte érotique du film précédent. La même année sortit Viktor und Viktoria (Reinhold Schünzel, 1933), où l'on assiste au renversement des genres : une jeune fille, pour échapper à la médiocrité, se fait passer pour un homme, qui, à son tour doit représenter une femme dans un spectacle de cabaret. Malgré son apparence masculine, elle parviendra à capter l'attention d’un homme hétérosexuel.
Après l'instauration du Troisième Reich, entre 1933 et 1945, la majeure partie de ces films fut interdite, amorçant dans le cinéma allemand une période de silence par rapport à l'homosexualité, qui durera jusqu'à la fin des années 1950.

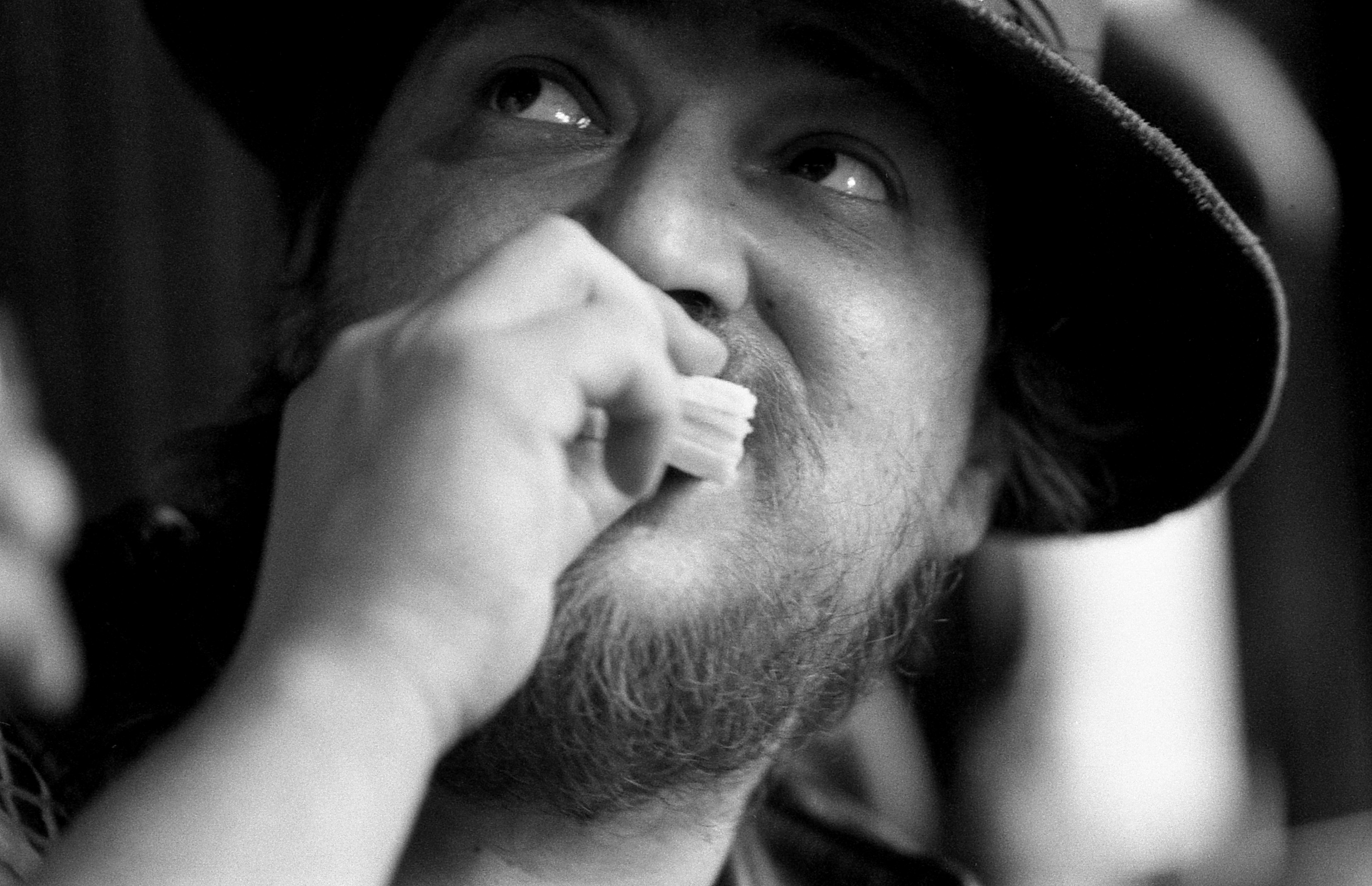
Rainer Werner Fassbinder, réalisateur allemand, représentant du nouveau cinéma allemand des années 1960 et 1970

Ce n’est que dans les années 1960 que la thématique homosexuelle resurgira grâce à ce qu'on appelle le nouveau cinéma allemand et son représentant le plus charismatique, Rainer Werner Fassbinder. Avec une filmographie de 41 films, Fassbinder, malgré sa mort prématurée à l'âge de 36 ans, a réussi à trouver un langage adéquat pour représenter l'homosexualité, mettant notamment en relief les rapports de domination/soumission, où l'un des deux amants exploite l'autre d'une manière intéressée, attitude mise en parallèle avec l'oppression dans la société capitaliste. Nous en trouvons quelques exemples dans les relations lesbiennes qu'il décrit dans Les Larmes amères de Petra von Kant (1972) ou la relation entre deux hommes homosexuels de classe sociale différente, dont l'un est interprété par le réalisateur lui-même, dans Le Droit du plus fort (1974).
Son œuvre posthume, Querelle (1982), est une adaptation du roman homonyme de Jean Genet et comprend des scènes au contenu explicitement sexuel, interprétées par l'acteur Brad Davis, devenu symbole homo-érotique
C'est encore dans ce même mouvement cinématographique allemand que s'inscrivent les films de Rosa von Praunheim, réalisateur postmoderne très controversé dont le nom d'artiste fait référence au triangle rose (« rosa Winkel »), que les homosexuels devaient porter dans les camps de concentration nazis. Von Praunheim a allié politique et activisme LGBT dans son parcours de cinéaste, où, tout au long de sa prolifique filmographie, il a eu recours à l'esthétique camp et à la culture pop pour dénoncer la discrimination sexuelle et critiquer la culture gay officielle. Il a entamé sa carrière en critiquant la promiscuité de la scène gay dans Ce n'est pas l'homosexuel qui est pervers mais la société dans laquelle il vit (1970), et tournera plus de cinquante films dans lesquels il aborde des thèmes très divers, allant de la biographie du médecin et sexologue Magnus Hirschfeld dans L'Einstein du sexe (1999) jusqu'au drame du sida.

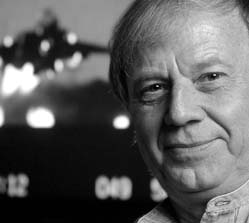
Avant de tourner aux États-Unis, Wolfgang Petersen a tourné des films intéressants dans son Allemagne natale, comme Le Bateau (1981).

Autre cinéaste allemand ayant traité de l'homosexualité masculine : Frank Ripploh (1949-2002), dont le premier film, l'explicite Taxi zum Klo (Taxi pour les toilettes, 1981), inspiré de ses fantasmes et ses escapades sexuelles, remporta un succès non négligeable au niveau international et obtint le Prix Max Ophüls.
Avant de s'installer à Hollywood pour tourner des films comme Air Force One (1997) ou Troie (2004), Wolfgang Petersen fut acclamé dans le monde entier pour le film La Conséquence (1977), qui montre la répression dont souffrent les homosexuels même dans les sociétés les plus avancées. Le Bateau (1981), dont l'action se déroule dans un sous-marin allemand pendant la Seconde Guerre mondiale, eut lui aussi un profond retentissement.
La réalisatrice Ulrike Ottinger est devenue une figure culte du cinéma lesbien avec ses films stylisés d'avant-garde Laokoon und Söhne (Laocoon et fils, 1975) et Madame X: Eine Absolute Herrscherin (Madame X, souveraine absolue, 1978), où la sexualité de ses personnages féminins est subtilement insinuée, mais toujours présente.
La sexualité lesbienne la plus démesurée, notamment le sado-masochisme, a été explorée par la cinéaste Monika Treut dans ses films et documentaires. On trouve dans sa filmographie des titres comme Bondage (1983), Female Misbehavior (1993) ou Max (1992), documentaire qui esquisse le passage de femme à homme d'un homme trans.
Au début des années 2020, le cinéma LGBT allemand ne saurait passer outre au débat sur l'immigration. Le jeune cinéaste allemand d'origine iranienne Faraz Shariat (de) tourne en 2020 le film autobiographique No Hard Feelings - Le monde est à nous, où le fils d'un couple d'exilés iraniens, condamné pour un vol à des heures de travail d'intérêt général, est chargé de s'occuper de deux sans papiers iraniens, frère et sœur, et s'éprend du garçon. Le film a été récompensé du prestigieux Teddy Award au Festival de Berlin 2020.

### Cinéma britannique
Les premières apparitions de personnages homosexuels dans le cinéma britannique remontent aux premiers films muets d'Alfred Hitchcock, comme la modiste du Jardin du plaisir (1925) ou le beau garçon incarné par Ivor Novello dans Les Cheveux d'or (1926). Néanmoins, c'est Borderline (Kenneth Macpherson (en), 1930) qui est le premier film à présenter des thématiques complexes comme l'homosexualité, les relations interraciales ou l'adultère. Dans la même décennie, citons First a Girl (Victor Saville, 1935), adaptation britannique de Viktor und Viktoria, mis en scène en 1933 par l'Allemand Reinhold Schünzel, qui raconte l'histoire d’une chanteuse de cabaret frustrée de voir sa carrière piétiner, mais dont le sort changera lorsqu'elle se fera passer pour un homme déguisé en femme.

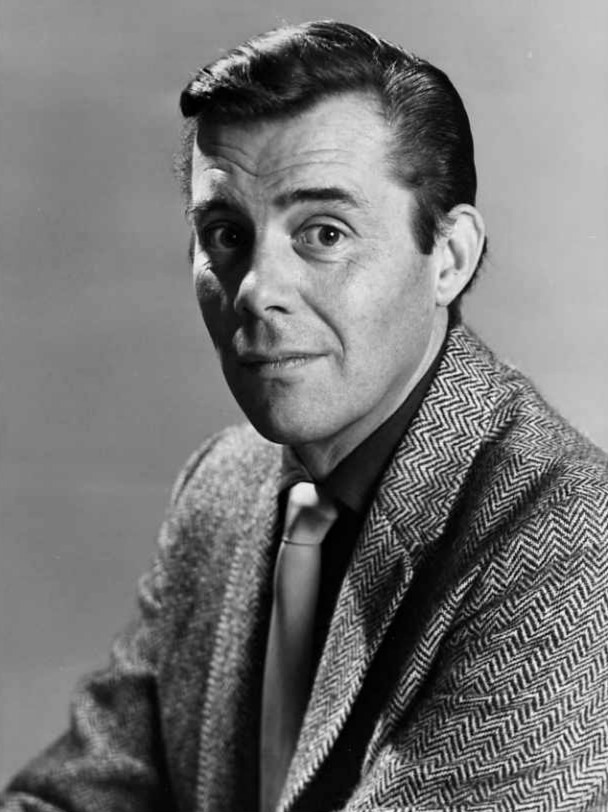
Dirk Bogarde protagoniste de La Victime (Basil Dearden, 1961).

Cependant, le film considéré comme ayant posé la première pierre du cinéma homosexuel britannique moderne est La Victime (Basil Dearden, 1961). Non seulement il aborde la thématique gay, mais il utilise aussi pour la première fois le mot « homosexuel » dans une production cinématographique. Comme d’autres film de la même décennie, il prend comme référence le film muet allemand Différent des autres (Richard Oswald, 1919) pour esquisser les mésaventures d'un homme jouissant d'une bonne position sociale victime de chantage en raison de ses penchants homosexuels. Le film a suscité des polémiques dès avant son tournage, car, à l'époque, l'homosexualité constituait encore un délit au Royaume-Uni et équivalait à un stigmate social. Plusieurs acteurs refusèrent de participer au projet, jusqu'à ce que, finalement, Dirk Bogarde se montrât disposé à jouer le rôle. Il n'avait alors pas encore admis publiquement son orientation sexuelle.
La fin des années 1950 et le début des années 1960 virent l'apogée du Free Cinema et des angry young men, dont les adeptes étaient souvent homosexuels ou bisexuels. L'un des plus importants fut Tony Richardson, qui signa plusieurs œuvres où l'homosexualité n’était pas le thème principal, mais où elle était présente. L'un de ses films les plus remarqués – Les Corps sauvages (1958), avec Richard Burton – décrivait le déclin d'une relation hétérosexuelle où l'un des personnages principaux était gay, même s'il n'en était pas fait mention pendant tout le film. Dans son film suivant, Un goût de miel (1961), il dépeint la relation de complicité entre une jeune fille et son compagnon homosexuel avec lequel elle partage un appartement. De cette époque, antérieure encore à la dépénalisation de l'homosexualité, on retiendra le film La Chambre indiscrète (Bryan Forbes, 1962), l'une des premières productions comptant parmi ses personnages une lesbienne et un homme gay

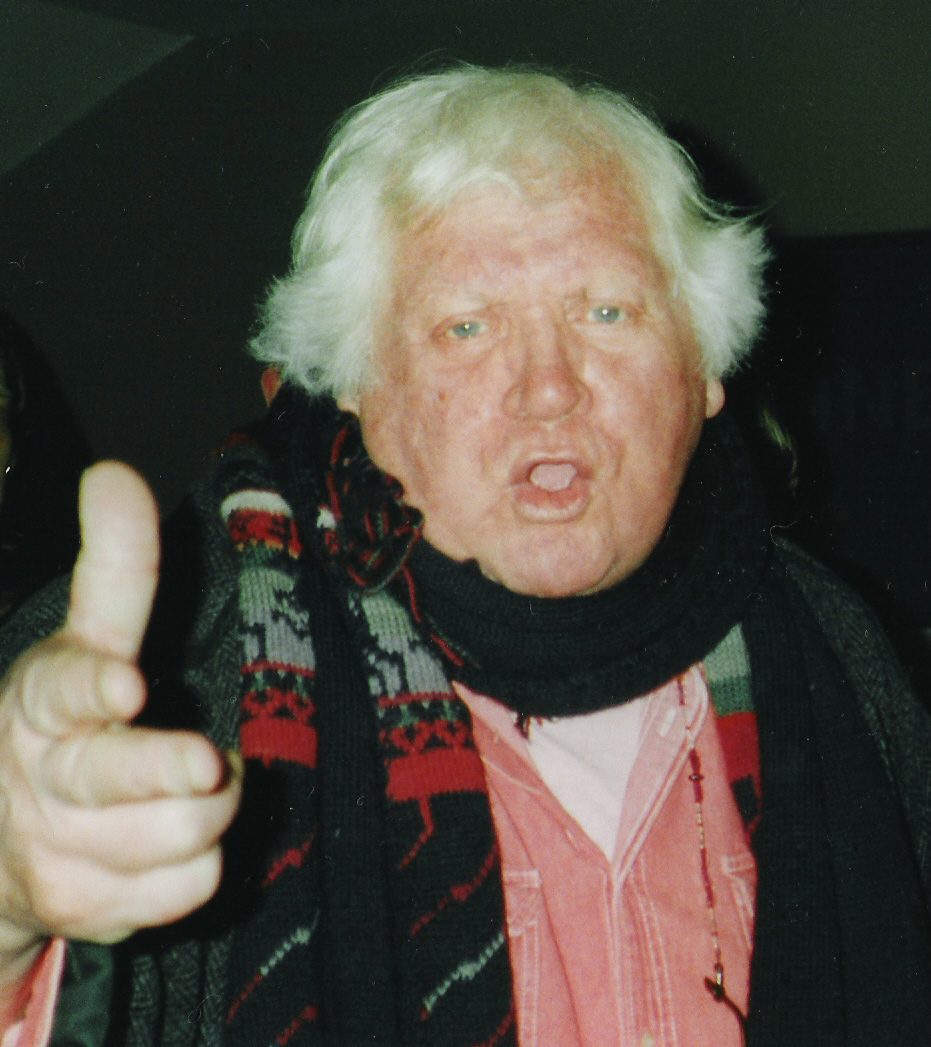
Ken Russell en 2008.

Un an après la dépénalisation partielle de l'homosexualité parut le premier film sur le lesbianisme jamais tourné dans le pays : Faut-il tuer Sister George ? (Robert Aldrich, 1968), bien qu'il s'agisse d'une production américaine. Le film est adapté d'une pièce de théâtre écrite en 1964 par le dramaturge britannique Frank Marcus (en) et suscita une large polémique dans le public en raison du thème abordé.
Le cinéma du producteur controversé Ken Russell a traité de l'homosexualité dans des films comme Love (1969). Inspiré par le roman de D. H. Lawrence et mettant en vedette Glenda Jackson, qui obtint un Oscar pour son interprétation, il contenait une scène hautement érotique de lutte entre deux hommes. Le thème est repris dans son film biographique sur le compositeur russe Tchaïkovski, La Symphonie pathétique (1971).

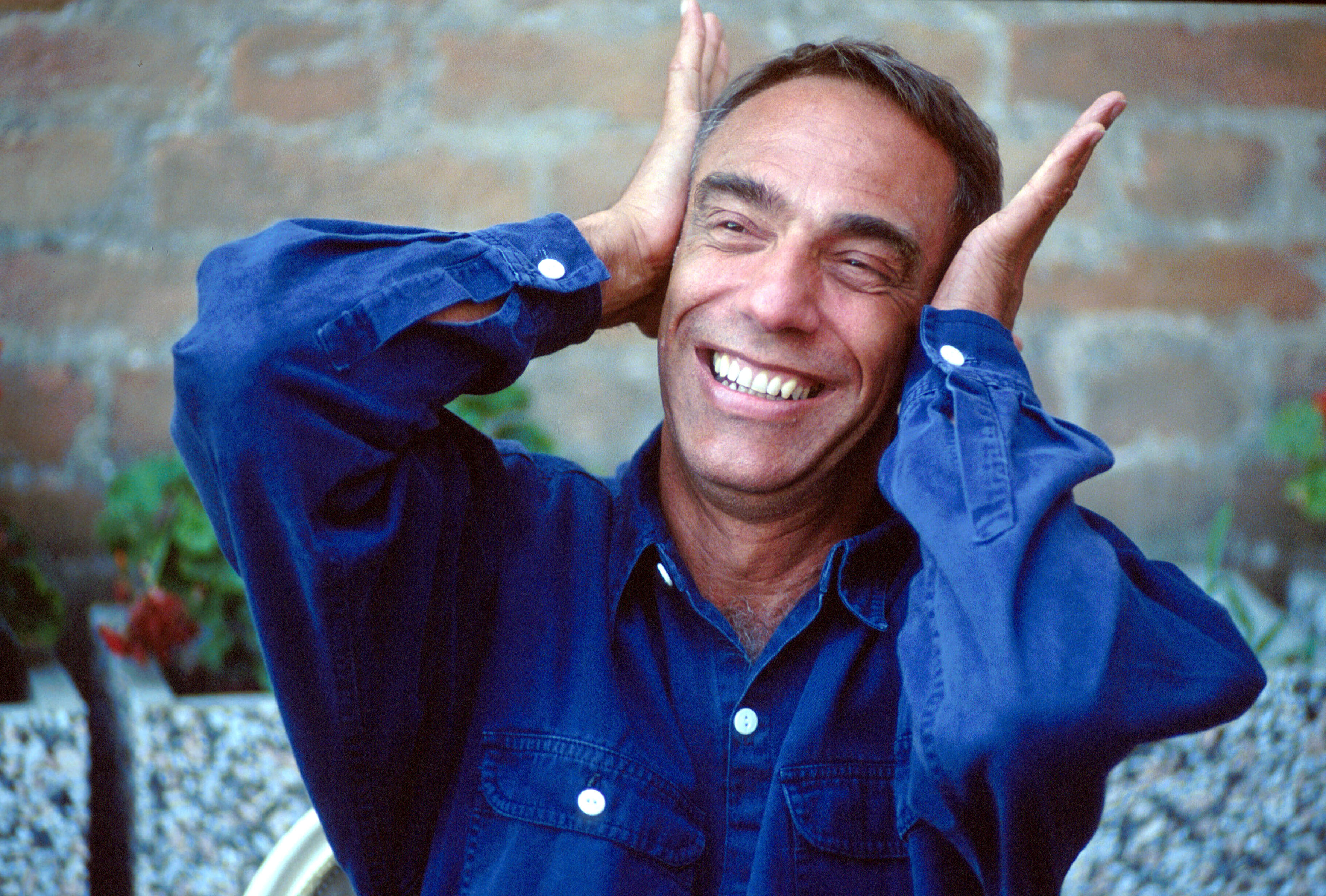
Le cinéaste britannique Derek Jarman.

Derek Jarman commença sa carrière cinématographique avec Sebastiane (1976) un péplum à thématique homosexuelle où l'on raconte la vie d’un esclave. Jarman s'est toujours distingué, jusqu'à ce qu'il fût emporté par le sida en 1994, comme un personnage polémique et une figure-clé de la culture pop britannique des années 1980, alternant ses films pour le grand écran avec la production de vidéoclips et la peinture. De toute son œuvre cinématographique, souvent dédiée à l'homoérotisme et à la dénonciation de l'hypocrisie envers l'homosexualité, on retiendra les films biographiques Caravaggio (1986) et Edward II (1991), adapté de la pièce de théâtre homonyme de Christopher Marlowe.
Jarman tout comme Ken Russell a traité l'homosexualité dans des films historiques, phénomène fréquent dans le cinéma britannique, où de nombreux films se déroulent dans l'époque victorienne et dans les premières décennies du XXe siècle. L'exemple le plus connu est le film Maurice (James Ivory, 1987), adapté du roman homonyme d’E.M. Forster, qui reflète la situation de clandestinité à laquelle se trouvaient confrontés les homosexuels dans la société anglaise du début du XXe siècle. On retrouve l'homosexualité dans d'autres films historiques comme Bent (Martin Sherman, 1997), Mrs Dalloway (Marleen Gorris, 1997) et dans des films biographiques comme Oscar Wilde (Brian Gilbert, 1997), avec Stephen Fry, ou Carrington (Christopher Hampton, 1995).

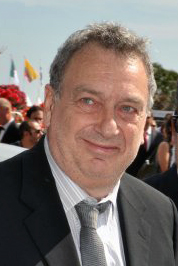
Stephen Frears, réalisateur de My Beautiful Laundrette (1985).

Un autre genre classique de la filmographie britannique est l'amalgame de la thématique homosexuelle et du cinéma social, héritier du Free cinema, où sont traités les problèmes et la vie quotidienne de la classe ouvrière. Terence Davies est un cinéaste homosexuel ayant pratiqué ce genre dans ses films d'inspiration autobiographique comme Distant Voices, Still Lives (1988), où sont contées les privations d'une famille ouvrière dans les années 1940, ou Une longue journée qui s'achève (1992), qui se focalise sur un enfant de douze ans, sensible, timide et introverti dans une famille de la classe ouvrière. L'un des représentants les plus emblématiques du cinéma britannique contemporain, Stephen Frears, a lui aussi associé ces deux thématiques dans My Beautiful Laundrette (1985), long métrage sur le scénario de l'écrivain Hanif Kureishi, où il dépeint la relation entre un jeune anglo-pakistanais issu de la bourgeoisie intellectuelle et commerçante et un jeune prolétaire britannique marginalisé qui projettent de se mettre ensemble pour remettre sur pied une laverie. Il reviendra un peu plus tard sur le même sujet avec Prick Up Your Ears (1989), faisant référence à la vie du dramaturge Joe Orton et à sa relation tourmentée avec son amant Kenneth Halliwell (en).
Sous un angle plus politique, le cinéaste d'origine irlandaise Neil Jordan a montré dans The Crying Game (1992), sur toile de fond de conflit nord-irlandais, les difficultés auxquelles sont confrontées les personnes transgenre. Interprété par Stephen Rea, Miranda Richardson, Jaye Davidson et Forest Whitaker, le film de Jordan a obtenu l'Oscar du meilleur scénario original et cinq nominations supplémentaires, dont celles du meilleur film et du meilleur réalisateur. Breakfast on Pluto (2005) raconte aussi l'histoire d'une personne transgenre dans l'Ulster des années 1970, avec de grandes pointes d'humour interprétées par Cillian Murphy, nommé aux Golden Globes comme meilleur acteur dans un film musical ou une comédie, et Liam Neeson.

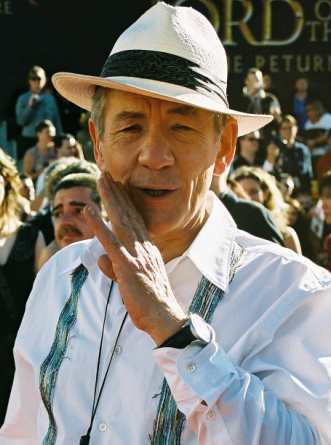
La sortie du placard de nombreux acteurs britanniques, comme Ian McKellen, contribua à normaliser l'homosexualité dans l'imaginaire collectif.

Autre titre clé de la cinématographie britannique des années 1990, Beautiful Thing (Hettie McDonald, 1996) retrace la première relation homosexuelle entre deux adolescents de la classe ouvrière ; le film a participé à des festivals de cinéma comme ceux de Cannes, Paris et Saint-Sébastien. C'est à cette époque que l'on constate un changement d'attitude dans la société britannique, plus tolérante envers l'homosexualité, avec le coming out d'acteurs britanniques de premier niveau comme Antony Sher, Simon Callow, Stephen Fry, Rupert Everett ou Ian McKellen. Il s'ensuivit un intérêt accru pour le cinéma à thématique LGBT, des films s'adressant non seulement au public LGBT incluant de plus en plus fréquemment des personnages ou des récits homosexuels ou bisexuels comme Peter’s Friends (Kenneth Branagh, 1992), où le personnage principal incarné par Stephen Fry reçoit ses amis au réveillon du jour de l'an pour leur faire part non seulement de son homosexualité, mais aussi de son état séropositif, ou The Full Monty (Peter Cattaneo, 1997), dont une sous-trame fait intervenir un couple homosexuel non sorti du placard.
Cet intérêt se manifeste également dans des titres comme Une vie normale (Angela Pope, 1995), où un père homosexuel se bat devant les tribunaux pour secourir son fils maltraité par son beau-père. Different for Girls (Richard Spence (en), 1995) réunit deux amis d'enfance qui se retrouvent des années plus tard, alors que l'un est devenu une fille. Dans La Rage de vivre (Nancy Meckler, 1996), un jeune danseur réinvente face au sida sa carrière et sa vie et trouve refuge auprès d'un homme plus âgé, qui devient son mentor, son compagnon et son amant. Pride (Matthew Warchus, 2014) est une comédie basée sur un fait réel où un groupe d’activistes LGBT collecte de l'argent pour aider les familles affectées par la grève des mineurs britanniques de 1984, initiative qui devait déboucher sur la campagne Lesbians and Gays Support the Miners (Lesbiennes et gays en soutien aux mineurs).
Alan Turing, mathématicien londonien qui contribua à rompre le code utilisé par les nazis pendant la Seconde Guerre mondiale a fait l'objet de deux films biographiques reflétant son homosexualité, la façon dont son travail a été compromis par cette circonstance et les méthodes employées pour lui faire ingérer des hormones. Breaking the Code (en) (Herbert Wise, 1997) est une production pour la télévision avec Derek Jacobi dans le rôle principal. Imitation Game (Morten Tyldum, 2015) est une coproduction américano-britannique interprétée par Benedict Cumberbatch qui remporta l'Oscar du meilleur scénario adapté. Toujours dans la série des films biographiques, nous trouvons le film américano-britanno-germano-danois Danish Girl (2015) du réalisateur britannique Tom Hooper, qui retrace l’histoire vraie de Lili Elbe, une artiste danoise connue pour avoir été la première personne à recourir (en 1930) à une opération de réassignation sexuelle. Le personnage principal, interprété par Eddie Redmayne, a été jusqu'au bout admirablement soutenu par sa femme (Alicia Vikander).
À l’aube des années 2020, le cinéma historique reste très prisé au Royaume-Uni et propose des films qui explorent la diversité des genres et des sexualités, qui existait, même réprimée, dans un plus lointain passé, tel ce biopic de Francis Lee, Ammonite (2020), qui laisse entrevoir comment éclot, (en 1840), une relation amoureuse entre une célèbre chasseuse de fossiles (Kate Winslet) et une jeune femme envoyée en convalescence au bord de la mer (Saoirse Ronan).

### Cinéma français

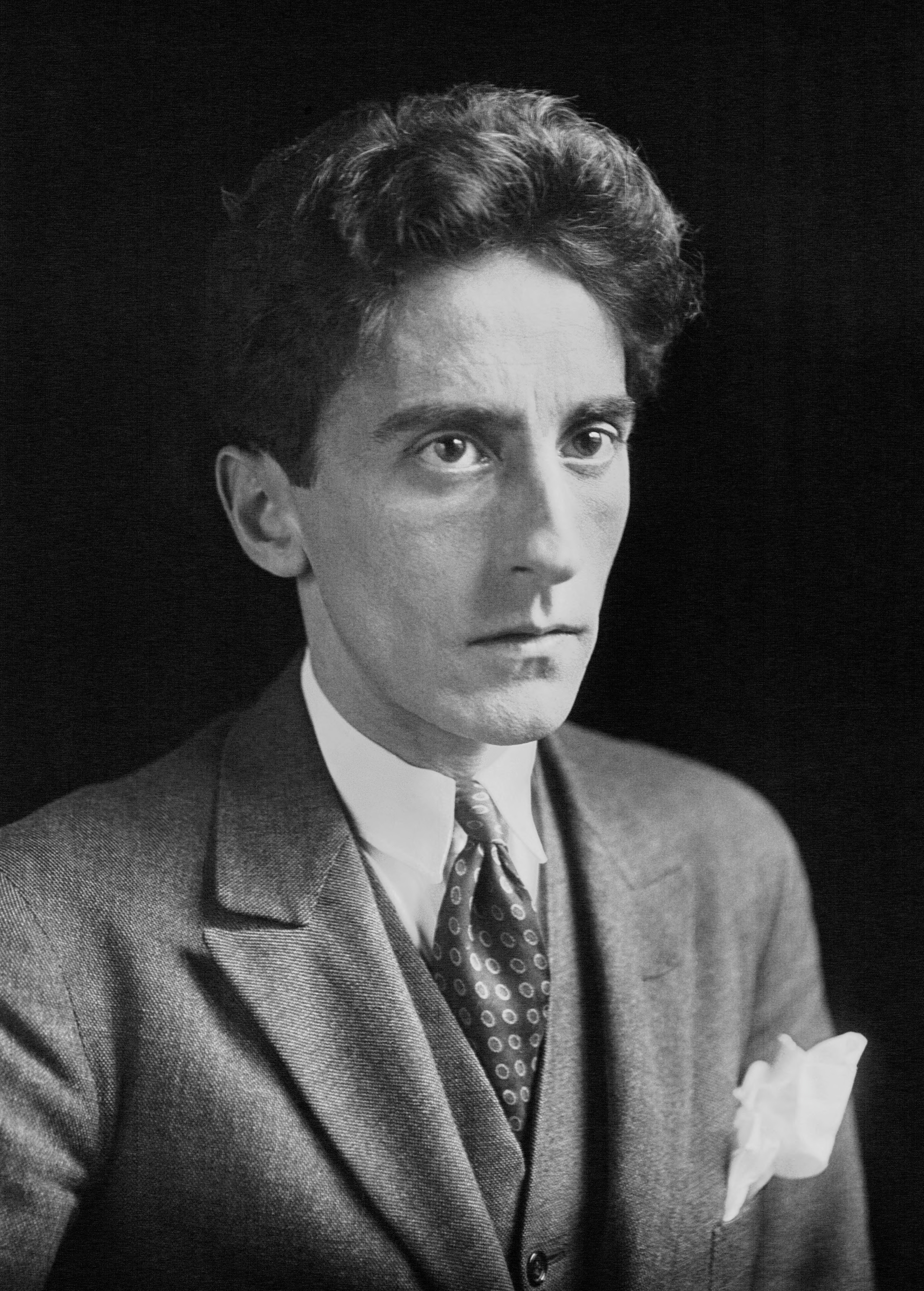
Jean Cocteau (1889-1963) poète, romancier, dramaturge, peintre, occultiste, designer, critique et réalisateur français.

Les premiers films à thématique homosexuelle tournés en France furent l'œuvre d’artistes multidisciplinaires et enclins à la transgression, qui alternèrent avec le cinéma la poésie, le roman et la peinture : Jean Cocteau et Jean Genet. Avant-gardiste en littérature, peinture et cinéma, Cocteau réalisa divers longs métrages avec pour protagoniste son amant Jean Marais, dont Orphée (1950), adaptation homoérotique du mythe grec d'Orphée dans le contexte du Paris d'après-guerre.
La même année vit apparaître un autre film pionnier à thématique gay dans le cinéma français : le moyen métrage Un chant d’amour (1950), de Jean Genet, unique incursion de l'écrivain dans le monde du cinéma, qui montre des relations homosexuelles entre deux détenus et comprend des scènes de nu frontal et de sexe explicite, ce qui le fit interdire dans de nombreux pays tout en en faisant l'une des premières expressions de l’érotisme homosexuel au cinéma.
À l'époque où la nouvelle vague dominait le cinéma français, il n'y eut guère de films à thématique lesbienne ou gay, au contraire de ce que l'on put observer dans les mouvements cinématographiques équivalents au Royaume-Uni et en Allemagne. L'une des rares exceptions fut le film Les Amitiés particulières (Jean Delannoy, 1964), adapté du roman homonyme de Roger Peyrefitte. Dans un internat catholique régi d’une main de fer par les bons pères, deux élèves commencent à se sentir attirés l'un par l'autre, ce qui déclenche une campagne de répression de la part de la direction pour empêcher toute relation entre les élèves allant au-delà de l'amitié.
À partir des années 1970, on enregistre un nombre croissant de films français comprenant des personnages LGBT ou se concentrant exclusivement sur ce sujet. La cinéaste belge Chantal Akerman a entamé une carrière centrée sur la femme, ses sentiments et ses relations avec les autres. Dans son premier long métrage, Je, tu, il, elle (1974), elle trace le portrait d'une jeune lesbienne encore amoureuse de son ancienne amante, incluant des scènes de sexe entre les deux protagonistes.

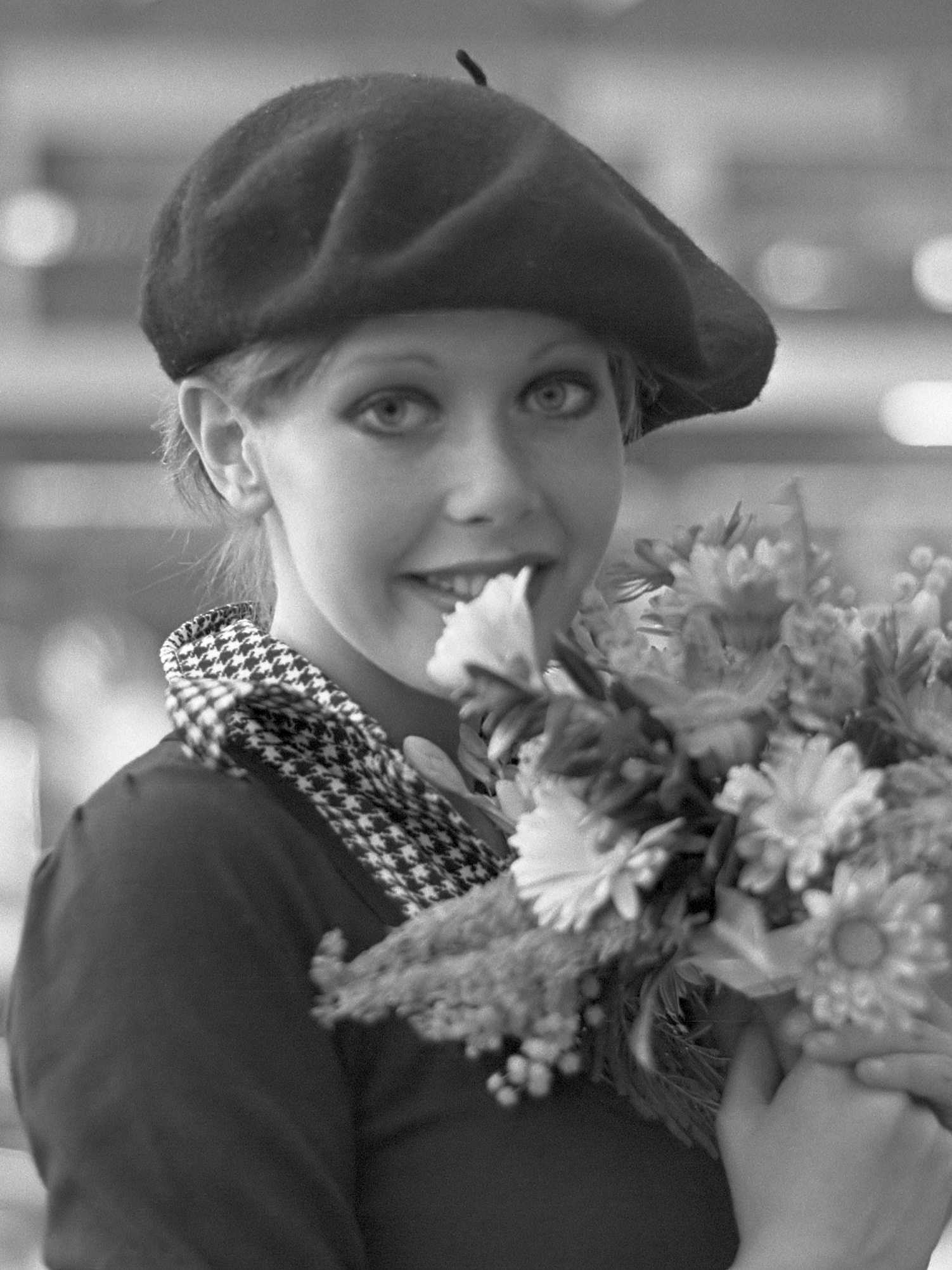
L'actrice Sylvia Kristel, icône du cinéma érotique français des années 1970.

Furent tournés dans la même décennie des films érotiques à forte résonance internationale dépeignant des relations sexuelles entre des femmes sous la perspective d'hommes hétérosexuels, ce avec quoi nombre de lesbiennes ne pouvaient s'identifier. L'exemple paradigmatique en allait être une saga, basée sur le personnage du roman d'Emmanuelle Arsan (1959), dont le premier film français, Emmanuelle (Just Jaeckin, 1974), fut incarné par Sylvia Kristel et remporta un grand succès. Histoire d'O (Just Jaeckin, 1975), avec Corinne Cléry, était une adaptation du roman érotique homonyme écrit en 1954 par Pauline Réage sur une thématique sado-masochiste. On remarquera aussi Bilitis (David Hamilton, 1977), inspiré des Chansons de Bilitis, poèmes érotiques de Pierre Louÿs, qui relate l'initiation sexuelle d'une adolescente par une femme mariée.
À la fin de la décennie, l'extravagante comédie La cage aux folles (Édouard Molinaro, 1978), qui traitait de thèmes comme le travestissement en mettant en scène à Saint-Tropez un couple d'homosexuels mûrs, remporta un immense succès international. La pièce de théâtre éponyme, écrite par Jean Poiret fut en outre la source d'inspiration de deux suites, de plusieurs adaptations théâtrales et, plus tard, d'un remake aux États-Unis, Birdcage (Mike Nichols, 1996) interprété par Robin Williams, Gene Hackman, Nathan Lane et Dianne Wiest.
Vint inaugurer la nouvelle décennie L'Homme blessé (Patrice Chéreau, 1983), où un jeune homme, rencontrant à la gare un homme plus âgé, au passé trouble, qui l’embrasse brusquement, découvre l'attraction qu'exercent sur lui d’autres hommes. Coup de foudre (Diane Kurys, 1983), dont l'histoire commence en 1942 dans la France occupée, montre deux femmes unies par une étroite amitié qui les fait quitter leurs maris.

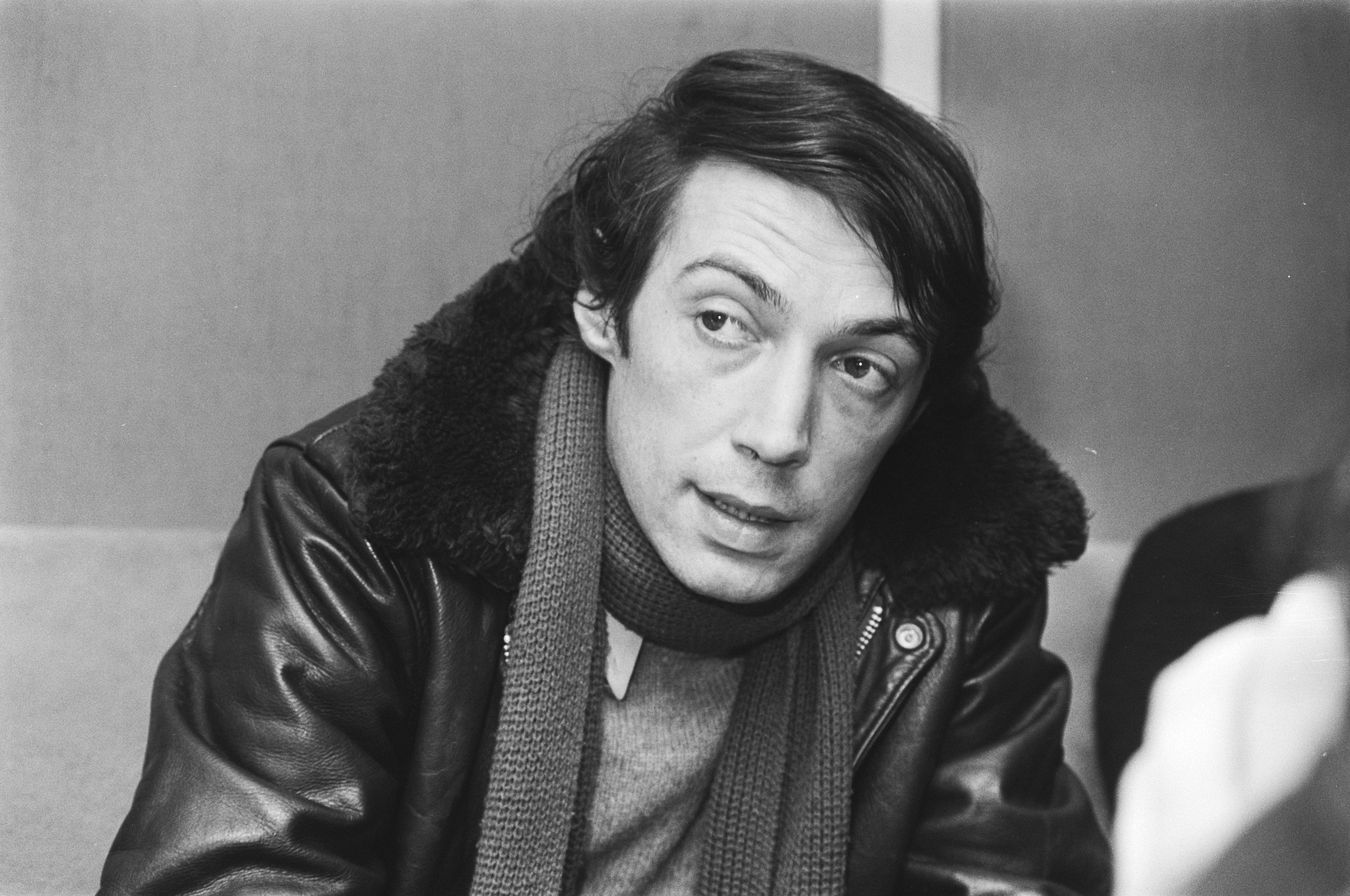
Le réalisateur André Téchiné a représenté dans ses films l'homosexualité dans les différentes étapes de la vie.

En 1984, Yannick Bellon aborde l'homosexualité avec un film dramatique, La Triche : en enquêtant sur le meurtre d'un homosexuel, Morane (Michel Galabru), l'inspecteur Verta (Victor Lanoux), marié et père de famille, rencontre un jeune musicien, Bernard (Xavier Deluc), dont il tombe amoureux…
Dans une optique intimiste et sensuelle, l'homosexualité est aussi présente dans une plus ou moins forte mesure dans l'œuvre d'André Téchiné, notamment dans des films comme Les innocents (1987) ou Les Roseaux sauvages (1994). Ce dernier est en grande partie autobiographique, l'histoire s'inspirant d'un événement de la jeunesse du réalisateur, l'intrusion d'un pied noir dans un coin tranquille de la France des années 60. Les Roseaux sauvages est devenu un classique du cinéma français contemporain. Autre film d'André Téchiné, Quand on a 17 ans (2016), reprenant dans son titre un vers d'Arthur Rimbaud, relate une nouvelle histoire d'adolescents qui se déroule dans les Pyrénées. Damien, dont la mère est médecin et le père militaire, et Tom, garçon métis adopté par une famille de paysans, fréquentent la même classe. Leur relation passera de l'affrontement physique à une hostilité franche, puis à une passion homo-érotique. Le film, contenant des scènes de sexe gay et des nus intégraux, a été en compétition à la Berlinale 2016.
Au début des années 1990, on retiendra le long-métrage autobiographique Les Nuits fauves (Cyril Collard, 1992), interprété par Cyril Collard, Romane Bohringer et Carlos López, qui a remporté un grand succès, racontant l'histoire d’un jeune bisexuel, curieux de tout et séropositif, qui hésite entre le maintien d'une relation avec une jeune femme entièrement dépendante de lui sur le plan affectif et ses rapports sexuels avec son ami Samy, avec lequel il partage un appartement. La trame est une reprise du livre autobiographique homonyme écrit par Collard et le film remporta quatre Césars en 1993, bien que le réalisateur décédât du sida trois jours avant la cérémonie.

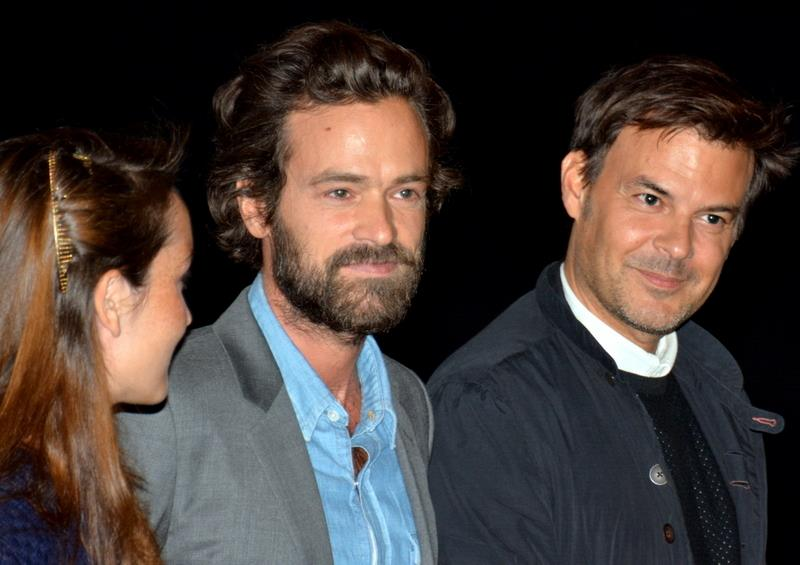
Anaïs Demoustier, Romain Duris et François Ozon en 2014 à une avant-première de Une nouvelle amie.

Le représentant le plus marquant du cinéma homosexuel contemporain en France est François Ozon, un cinéaste qui a été comparé à Pedro Almodóvar pour sa vision sans complexes de la sexualité. Les rapports gays sont présents dans des films comme Gouttes d'eau sur pierres brûlantes (1999), adaptation d'une pièce de théâtre de Rainer Werner Fassbinder ou Le Temps qui reste (2005), qui se focalise sur un photographe homosexuel arrogant et prétentieux à qui l'on diagnostique un cancer inguérissable. Sa vision des relations lesbiennes ou bisexuelles est développée dans la comédie dramatique Huit Femmes (2001), avec une distribution toute étoile comprenant Catherine Deneuve, Isabelle Huppert, Emmanuelle Béart et Fanny Ardant. Il a aussi abordé les identités sexuelles dans Une nouvelle amie (2015), où un jeune veuf réinvente sa sexualité après la mort de sa femme.
Le film La Vie d'Adèle (Abdellatif Kechiche, 2013) n'a pas à proprement parler pour thème l'homosexualité, c’est tout simplement un regard juste et puissant sur le bouillonnement d'émotions liées au premier grand amour. Il nous montre une jeune fille de 17 ans pour qui il est de toute évidence qu'une fille doit sortir avec des garçons, jusqu'à ce que sa vie bascule le jour où elle rencontre Emma, une jeune femme aux cheveux bleus, qui lui fait découvrir le désir et lui permettra de s'affirmer en tant que femme et adulte. Face au regard des autres Adèle grandit, se cherche, se trouve, perd Emma et se perd. Le film remporte la Palme d'or au Festival de Cannes, mais est fortement critiqué par la suite pour des conditions de tournage harassantes.

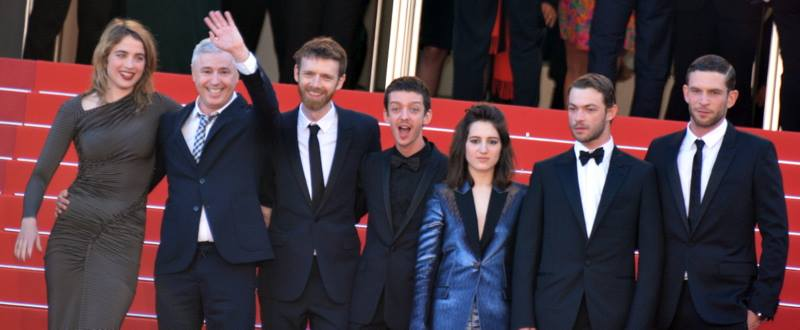
L'équipe du film 120 Battements par minute lors du festival de Cannes 2017.

Un thème récurrent dans le cinéma LGBT français des années 2010 est celui des jeunes adultes exclus de leur foyer familial à cause de leur homosexualité. On le trouvera dans le documentaire Famille tu me hais (Gaël Morel, 2020), qui relate par le biais d'interviews et portraits les traumatismes, mais aussi la soif de vivre de jeunes homosexuels rejetés par leurs parents. Autre thème qui ne perd pas de son actualité, la lutte contre le sida fait l'objet d'un film historique, qui reste bouleversant, 120 Battements par minute (Robin Campillo, 2017), où les scènes de militantisme sont alternées par des scènes plus intimes où les personnages se rencontrent et se désirent. Ce film remporta le grand prix du Festival de Cannes 2017.

### Cinéma espagnol
La thématique homosexuelle a été traitée dans le cinéma espagnol dans tous les genres, sous tous les points de vue et avec une certaine quotidienneté. Il existe des films de genre dramatique, comme Je veux être femme (Vicente Aranda, 1977), des comédies érotico-morbides (destape ou déshabillage) de l'époque du postfranquisme, comme Me siento extraña (es) (Enrique Martí Maqueda (es), 1977), des comédies comme Ma mère préfère les femmes (surtout les jeunes...) (Inés París (es) et Daniela Fejerman, 2001), des productions sur l'adolescence, comme Mentiras y gordas (Alfonso Albacete (es) et David Menkes (es), 2009) et même des films fantastiques et d'horreur, comme Vampyros Lesbos (Jesús Franco, 1970).
L'homosexualité masculine est plus représentée dans les productions de cinéma espagnol que le lesbianisme, la transsexualité ou la bisexualité. Mais il existe des productions touchant toutes les thématiques, y compris le cinéma pornographique autochtone. Il convient cependant de tenir compte du fait qu'en raison de la censure cinématographique imposée pendant la dictature de Franco, le cinéma LGBT ne put s'épanouir qu'à partir des années 1970.
Pendant la dictature franquiste, l'homosexualité a toujours été traitée au cinéma de manière voilée et subtile, afin d'esquiver la censure. Il existe néanmoins quelques productions surprenantes, telles que Harka! (Carlos Arévalo, 1941), film de guerre dont l'action se situe pendant la guerre du Rif et où les deux principaux personnages masculins entretiennent une amitié étrange et ambiguë. Toutefois, le film pionnier, qui échappa mystérieusement à la censure, est sans aucun doute Diferente (Roberto Luis Maria Delgado, 1961). Avec Alfredo Alaria (es) comme acteur principal, cette comédie musicale à thématique homosexuelle, pleine de références et de séquences homo-érotiques, est passée inaperçue des censeurs, peut-être moins acharnés sur les productions musicales. Le film nous montre un personnage tourmenté par son orientation sexuelle, qui, pendant ses épisodes de delirium tremens, causés par l'alcool et les drogues, a des rêves où il s'épanouit et s'exprime en dansant.

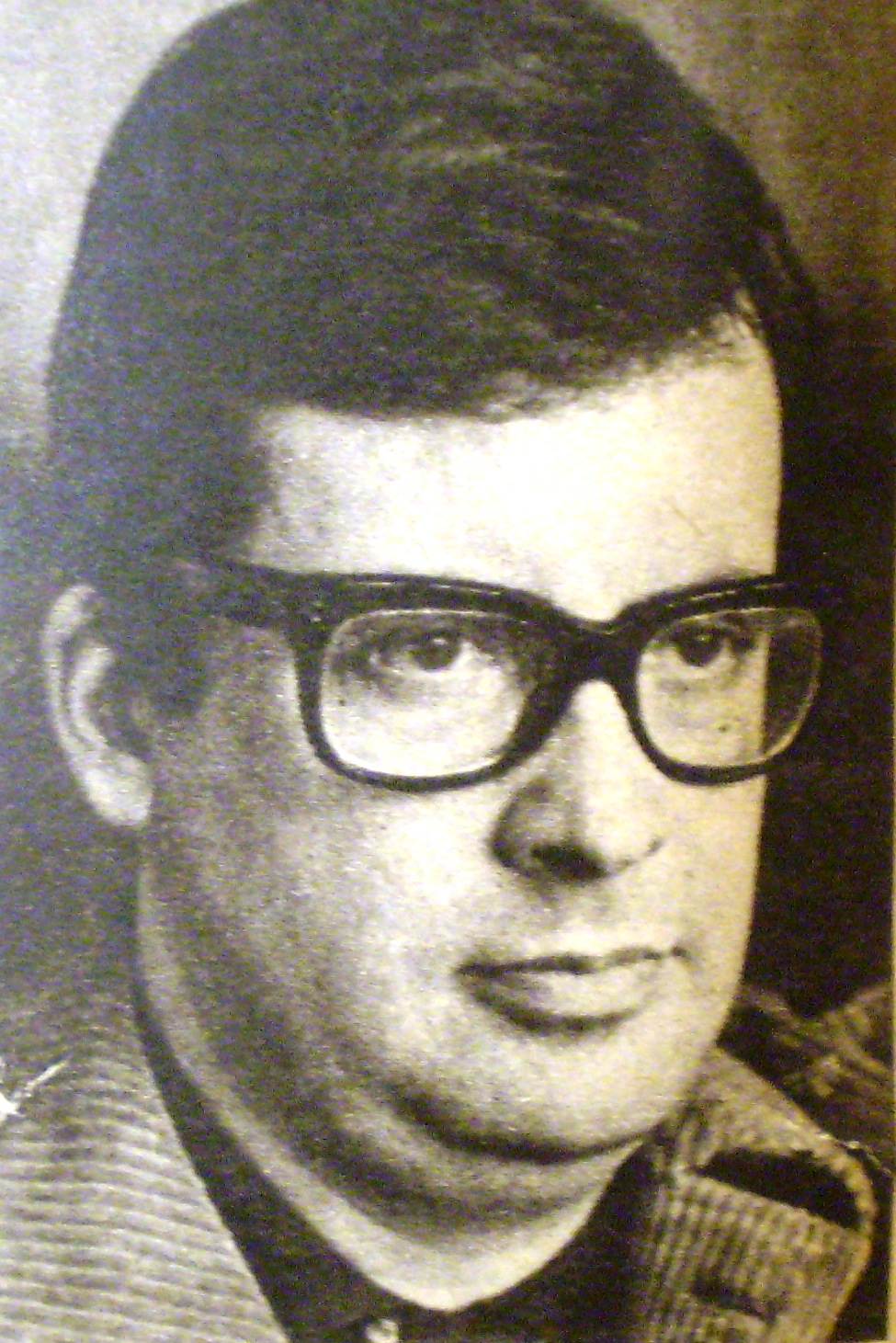
Narciso Ibáñez Serrador a débuté au cinéma avec La Résidence (1969), un film aux nombreux clins d’œil lesbiens se déroulant dans un pensionnat de jeunes filles.

Certains réalisateurs ont utilisé le genre du cinéma d'horreur pour faire référence implicite ou explicite à l'homosexualité et, plus concrètement, au lesbianisme. C'est le cas du premier film de Narciso Ibáñez Serrador, La Résidence (1969), qui se déroule dans le milieu extrêmement cloîtré d'un pensionnat de jeunes filles, où l'on assiste à des actes morbides à caractère lesbien. Quelques productions de cinéma fantastique et d'horreur réalisées par Jesús Franco, comme la coproduction hispano-allemande Vampyros Lesbos (1971), peuvent être considérées comme des antécédents dans la représentation de personnages clairement homosexuels.
L'homosexualité est également traitée d'une manière totalement opposée, à l'aide de clichés et de stéréotypes négatifs, dans diverses productions du cinéma essentiellement commercial des années 1960 et 70. Un exemple symptomatique en est la coproduction hispano-italienne No desearás al vecino del quinto (Tu ne convoiteras pas le voisin du cinquième) (Tito Fernández, 1970). Dans ce film, Alfredo Landa interprète un modiste qui se fait passer pour homosexuel pour pouvoir draguer les femmes qui viennent le voir sans avoir à être confronté à leurs maris ou amants.

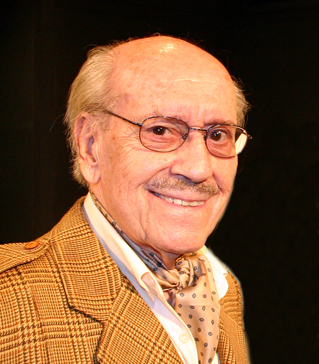
José Luis López Vázquez interprète Adela/Juan dans Mi querida señorita (Jaime de Armiñán, 1972), l'un des premiers films à aborder un changement d'identité.

Il convient enfin de mentionner, vers la fin de la dictature, le film Mi querida señorita (Jaime de Armiñán, 1971), avec José Luis López Vázquez dans le rôle d’Adela/Juan, la première production espagnole à traiter d'un changement d'identité de genre.
À partir de la mort de Franco et avec la mise en place d'un régime démocratique en Espagne au milieu des années 1970, la censure cinématographique disparaît, permettant la production de films à thématique LGBT, et certains réalisateurs entament une carrière brillante au niveau international. Pour la première fois sont mises en scène des histoires en rapport avec la transsexualité, comme Je veux être femme (Vicente Aranda, 1977), avec Victoria Abril et Bibí Andersen. Ou alors on revisite l'homosexualité des décennies antérieures, comme dans A un dios desconocido (es) (Jaime Chávarri, 1977), dont l'action se déroule à Grenade après la guerre avec comme toile de fond le souvenir du poète Federico García Lorca. La prostitution masculine homosexuelle est aussi abordée comme thème principal avec issue tragique dans La Corea (ca) (Pedro Olea, 1976), interprété par Queta Claver (es) et Encarna Paso (qui traite aussi, de manière voilée, de lesbianisme à l'âge mûr). L'année même où est approuvée la Constitution espagnole est tourné le film Un homme appelé Fleur d’Automne (es) (Pedro Olea, 1978), qui raconte l'histoire d'un attentat avorté contre Primo de Rivera mené par un groupe de gauchistes dirigé par un avocat en droit du travail homosexuel.
À partir des années 1990, le cinéma espagnol commence à produire des films qui traitent plus naturellement, avec moins de préjugés et d'humour, l'homosexualité comme thème central de l'intrigue. Citons entre autres des comédies comme Más que amor, frenesí (Plus que de l'amour, de la frénésie) (Alfonso Albacete (es), David Menkes (es) et Miguel Bardem (es), 1996), premier long métrage de trois jeunes réalisateurs, qui aborde la thématique gay avec un naturel total et absolu. Perdona bonita, pero Lucas me quería a mí (Pardonne-moi ma chérie, mais c'est moi que Lucas aimait) (Dunia Ayaso et Félix Sabroso, 1997) raconte sous forme de comédie d'intrigue comment trois amis homosexuels (Jordi Mollà, Pepón Nieto et Roberto Correcher) se disputent les faveurs de Lucas (Alonso Caparrós (es)), leur nouveau locataire hétérosexuel.

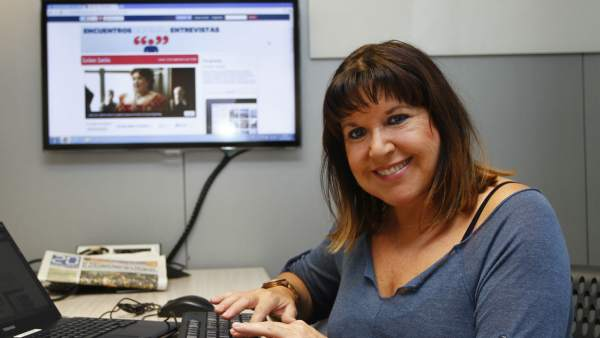
Loles León a participé à plusieurs films mettant en scène des personnages LGBT, comme Amor de hombre (Amour d'homme) (Yolanda García Serrano et Juan Luis Iborra, 1997) ou Almejas y mejillones (Moules et palourdes) (Marcos Carnevale, 2000).

Au milieu des années 1990, on remarquera aussi une comédie aigre-douce interprétée par Loles León, intitulée Amor de hombre (es) (Amour d'homme) (Yolanda García Serrano (es) et Juan Luis Iborra (es), 1997), qui raconte l'histoire d'une fille à pédés et de son meilleur ami. Dans un registre plus dramatique, d'autres films mentionnent l'homosexualité dans des trames secondaires, comme Les Vies de Loulou (Bigas Luna, 1990). Dans Raisons de vivre (Alfonso Albacete (es) et David Menkes (es), 1999), Emma Suárez joue le rôle d'une femme de 32 ans en pleine crise personnelle qui tombe amoureuse d'un garçon gay de dix ans de moins qu'elle interprété par Juan Diego Botto. Segunda piel (Deuxième Peau) (Gerardo Vera (es), 1999) montre un couple en crise, Elena (Ariadna Gil) et Alberto (Jordi Mollà), où ce dernier entretient une relation avec un médecin homosexuel, Diego (Javier Bardem) .

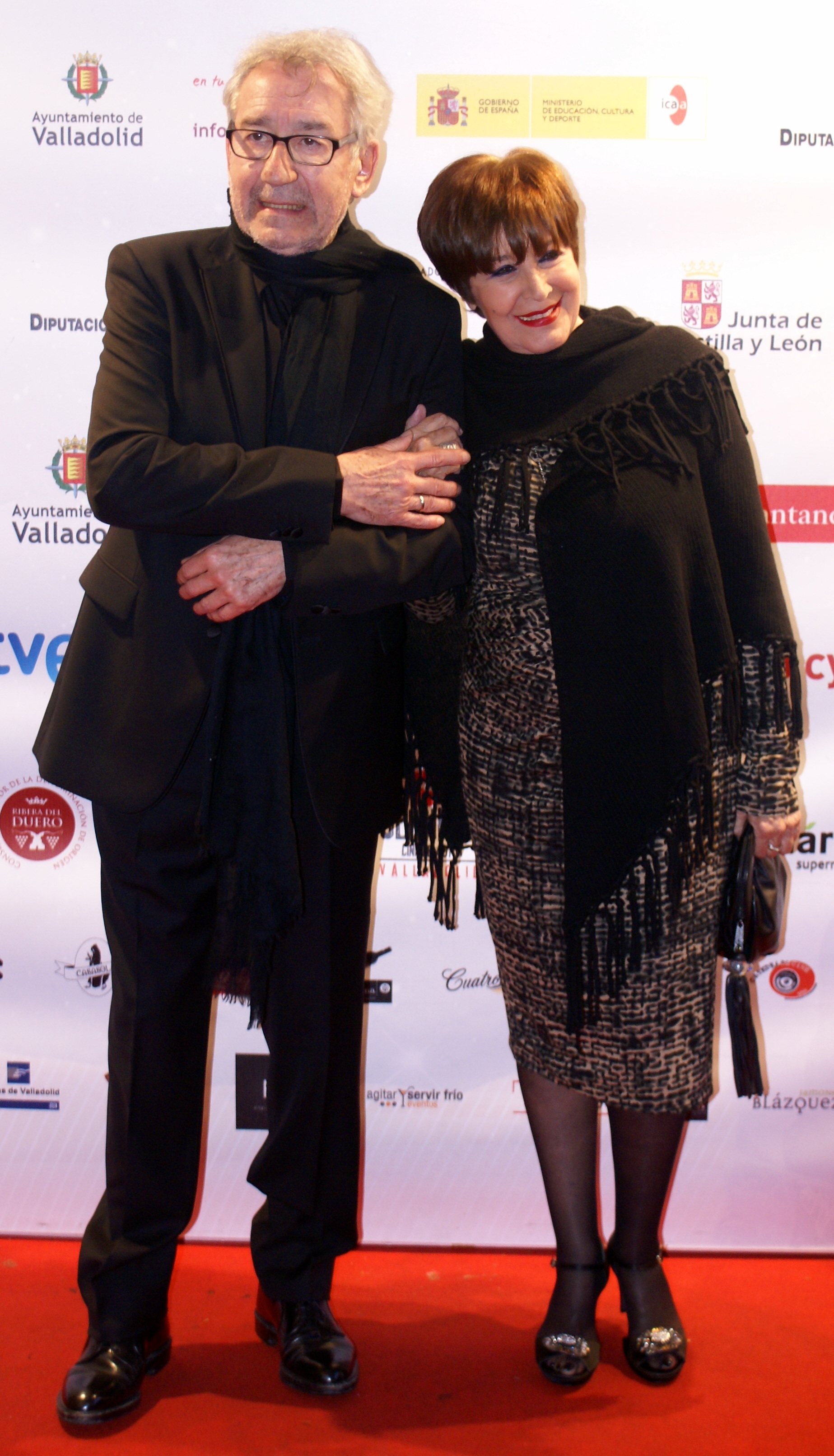
José Sacristán et Concha Velasco ont participé à plusieurs films à thématique LGBT réalisés en Espagne, comme El diputado (Eloy de la Iglesia, 1978) ou Chuecatown (Juan Flahn, 2007), respectivement.

À l'aube du XXIe siècle, l'exploration et la découverte de l'orientation sexuelle de deux adolescents a fait l’objet de films comme Krámpack (Cesc Gay, 2000), tourné en catalan, où Dani (Fernando Ramallo) tombe amoureux de son ami Nico (Jordi Vilches (es)), plus intéressé à perdre sa virginité pendant les vacances plutôt que de se préoccuper des sentiments de son ami. Dans le film choral Km. 0 (es), (Yolanda García Serrano (es) et Juan Luis Iborra (es), 2000), avec Concha Velasco, Georges Corraface, Silke (es), Carlos Fuentes (es) et Tristán Ulloa, on découvre sur une place de Madrid les destins croisés de 14 personnes à la recherche de nouvelles rencontres pour régler leurs conflits sentimentaux. Ma mère préfère les femmes (surtout les jeunes…) (Inés París (es) et Daniela Fejerman, 2002) relate les différentes réactions de trois sœurs à la nouvelle que leur mère, incarnée par Rosa María Sardá, est tombée amoureuse d'une jeune pianiste. Le Gamin (Miguel Albaladejo, 2004) a pour protagoniste un ours, à la vie gaie et insouciante, qui doit prendre en charge son neveu de neuf ans et former envers lui des liens affectifs, ce qu'il avait toujours cherché à éviter depuis la mort de son partenaire. Reinas (Manuel Gómez Pereira, 2005), qui cumule les stars, dont Carmen Maura, Verónica Forqué, Marisa Paredes, Betiana Blum (es) et Mercedes Sampietro, montre sous forme de comédie d'intrigue la réaction d’un groupe de mères de différents statuts sociaux lorsqu'elles apprennent que leurs enfants vont se marier en application de la loi sur le mariage homosexuel sur le point d'être approuvée en Espagne. C’est aussi d’un couple d’ours qu’il s’agit dans la comédie farfelue Chuecatown (Juan Flahn, 2007), avec Rosa Maria Sardà, Concha Velasco, Pepón Nieto, Carlos Fuentes (es) et Pablo Puyol.

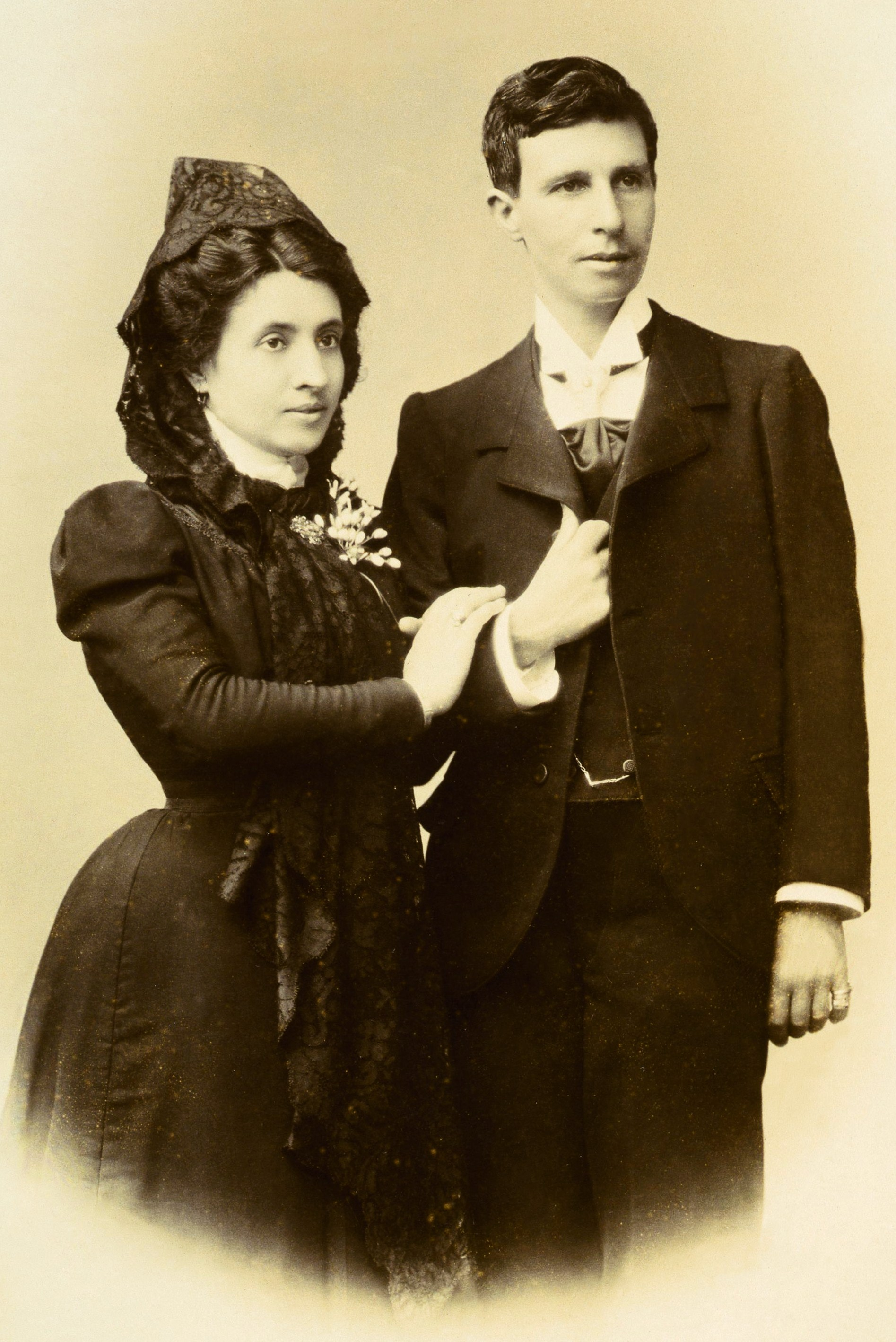
Photo du premier mariage homosexuel en Espagne entre Elisa Sánchez Loriga et Marcela Gracia Ibeas (1901), qui fait l'objet du film Elisa et Marcela (Isabel Coixet, 2019).

À la fin de la décennie, deux drames furent tournés : Little Ashes (Paul Morrison, 2008), coproduction hispano-britannique interprétée par Javier Beltrán et Robert Pattinson, évoquant la prétendue relation amoureuse entre le poète Federico García Lorca et le peintre Salvador Dalí ; et Mentiras y gordas (Mensonges et bourdes) (Alfonso Albacete (es) et David Menkes (es), 2009), où se forment des relations, dont deux homosexuelles, entre adolescents dans l'univers nocturne de la drogue. Le premier film à thématique LGBT tourné en basque s'intitule Ander (Roberto Castón (es), 2009) ; il raconte l'histoire d’un paysan, Ander, la quarantaine, qui, blessé à la jambe dans un accident, découvre soudain son homosexualité lorsqu'il tombe amoureux de l'immigrant qu'il embauche pour assurer les travaux de la ferme pendant sa convalescence. Un autre film basque, 80 Jours (Jose Maria Goenaga (eu) et Jon Garaño, 2010) traite des sentiments lesbiens de deux femmes âgées.
Dans les années 2010, deux films abordent le thème de l'homosexualité dans le contexte des milieux marginaux et du manque de repères : Los héroes del mal (Zoe Berriatúa, 2015) parle de trois adolescents qui vivent dans l'humiliation et la violence. Dans Fronteras (2014), où une jeune Espagnol soutient un immigré clandestin marocain et tombe amoureux de lui, le réalisateur Mikel Rueda (es) veut concilier teen-movie et film engagé.
Le lesbianisme est abordé sur un ton comique et décontracté dans De chica en chica (De fille en fille) (Sonia Sebastián, 2015), une comédie chaotique mettant en lumière la diversité et l'imprévisibilité des relations familiales et amoureuses. Carmen et Lola (Arantxa Echevarría, 2018) est une histoire d'amour entre deux gitanes, qui essaient de vivre dans le milieu conservateur gitan. Film de dimension historique, Elisa et Marcela (Isabel Coixet, 2019) nous fait vivre le premier mariage à avoir uni deux personnes du même sexe en Espagne. C'était en 1901.
L'univers underground barcelonais sert de coulisses au film ¡Corten! (Coupez !) (Marc Ferrer, 2021), qui relate les mésaventures d'un cinéaste raté tournant un giallo queer. La même année sortait El fantasma de la sauna (Le fantôme du sauna) (Luis Navarrete, 2021), une tragicomédie musicale sur les thèmes du désir, de l'amour et de la mort.

#### Quatre réalisateurs engagés
Quatre réalisateurs espagnols se sont particulièrement distingués dans le cinéma à thématique LGBT : le Catalan Ventura Pons, le Basque Eloy de la Iglesia, le Majorquin Agustí Villaronga et Pedro Almodóvar, originaire de la Manche.

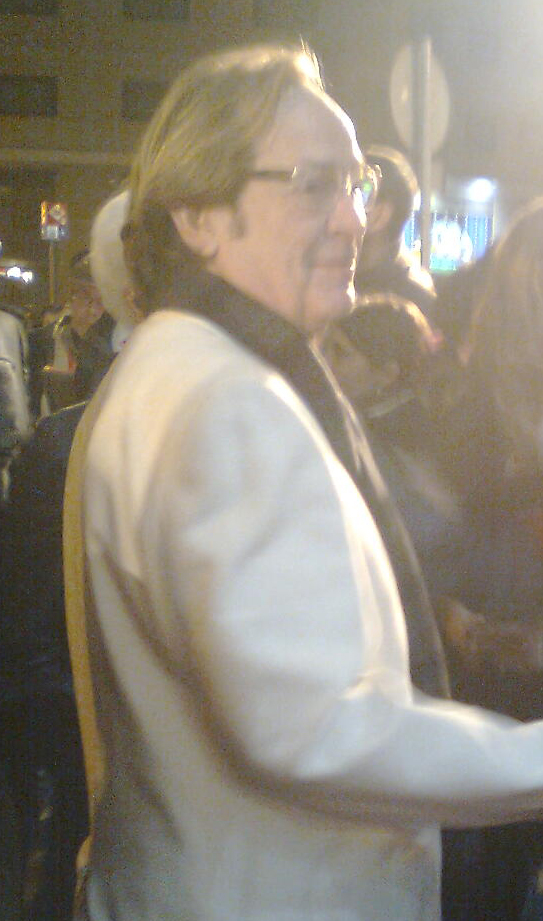
Le cinéaste catalan Ventura Pons.

Ventura Pons (né en 1945) a entamé sa carrière cinématographique avec un documentaire dédié à la vie et à l'œuvre du peintre José Pérez Ocaña, Ocaña, retrato intermitente (es) (Ocaña, portrait intermittent, 1978), qui dépeint la capitale catalane au début de la transition démocratique avec son ambiance gay, alors qu'était encore en vigueur la loi sur les dangers sociaux et la réhabilitation (es), invoquée pour la répression de l'homosexualité. Les films de Pons sont généralement tournés en catalan. Citons notamment des titres comme Carícies [Caresses) (1998), qui raconte les histoires entrelacées de divers personnages comptant parmi eux des homosexuels. Dans Ami/Amant (1999), un professeur homosexuel dans la cinquantaine, interprété par Josep Maria Pou, se sachant condamné par la maladie, décide de léguer son héritage spirituel par le biais de son meilleur élève, dont il est amoureux. Food of Love (2002) recueille d’excellentes critiques à la Berlinale ; il relate l'éveil à la sexualité d'un jeune musicien interprété par Kevin Bishop lorsqu'il découvre l'attrait qu'exerce sur lui un musicien renommé (Paul Rhys) pour lequel il tourne les pages lors d'un concert.

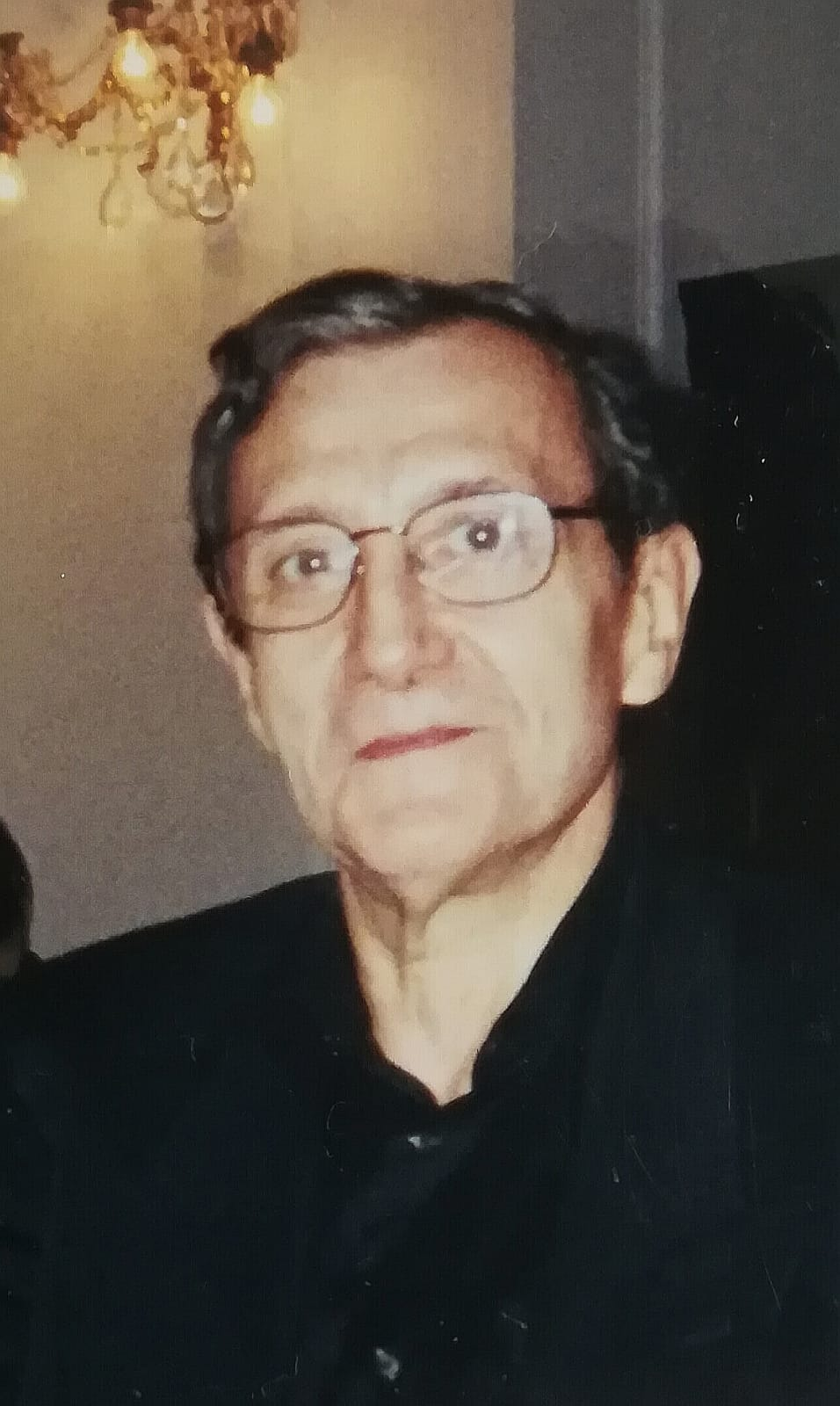
Eloy de la Iglesia affiche une approche très personnelle de la marginalité et de l'homosexualité.

Le cinéma d'Eloy de la Iglesia (1944 - 2006) est très personnel, militant et transgresseur. On l'associe souvent à d'autres réalisateurs comme l'Italien Pier Paolo Pasolini ou l'Allemand Rainer Werner Fassbinder. Avec une vie personnelle turbulente, marquée par la consommation de drogues, le metteur en scène basque s'est spécialisé dans une représentation de la marginalité et de l'homosexualité en dehors des conventions habituelles du genre. Dans une Espagne encore franquiste garrottée par la censure, il a traité de l'homosexualité dans La semana del asesino (La Semaine de l’assassin, 1972). Mais c'est avec la levée de la censure que voient le jour ses productions les plus remarquables, telles que Los placeres ocultos (Les Plaisirs cachés, 1977), qui met en scène un directeur de banque homosexuel qui vit sa vie sexuelle pleinement, mais en secret, et tombe amoureux d'un jeune banlieusard hétérosexuel, ou El diputado (Le Député, 1978), où José Sacristán joue le rôle d'un homme politique qui s'éprend d'un jeune prostitué, lequel est utilisé comme appât pour détruire sa carrière. Otra vuelta de tuerca (es) (Encore un tour de vis, 1985), adapté d'un roman d'horreur d'Henry James, et L'Amant bulgare (2003), inspiré du roman homonyme d'Eduardo Mendicutti et qui allait être son dernier film, portent une empreinte nettement homosexuelle. On trouve dans toute la filmographie de La Iglesia des personnages homosexuels ou qui emploient des codes facilement perceptibles pour les personnes qui les connaissent.

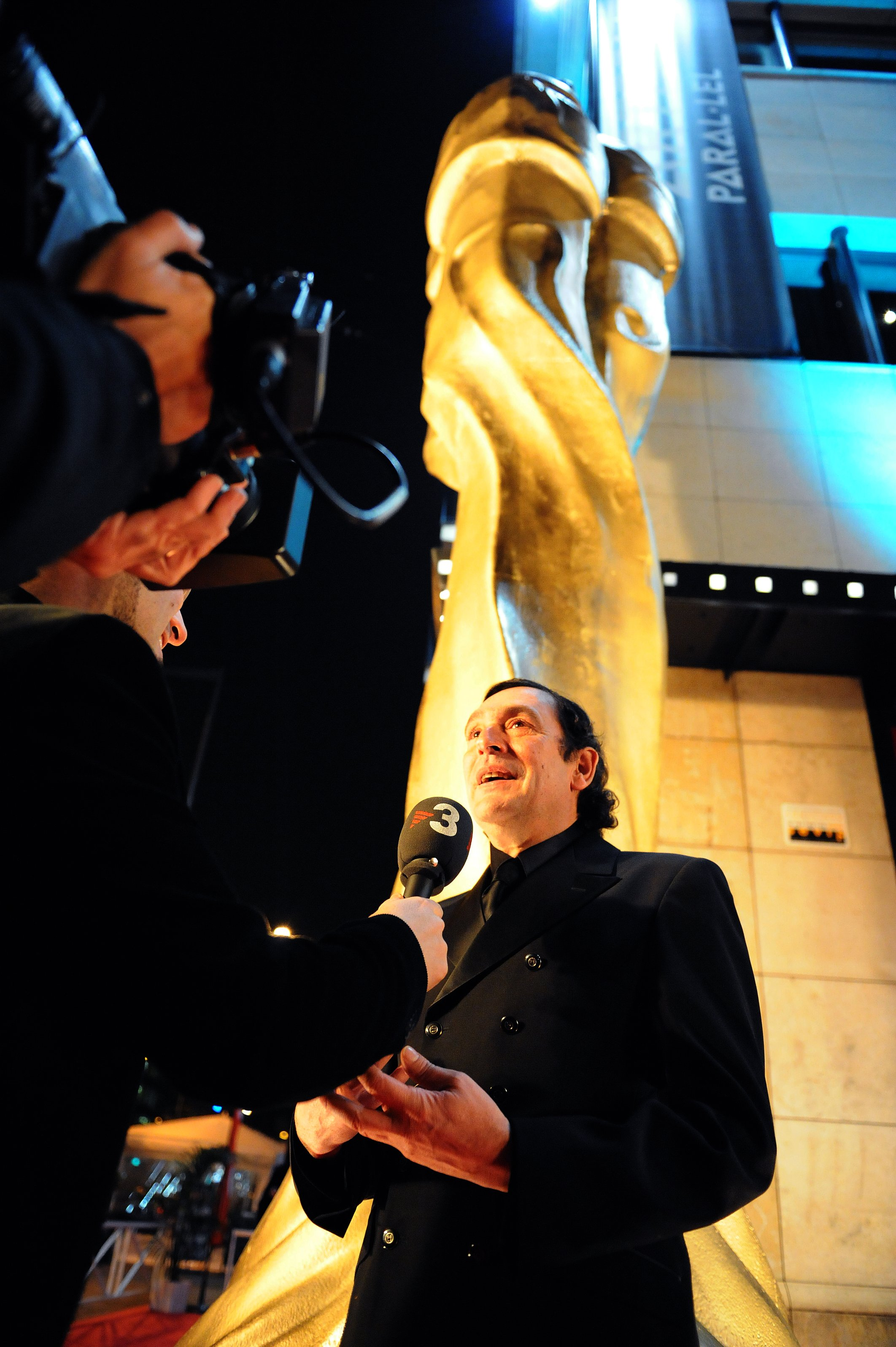
Agustí Villaronga, réalisateur majorquin.

Le cinéaste majorquin Agustí Villaronga propose dans ses films un regard très personnel et difficile à classer dans des genres ou conventions traditionnels. Il a débuté dans le long métrage par le film d'horreur et de suspens Prison de cristal (1987), qui raconte comment Klaus (Günter Meisner), un médecin allemand paraplégique autrefois tortionnaire dans un camp de concentration où il abusait des enfants, est confié, en dépit de la réticence de sa femme (Marisa Paredes), aux soins d'un infirmier, Angelo (David Sust), qui s'avère être l'une de ses anciennes victimes. El mar (2000) relate l'histoire de Manuel (Bruno Bergonzini), un jeune tuberculeux de l'Espagne d'après-guerre, qui retrouve au sanatorium un vieil ami d'enfance, Ramallo (Roger Casamajor), pour lequel il éprouve des sentiments qu'il peine à concilier avec sa foi fervente. Son film le plus reconnu et le plus primé, Pain noir (2010), inspiré du roman homonyme d'Emili Teixidor, comporte aussi une trame homosexuelle.

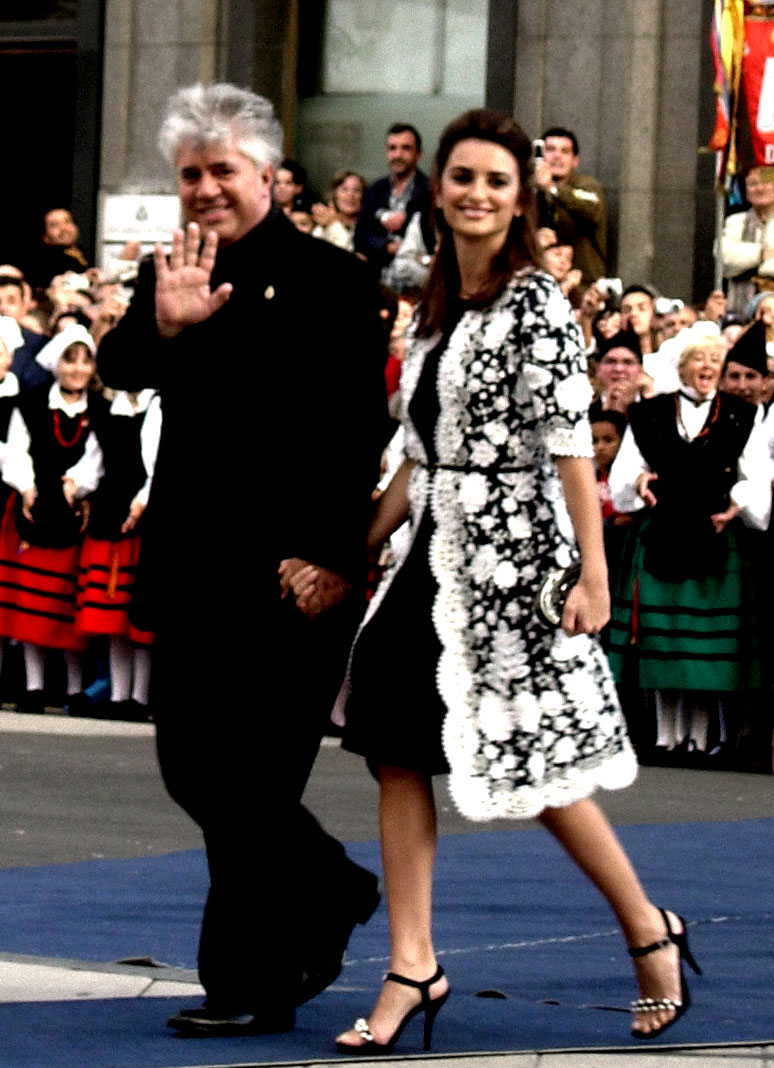
Pedro Almodóvar et Penélope Cruz.

Pedro Almodóvar est l'un des réalisateurs les plus renommés du cinéma espagnol au niveau international et la thématique et les personnages LGBT sont présents dans pratiquement tous ses films, depuis son début avec Pepi, Luci, Bom et autres filles du quartier (1980). Avec un style personnel et reconnaissable entre tous, il entremêle drame et comédie dans ses productions et suscite généralement la controverse avec ses portraits aux éléments provocateurs, comme la corruption, la consommation de drogues, la prostitution, les déchirures de l'homosexualité ou des scènes de sexe hétérodoxes. Même si les personnages secondaires homosexuels, transsexuels et bisexuels abondent dans presque tous ses films, la trame de certains d'entre eux a pour axe central la thématique LGBT. Le Labyrinthe des passions (1982), son deuxième long-métrage, relate les aventures sexuelles et affectives de Riza Niro (Imanol Arias) à Madrid, « la ville la plus drôle et la plus sauvage du monde ». Dans les ténèbres (1983) se focalise sur la vie dans un couvent de religieuses qui aident les jeunes filles égarées, dirigé par une mère supérieure (Julieta Serrano) qui tombe amoureuse de Yolanda (Cristina Sánchez Pascual), une chanteuse en difficultés qui ne partage pas ses sentiments. La Loi du désir (1987) interprété dans ses rôles principaux par Eusebio Poncela, Antonio Banderas et Carmen Maura, raconte les aventures d'un cinéaste homosexuel qui rencontre un jeune homme le soir de la première de son nouveau film et dont la jalousie mènera à une fin tragique. Dans Parle avec elle, (2002), l'homosexualité de l'infirmier Benigno (Javier Cámara) est tour à tour évoquée et remise en question. La Mauvaise Éducation (2004) relate l’histoire d'Eduardo Goded (Fele Martínez), cinéaste de succès dans le Madrid du début des années 1980 et ses retrouvailles avec Ignacio – qu'on appelle alors Ángel – (Gael García Bernal), son premier amour d'enfance, qui a écrit un scénario reflétant la vie que tous les deux ont menée dans le collège catholique, où ils subissaient le harcèlement et les abus du père Manolo (Lluís Homar). La piel que habito (littéralement La Peau que j'habite, 2011) parle d'un chirurgien plasticien, Robert Ledgrand (Antonio Banderas), qui, pour se venger d'un jeune homme appelé Vicente (Jan Cornet) qui a agressé sa fille, le soumet à une opération de changement de sexe, le transformant en Vera Cruz (Elena Anaya).

### Cinéma italien

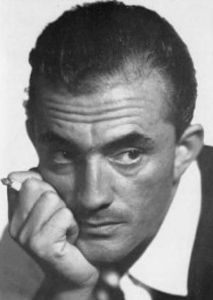
Luchino Visconti, l'un des fondateurs du néoréalisme italien.

Luchino Visconti (1906-1976) a été l'un des réalisateurs les plus importants dans l'histoire du cinéma italien. Cinéaste ouvertement bisexuel et l'un des fondateurs du néoréalisme italien, il évoluera plus tard vers un cinéma plus stylisé et personnel laissant une large place aux personnages homosexuels et à l' homoérotisme. Son premier film comportant des allusions à l'homosexualité fut Les Amants diaboliques (1943), où il présentait comme une relation amoureuse – bien que d’une manière voilée – la profonde amitié qui unissait deux des personnages principaux. D'autres œuvres de Visconti comprenant des éléments homosexuels sont Rocco et ses frères (1963), où une famille du Sud de l'Italie éprouve des difficultés d’adaptation dans l'univers industrialisé de Milan, ou, plus explicitement cette fois, Les Damnés (1969), avec Dirk Bogarde et Helmut Berger dans une reconstruction de la Nuit des Longs Couteaux. Mais son film le plus emblématique est Mort à Venise (1971), adaptation au cinéma du roman de Thomas Mann, où un compositeur de musique inspiré de Gustav Mahler, obsédé par la beauté et la perfection d'un jeune Polonais en villégiature avec sa famille, en tombe follement amoureux.

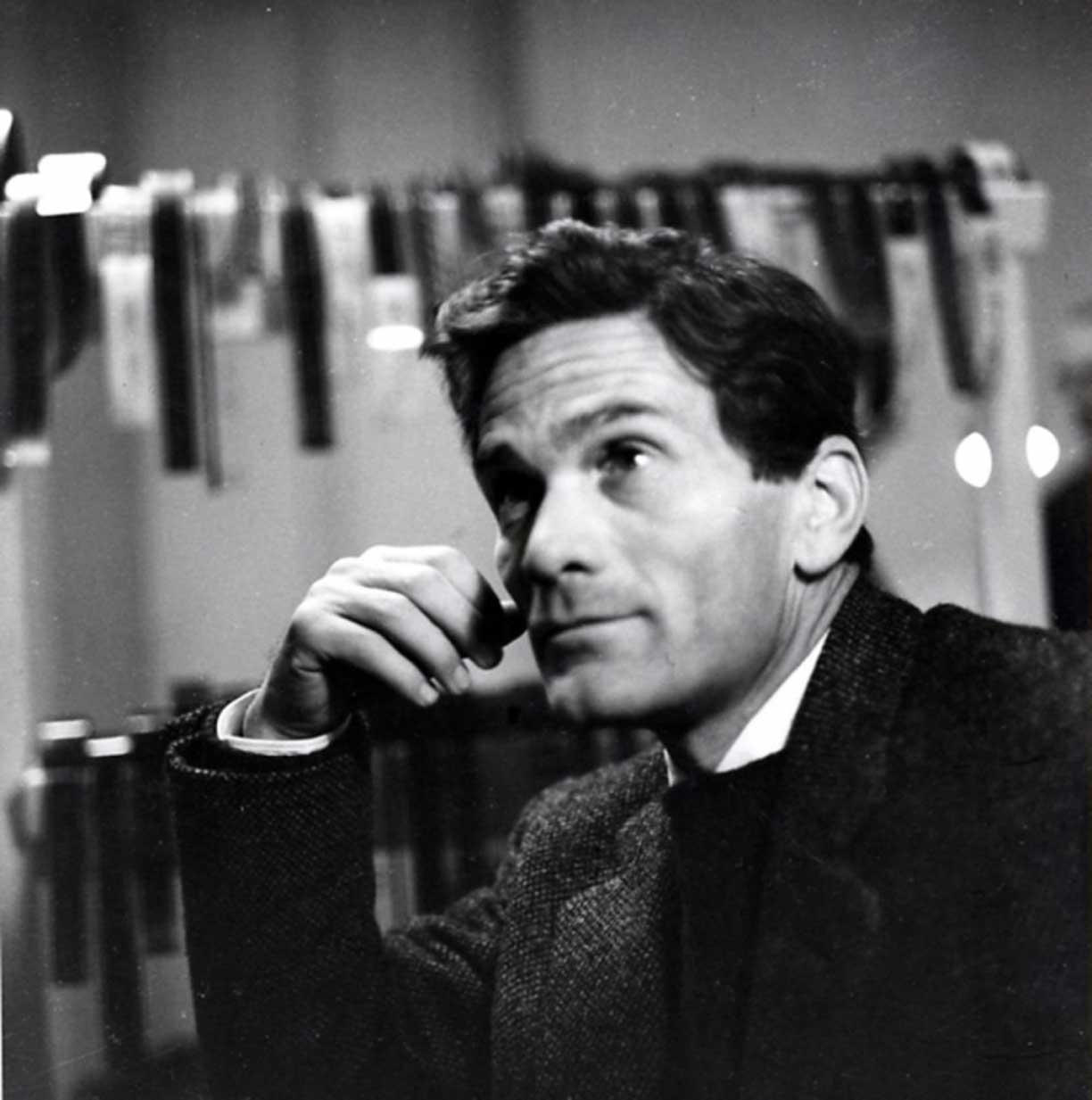
Le réalisateur Pier Paolo Pasolini, décédé en d'étranges circonstances en 1975.

L'homosexualité a aussi été déterminante dans le cinéma de Pier Paolo Pasolini (1922-1975), qui l'utilisa sous une forme politique et la présentait comme opposée au mode de vie bourgeois. Pour reprendre ses propres paroles, il conçut son long métrage Théorème (1968), où tous les membres d'une famille tombent amoureux du personnage interprété par Terence Stamp, comme « une histoire religieuse, un dieu qui arrive dans une famille bourgeoise, beau, jeune, fascinant, ange et/ou démon ». Dans sa Trilogie de la vie, comprenant Le Décaméron (1971), Les Contes de Canterbury (1972) et Les Mille et Une Nuits (1974), il adapta des textes classiques en laissant de côté la politique explicite pour montrer le fascisme et la domination au moyen de l'érotisme. Son dernier film, très polémique, Salò ou les 120 Journées de Sodome (1975), sorti deux semaines avant sa mort, associait l'Italie fasciste de Mussolini et la philosophie du marquis de Sade, montrant des scènes de viol, d'humiliation sexuelle, de coprophagie et de torture.

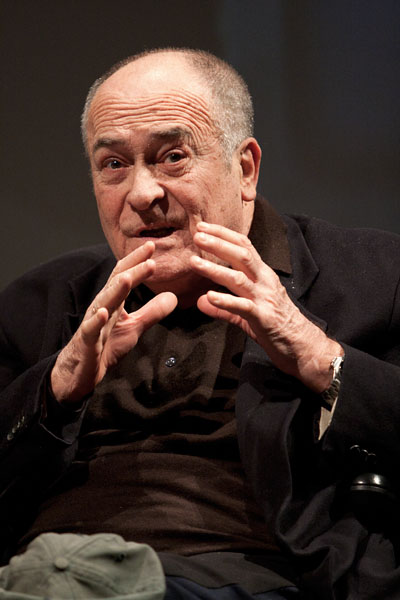
À la différence d'autres réalisateurs italiens comme Pasolini ou Visconti, Bernardo Bertolucci n'a pas évoqué fréquemment dans ses films la thématique LGBT.

Visconti et Pasolini mirent souvent l'homosexualité au centre de leur discours. D'autres réalisateurs homosexuels, comme Franco Zeffirelli ou Bernardo Bertolucci, y ont moins fréquemment fait allusion. De toute la filmographie de Bertolucci, le film le plus ouvertement homosexuel est Le Conformiste (1970). Il raconte l'histoire d’un homme gay, interprété par Jean-Louis Trintignant, qui, pendant la dictature de Mussolini renie sa sexualité en épousant une femme et en adhérant au parti fasciste pour tenter de paraître hétérosexuel. Toujours dans la même période de l'histoire italienne, Une journée particulière (Ettore Scola, 1977) retrace l'amitié entre Antonietta (Sophia Loren), mariée avec un membre du parti fasciste fanatique et autoritaire, et un homosexuel interprété par Marcello Mastroianni, qui incarne le contraire de ce qu'est son mari.

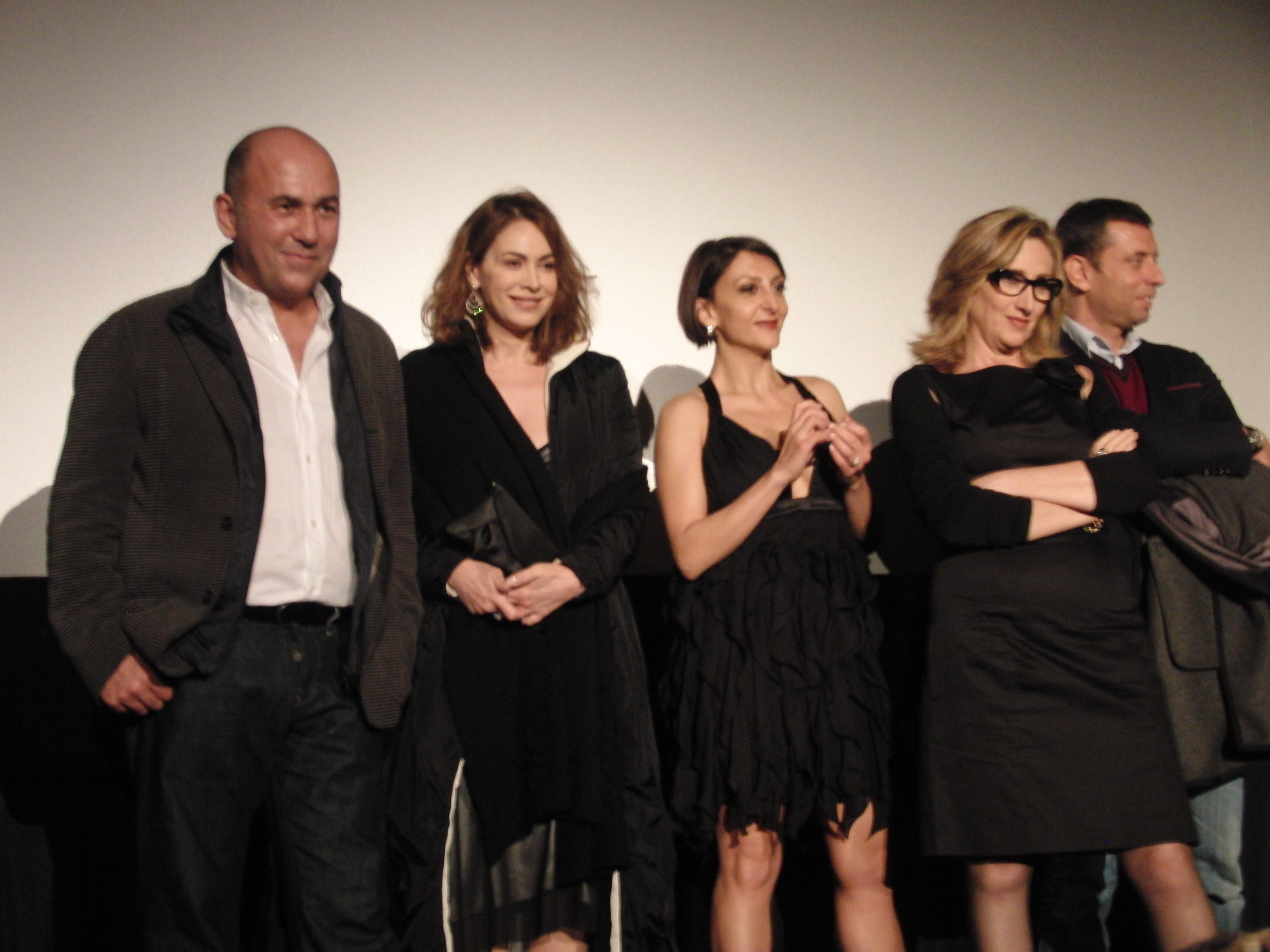
Ferzan Özpetek et une partie du casting du film Le Premier qui l'a dit (2010).

Cet « âge d’or » de l'homosexualité a été suivi par presque deux décennies pendant lesquelles cette thématique est restée quasi absente des tournages italiens. Le relai a été pris au milieu des années 1990 par le réalisateur turco-italien Ferzan Özpetek, dont la carrière a pour fil directeur l'amour et l'homosexualité. Le premier film d'Özpetek, Hammam, le bain turc (1997) acquit une renommée internationale, contant l'histoire d'un architecte italien qui hérite d'un hammam en Turquie et abandonne son épouse et la vie routinière qu'il mène en Italie pour s'installer à Istanbul, où il s'engage bientôt dans une amitié intime avec un jeune homme. Parmi ses autres films, citons Tableau de famille (2001), où une femme découvre, après la mort de son mari, que celui-ci menait une double vie homosexuelle, La Fenêtre d'en face (2004), Le Premier qui l'a dit (2010), où le benjamin d'une famille d’industriels décide lors d'un repas de fête de révéler son homosexualité, mais est précédé en cela par son frère aîné et devient ainsi contre son gré l'héritier de l'usine, ou encore Pour toujours, où deux hommes qui vivent ensemble depuis plus de quinze ans se voient confier par la meilleure amie de l'un d'eux, qui doit être hospitalisée, les enfants de celle-ci.

### Cinéma scandinave
Le film muet suédois Les Ailes (Mauritz Stiller, 1916) est considéré comme le doyen des films LGBT au niveau européen et même mondial. Ce fut la première production traitant d'une relation homosexuelle comme thème principal de son scénario. Basée sur le roman Mikaël de Herman Bang, qui connut ultérieurement d'autres adaptations cinématographiques, comme celle du Danois Carl Theodor Dreyer, l'histoire relate l'amour tragique d'un sculpteur qui s'entiche de son jeune modèle.
Après la Seconde Guerre mondiale, on voit peu à peu apparaître des films de thématique LGBT, comme La Fille aux jacinthes (Hasse Ekman, 1950), qui raconte l'histoire d’une jeune pianiste qui se suicide et les recherches de la police sur ses motifs.
En 1964 sort le film controversé 491 (en) (Vilgot Sjöman), adapté du roman éponyme de Lars Görling (sv), qui met en scène six jeunes criminels recrutés pour participer à une expérience sociale de cohabitation dans un appartement sous surveillance de deux travailleurs sociaux. Le film a été censuré pour ses scènes de viol homosexuel masculin ou d'agression sexuelle d'une femme par un chien.

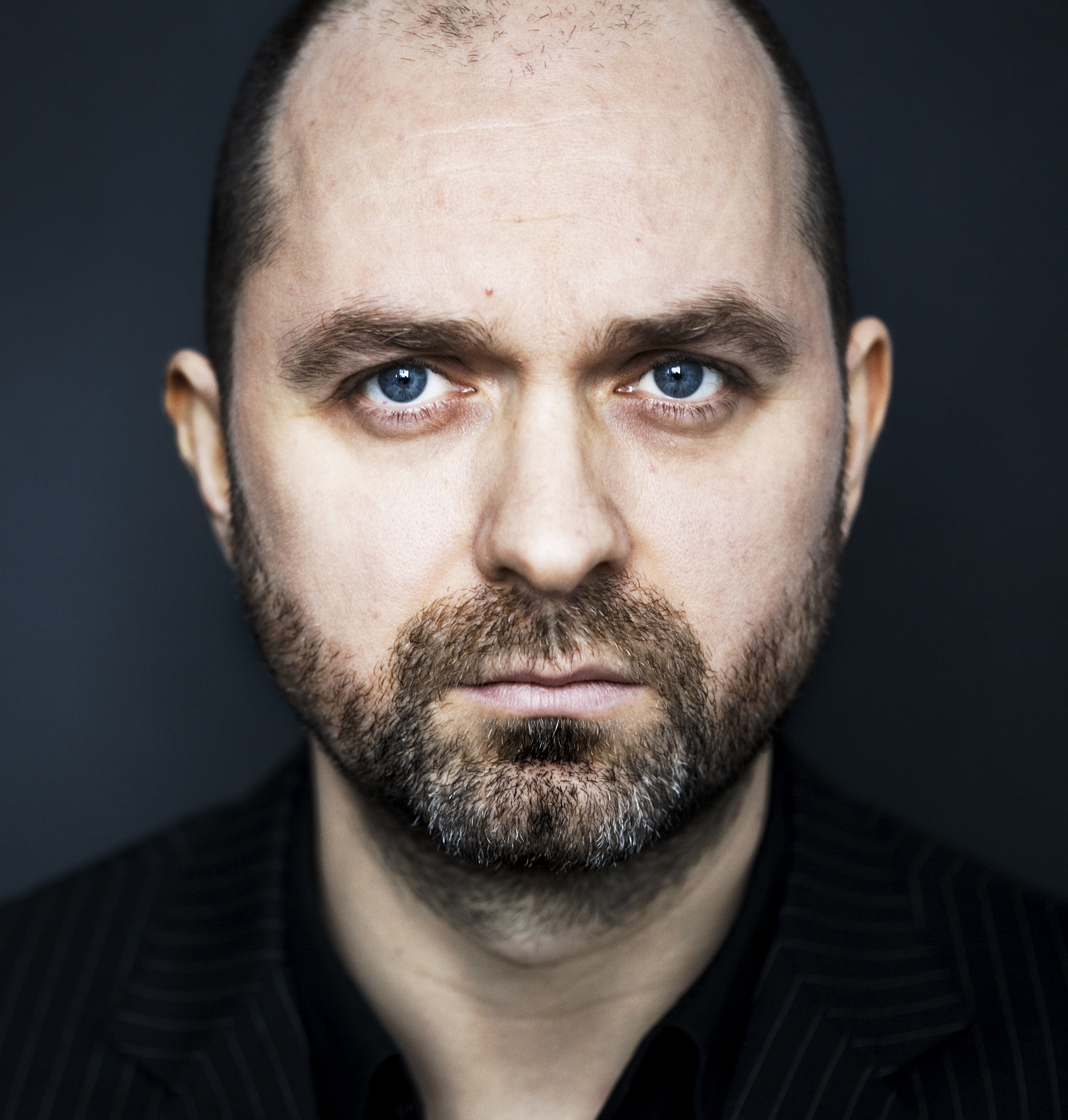
Lukas Moodysson dépeint dans Fucking Åmål (1998) le coming out de deux adolescentes dans un petit village de Suède.

L'évolution des valeurs morales dans l'Europe du Nord généra des films et courts métrages sur des thèmes initiatiques s'adressant aux adolescents et jeunes gens hésitant à faire leur coming out ou éprouvant des difficultés à accepter leur propre sexualité. Parmi les exemples les plus remarquables, on trouve Fucking Åmål (Lukas Moodysson, 1998), qui relate l'histoire de deux jeunes filles, Agnes (16 ans) et Elin (14 ans), élèves du collège du village paumé d’Åmål, qui, outre les conflits inhérents à l'adolescence, découvrent l'attraction et le profond désir d'être ensemble ; ou encore la coproduction suédo-norvégienne Sebastian (en) (När Alla Vet, Quand tout le monde sait) (Svend Wam (en), 1995), qui raconte le coming out d'un garçon de 16 ans, sympathique et ayant des relations saines avec sa famille, lorsqu'il tombe amoureux de son meilleur ami.
Les nouveaux schémas familiaux et le chamboulement des repères moraux font l'objet de films comme Les Joies de la famille (Ella Lemhagen, 2008), où un couple gay s'attaque aux formalités d'adoption d'un enfant d'un an et demi et se retrouvent, à la suite d'une confusion (1,5/15), avec un délinquant juvénile homophobe de 15 ans. Kyss mig (Alexandra-Therese Keining, 2011), a pour personnage principal Mia (Ruth Vega Fernandez), une jeune architecte qui prépare ses noces avec Tim (Joakim Nätterqvist), jusqu'à ce qu'elle découvre son attirance pour Frida (Liv Mjönes), la fille de son futur beau-père. Nous trouvons d'autres exemples de modèles familiaux dans Holy Mess (en) (Helena Bergström, 2015), où le couple gay composé de Simon (Anastasios Soulis (en)) et Oscar (Anton Lundqvist (en)), invitent leurs familles à Noël pour leur faire savoir que, grâce à leur amie Cissi (Rakel Wärmländer (sv)), ils attendent leur premier enfant.
Des thèmes comme l'intégration des gays ou le coming out ont aussi été traités dans des films tels que la comédie islandaise Esprit d'équipe (Róbert Ingi Douglas (en), 2005), où Otta Thor (interprété par Björn Hlynur Haraldsson), star d'une équipe de football de Reykjavik, dévoile à la presse son homosexualité. Devant l'hostilité de ses camarades, il décide de quitter l'équipe et de rejoindre un club amateur où évoluent deux joueurs gays. Les deux équipes s'affronteront le jour de la Marche des fiertés de Reykjavik.

### Autres pays européens

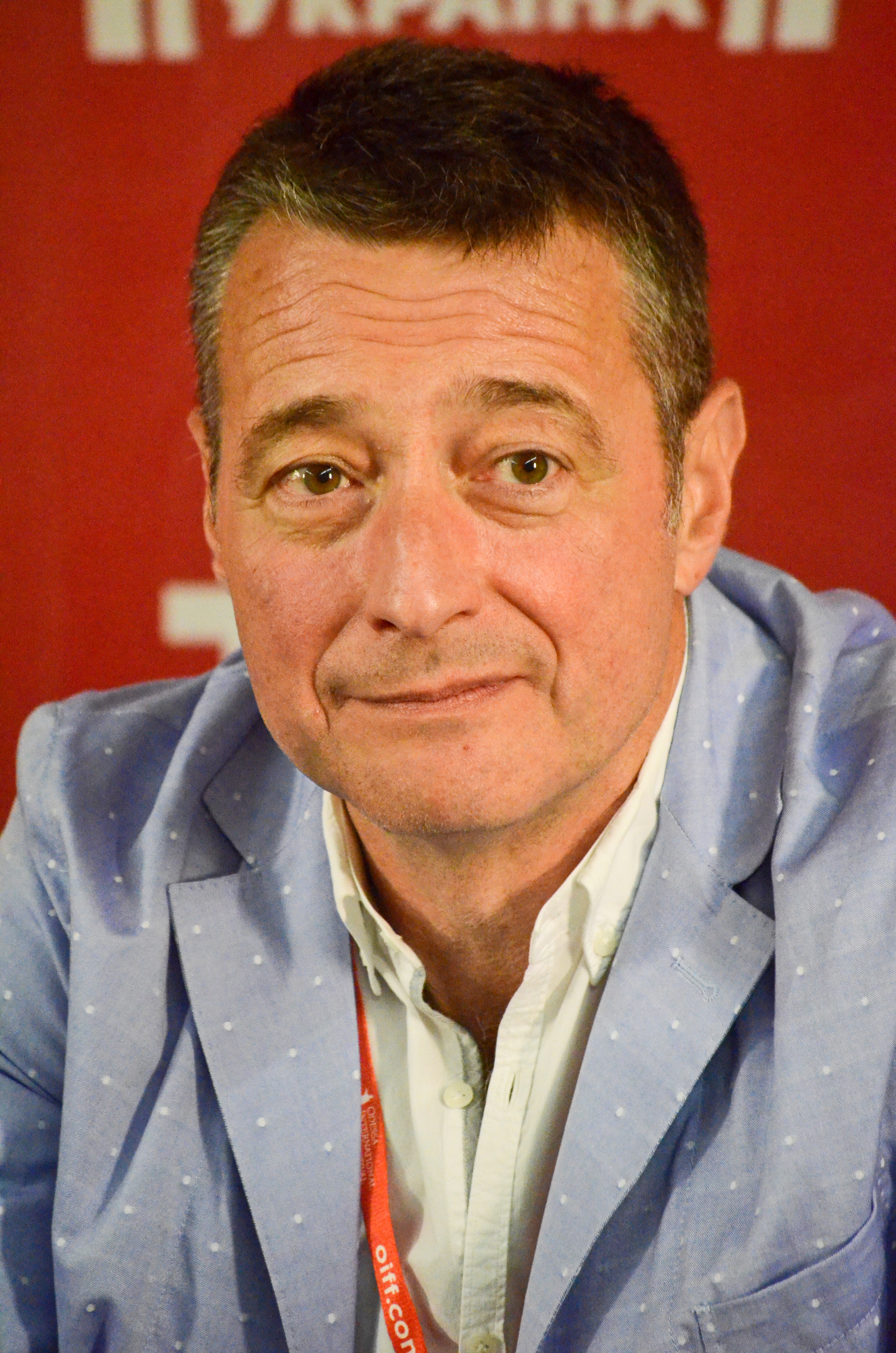
Le réalisateur serbe Srđan Dragojević au 6e Festival international du film d'Odessa.

Malgré sa longue tradition cinématographique, le cinéma russe attendit le XXIe siècle pour produire son premier film à thématique LGBT. Je t'aime, toi (Ya Lyublyu Tebya) (Olga Stolpovskaja et Dmitry Troitsky, 2003) est une comédie sur un ton de fable, où Vera (Lioubov Tolkalina) et Tim (Evgueni Koriakovski) entament à Moscou une relation dans laquelle tout se passe normalement jusqu'à ce que Tim renverse en voiture un jeune Kalmouke, Uloomji (Damir Badmaev), étrange et séduisant, récemment arrivé dans la capitale. Tim l'emmène à la maison et la vie du couple s'en trouvera bouleversée.
Pour la Serbie, il convient de mentionner la tragi-comédie La Parade (Srđan Dragojević, 2011), où Limun, vétéran sans scrupules et des plus violents de la guerre de l’ex-Yougoslavie, reconnaissant envers Radmilo, vétérinaire homosexuel qui a sauvé son chien, accepte de réunir des vigiles pour assurer la sécurité de la Marche des fiertés.
En République tchèque, on retiendra la production du réalisateur Wiktor Grodecki (en), né en Pologne, qui a abordé dans différents films la thématique LGBT. Après deux documentaires traitant de la prostitution masculine chez les mineurs, Not Angels But Angels (en) (1994) et Body Without Soul (en) (1996), il a débuté dans le long métrage avec Mandragora (en) (1997), un film controversé qui traite de la prostitution masculine, des drogues et du sida. Marek (Miroslav Caslavka), un adolescent de 15 ans, las des discussions avec ses parents et avide de quitter le collège, abandonne le domicile familial et débarque à Prague. Après avoir quitté son premier proxénète, il trouve refuge en David (David Svec), autre jeune gay pour lequel il commencera à éprouver une attirance amoureuse.
Le film slovène Conséquences (en) (Darko Štante, 2018) décrit les rouages d'un centre de détention pour jeunes : à 17 ans, Andrej (Matej Zemljič) est placé dans un établissement pénitentiaire pour mineurs ; il y intègre un groupe de garçons délinquants avec lesquels il se perd dans la drogue et la violence. Mais bientôt les désirs d'Andrej le rattrapent ; démasqué, il va devoir faire un choix pour rester fidèle à lui-même.
La filmographie des Pays-Bas comprend un certain nombre de films abordant la thématique LGBT. Voor een verloren soldaat (Pour un soldat perdu, Roeland Kerbosch, 1992) raconte l'initiation sexuelle d’un adolescent hollandais par un soldat canadien au moment du débarquement des Alliés pendant la Seconde Guerre mondiale. Boys (Mischa Kamp, 2014) relate l'histoire de Sieger, un garçon de 15 ans orphelin de mère qui vit avec son père et son frère. Son appartenance à une équipe d'athlétisme lui permet de s'évader de ses problèmes quotidiens. Lors d'un camp d'été qui sert de préparation à un tournoi important, il commence à ressentir une forte attirance pour Marc, un camarade de son équipe.

## Cinéma d'Amérique latine
Plusieurs films à thématique LGBT ont fait époque dans le cinéma latino-américain, notamment à partir des années 1990, connaissant un écho retentissant au niveau international. Parmi les plus significatifs, il convient de retenir le long métrage brésilien Le Baiser de la femme araignée (Héctor Babenco, 1985), le film hispano-cubano-mexicain Fraise et chocolat (Tomás Gutiérrez Alea et Juan Carlos Tabío, 1994), ou, du Mexique, El callejón de los milagros (« L'Impasse des miracles », Jorge Fons, 1995), du Pérou, No se lo digas a nadie (« Ne le dis à personne », Francisco José Lombardi, 1998) ou encore, d'Argentine Vies brûlées (Marcelo Piñeyro, 2000).

### Cinéma brésilien
Nous trouvons les premiers antécédents d'une filmographie de thématique LGBT dans O Menino e o Vento (Carlos Hugo Christensen, 1967), où un jeune ingénieur se voit impliqué dans la disparition d'un mineur avec lequel on le soupçonnait d'entretenir des rapports inappropriés. Dans les années 1980, la coproduction américano-brésilienne Le Baiser de la femme araignée (Héctor Babenco, 1985), adapté du roman éponyme de Manuel Puig, raconte l'histoire d'un prisonnier politique (Raúl Juliá) et d'un homosexuel détenu pour avoir séduit un mineur (William Hurt), lesquels, en dépit de leurs visions différentes du monde et des relations humaines, commencent à développer des affections mutuelles.

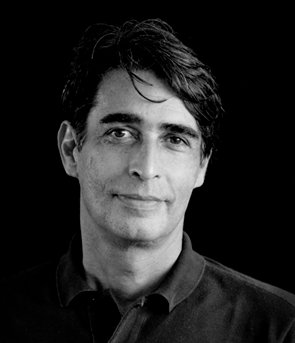
Aluizio Abranches, réalisateur du film Jamais sans toi (2007).

Toutefois, c'est à partir du XXIe siècle que la thématique LGBT a été la plus présente dans les productions brésiliennes. Jamais sans toi (Aluizio Abranches (en), 2009) relate l'histoire de deux jeunes frères utérins qui, après le décès de leur mère, tombent amoureux et finissent par entretenir une relation affective de caractère incestuel sans se soucier des réactions de leur famille ou de leurs amis.

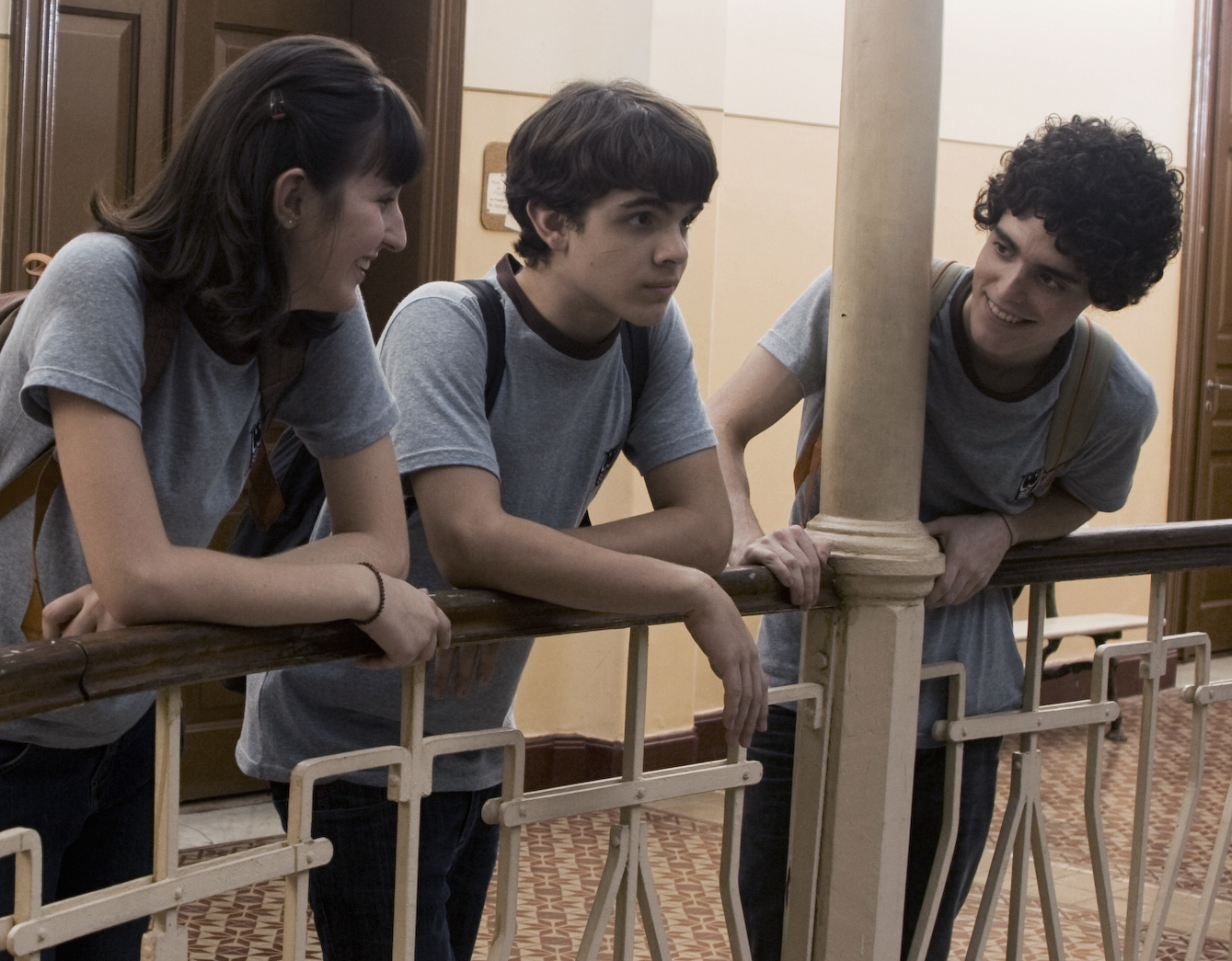
Tess Amorim (Giovanna), Ghilherme Lobo (Leonardo) et Fabio Audi (Gabriel), les trois protagonistes du court métrage Eu Não Quero Voltar Sozinho (2010) et du film Au premier regard (2014), réalisés par Daniel Ribeiro.

La trajectoire du réalisateur Daniel Ribeiro est aussi significative. Il fit ses débuts avec le court métrage Café au lait (2007), qui met en scène deux jeunes garçons devant prendre en charge leur jeune frère après la mort de leurs parents dans un accident. Il réalisa plus tard le court métrage Eu Não Quero Voltar Sozinho (« Je ne veux pas rentrer tout seul », 2010), où un adolescent aveugle tombe amoureux, à la stupeur de sa meilleure amie, d'un nouveau camarade de classe. Son premier long métrage a été Au premier regard (en portugais : Hoje Eu Quero Voltar Sozinho, « Aujourd’hui, je veux rentrer seul », (2014), qui reprend et approfondit l'histoire racontée dans le court métrage, avec les mêmes personnages principaux, mais de nouvelles sous-trames et un nouveau narratif. Le film a reçu un grand nombre de distinctions lors de festivals de cinéma tels que la Berlinale 2014, Outfest 2014 ou le Festival international du film de Guadalajara 2014.

### Cinéma argentin

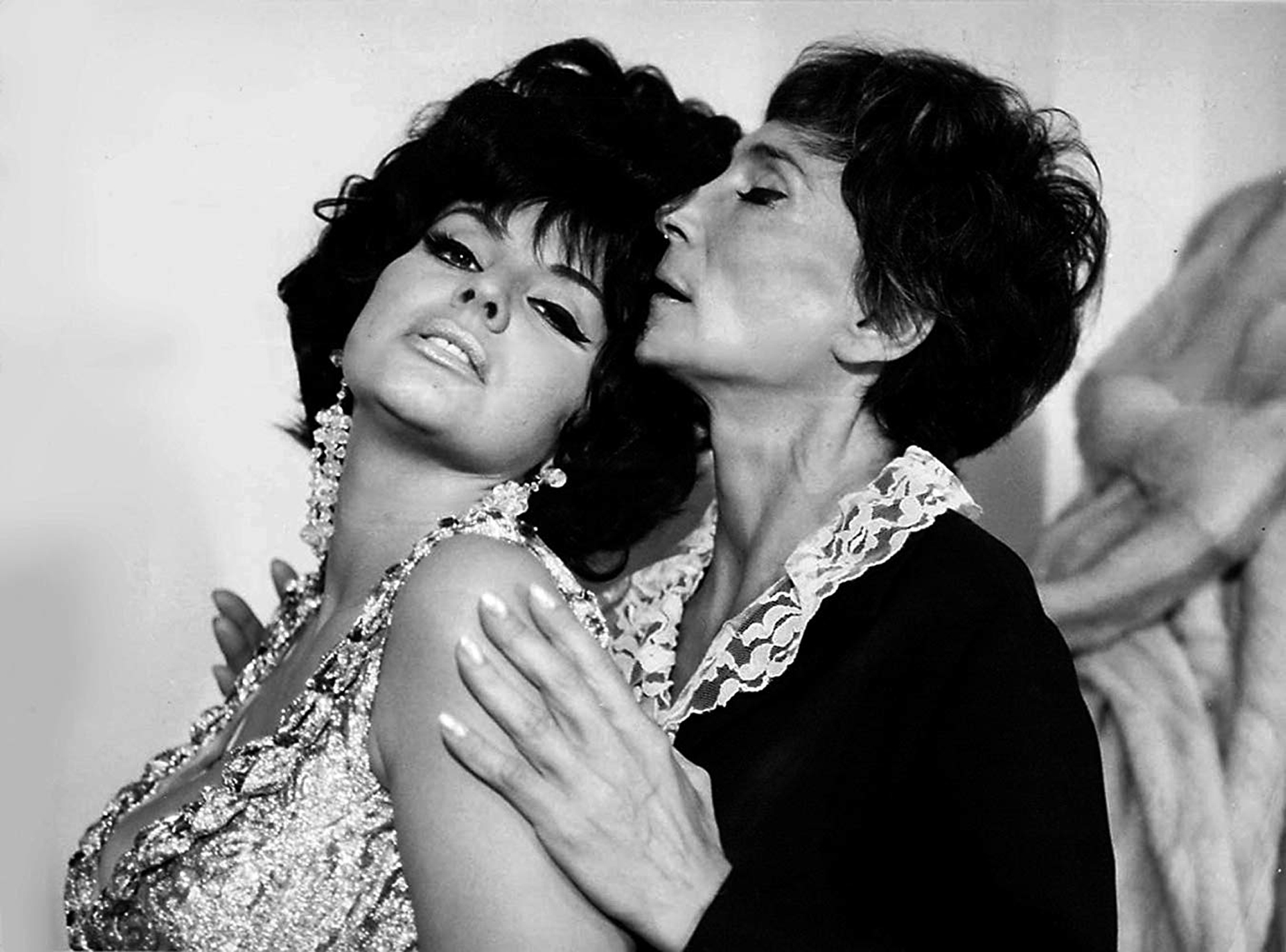
La relation entre les personnages interprétés par Isabel Sarli et Alba Mujica dans Fuego (Armando Bo, 1969) a été l'une des premières représentations du lesbianisme dans le cinéma argentin.

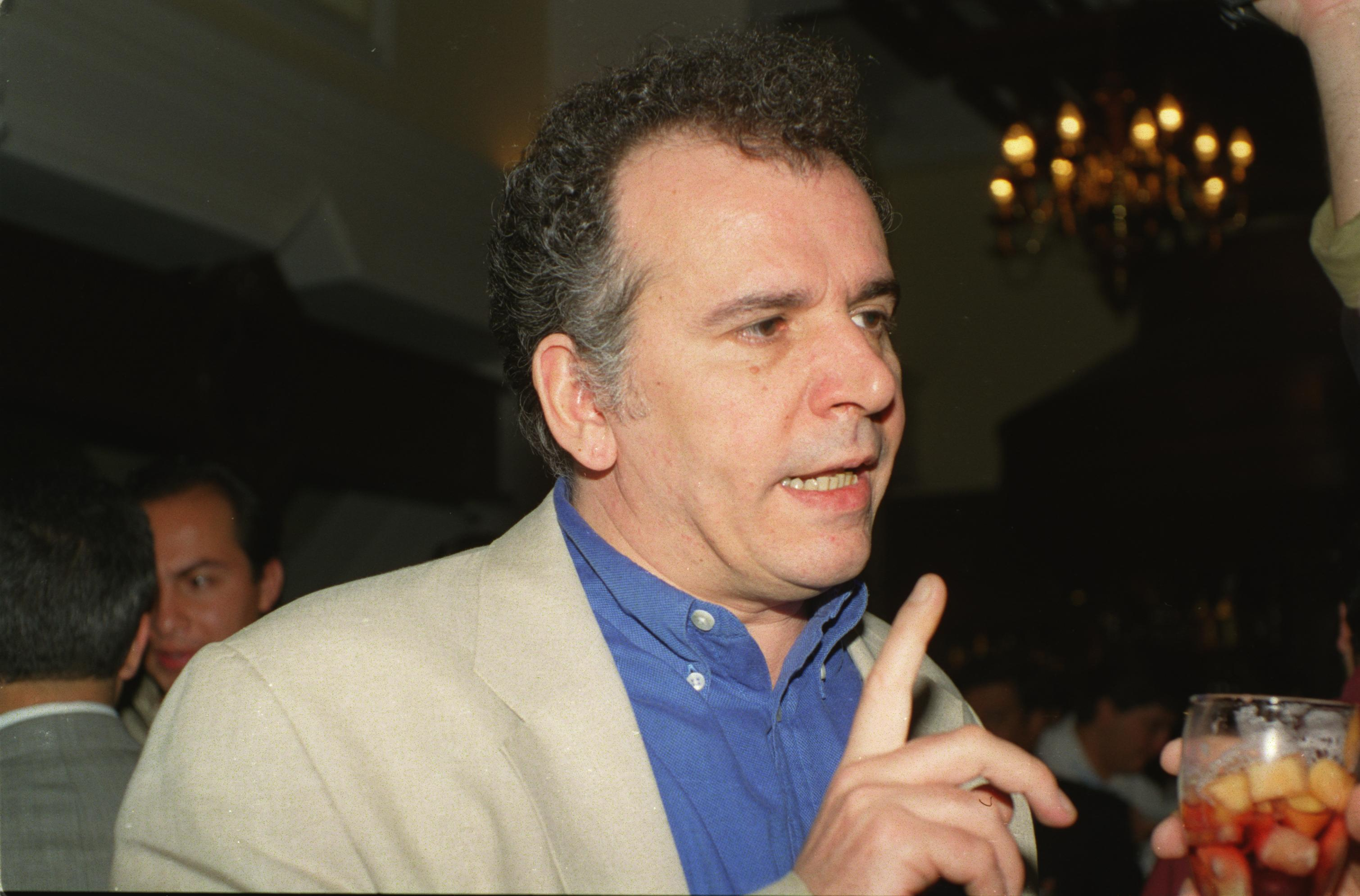
Marcelo Piñeyro, réalisateur de l’un des films LGBT les plus remarqués en Argentine : Vies brûlées (2000).

Dans la filmographie LGBT argentine, on remarquera Adiós, Roberto (es) (Enrique Dawi, 1995), le pseudo-homophobe Almejas y mejillones (Marcos Carnevale (es), 2000), Un año sin amor (Anahí Berneri, 2005) et Vies brûlées (Marcelo Piñeyro, 2000).
L'un des premiers films à contenu LGBT tournés en Argentine a été Otra historia de amor (es) (« Une autre histoire d'amour », Américo Ortiz de Zárate, 1986), qui raconte l'histoire d’un homme marié, père de deux enfants, qui tombe amoureux de son chef.
Adiós, Roberto (es) (Enrique Dawi, 1995) est un film dramatique où Roberto, un homme séparé de sa femme, est contraint à la colocation pour des raisons économiques ; il partage alors un appartement avec Marcelo, avec lequel il entretient des liens d'amitié, mais dont il ignore l'homosexualité. À l'issue d'une fête, les deux hommes entament une relation sexuelle les menant à s'interroger sur leurs sentiments et leur identité sexuelle.
Adrián Suar (es) a interprété avec Andrea del Boca une comédie d'intrigue intitulée Apariencias (es) (« Apparences », Alberto Lecchi (es), 2000) , où Carmelo, secrètement amoureux de sa collègue Veronica, va la chercher à l'aéroport au retour d'un voyage, mais celle-ci est accompagnée. Rentrant à la maison, Carmelo s'infiltre accidentellement dans un défilé de la Gay Pride où il est aperçu par Veronica, qui le croit gay. Carmelo profite de ce malentendu pour surmonter sa timidité et se rapprocher d'elle.
Vies brûlées (Marcelo Piñeyro, 2000) est adapté d'un roman de Ricardo Piglia, où deux amants et délinquants professionnels acceptent de participer au braquage d'un véhicule blindé, dans l'espoir que cette opération ravivera la fougue amoureuse qui les avait animés au début de leur relation. Le film remporta le Prix Goya du meilleur film ibéroaméricain.
Almejas y mejillones (« Moules et palourdes », Marcos Carnevale (es), 2000) est une coproduction hispano-argentine dont l'une des protagonistes est une lesbienne qui, ne pouvant payer son loyer, mais étant dans l'impossibilité financière de déménager ailleurs, est contrainte de vivre en ménage avec le nouveau locataire, ce qui remet en question son homosexualité.
La première œuvre de la réalisatrice Anahí Berneri, Un año sin amor (2005) dépeint la vie d'un jeune écrivain séropositif, déprimé et abandonné par sa famille, qui s'adonne à des pratiques sexuelles sadomasochistes et recherche de nouveaux soutiens affectifs pour affronter sa situation.
La filmographie de Pablo Oliveiro a abordé à plusieurs reprises la thématique LGBT, depuis ses débuts dans le court métrage Historia de amor en un baño público (2002) . Comptent parmi ses œuvres les plus remarquables Puto (2006), qui met en scène deux hommes vivant une relation harmonieuse, auxquels un sorcier prédit une prompte séparation, ou Un ovni sobre mi cama (« Un Ovni sur mon lit », 2011), dont l'action se déroule dans un monde futur post-apocalyptique et déshumanisé où Rex, un cartographe au chômage, et Ian, un extraterrestre en fuite, entament une relation qui remettra tout en cause.
Plan B (Marco Berger, 2009) relate l'histoire de Bruno, interprété par Manuel Vignau, qui ne peut pas accepter que son ex-fiancée se lie avec Pablo. Bruno entreprend alors de séduire le fiancé de son ex pour pouvoir la reconquérir, mais quand l'amour est en jeu, les résultats sont inespérés.
Mi mejor amigo (es) (« Mon meilleur ami », 2018) est un film argentin écrit et réalisé par Martín Deus. Lorenzo, adolescent studieux, mène une vie paisible dans une petite ville de Patagonie jusqu'à ce que son père décide d'accueillir Caíto, fils d'une famille amie, un jeune garçon frondeur et mystérieux. D'abord méfiant, Lorenzo va peu à peu se rapprocher de Caíto sans soupçonner les conséquences de cette nouvelle amitié.
Les protagonistes du film Le Colocataire (V.O. Un rubio, litt. « Un Blond », Marco Berger, 2019) sont des hommes ordinaires. Juan doit vite trouver un colocataire après le départ de son frère. C'est finalement Gabriel, son collègue charmant et taciturne, qui emménage. Ce qui débute comme un arrangement innocent se transforme rapidement en attraction naissante, puis en passion.

### Cinéma mexicain
L'homosexualité est représentée dans le cinéma mexicain sous une forme stéréotypée et bouffonne, notamment dans les années 1970 à 1990 ; elle prendra par la suite des dimensions plus réalistes.
Dans les trois décennies précitées, donc après l'Époque dorée du cinéma mexicain, de nombreux films incluaient dans leurs trames des personnages homosexuels. Il s'agissait presque toujours de personnages masculins qui tendaient à reproduire des stéréotypes de la culture populaire : hommes efféminés aux vêtements extravagants et aux inflexions de voix affectées. L'un des films les plus connus de cette époque, et qui peut servir d'exemple, est Modisto de señoras (es) (Eduardo Jiménez Pons, 1969), où Mauricio Garcés (es) interprète un homme qui se fait passer pour homosexuel – en reproduisant les stéréotypes classiques – pour pénétrer dans la vie de ses clientes et finalement les séduire. Dans d'autres films de cette période, les homosexuels apparaissent comme personnages secondaires susceptibles de faire l'objet de plaisanteries.

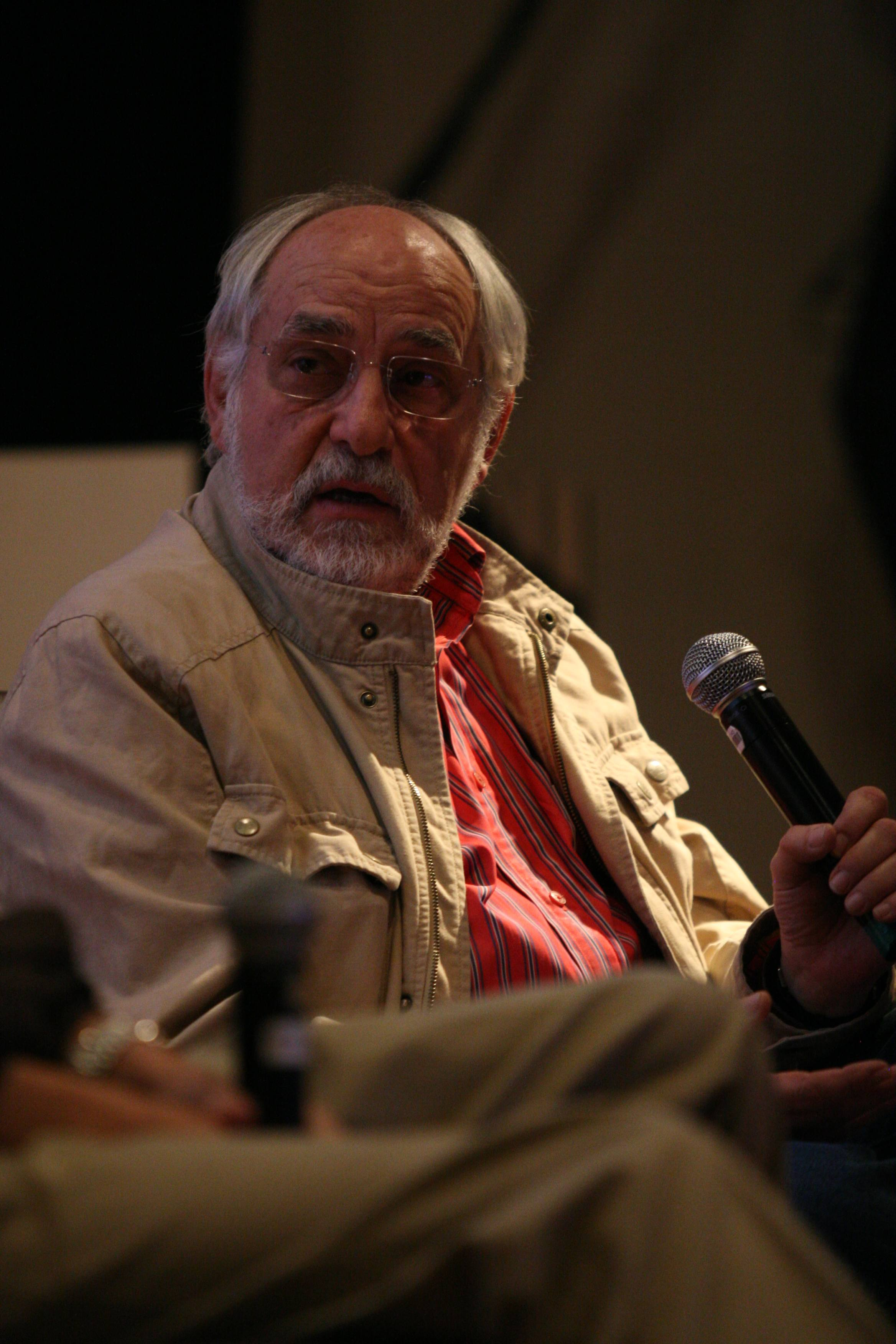
Arturo Ripstein, réalisateur du film El lugar sin límites (1977), où l'on voit le premier baiser gay du cinéma mexicain.

Le film La primavera de los escorpiones (es) (Francisco del Villar (es), scénario et adaptation de Hugo Argüelles (es), 1971) mêlant homosexualité et pédérastie, a été très controversé. Il raconte l'histoire de deux amants homosexuels qui entrent en relation sur les bords d'un lac avec une photographe divorcée et son jeune fils. L'un d'eux s’éprend de la mère, tandis que l'autre, par jalousie, sodomise son fils.
L'un des premiers films mexicains dont le personnage principal est homosexuel sans se prêter aux stéréotypes précités est El lugar sin límites (« Un lieu sans limites », Arturo Ripstein, 1977), adapté d'un roman de l'auteur chilien José Donoso. L'action se déroule autour d'une maison close de village au bord de la mer, où la Manuela (travesti interprété par Roberto Cobo) et sa fille La Japonesita (Ana Martín) se livrent à la prostitution. Ce fut la première production mexicaine où l'on vit à l’écran un baiser passionné entre deux hommes ; elle fut récompensée par l'Ariel d'or pour le film et l'Ariel d'argent pour l’acteur Roberto Cobo.

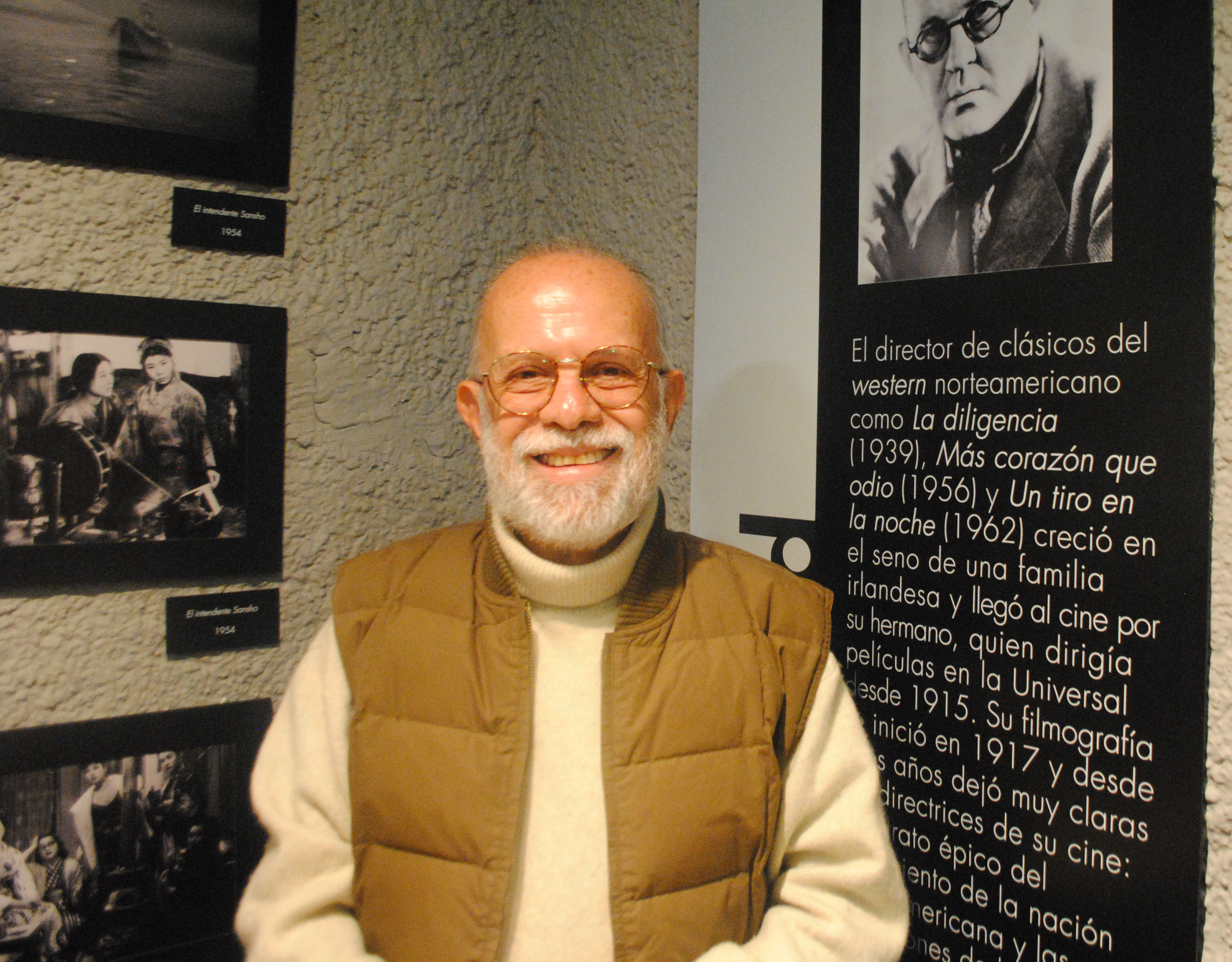
Le réalisateur Jaime Humberto Hermosillo a tout au long de sa filmographie représenté sans préjugés des personnages homosexuels.

L'homosexualité est traitée sans préjugés dans l'œuvre du réalisateur Jaime Humberto Hermosillo, dont les films ont suscité un scandale dans la société mexicaine pour la manière dont il traite les inclinations homo-érotiques de ses personnages. Beaucoup de ses productions ont connu une diffusion restreinte. Le plus connu de ses films est Doña Herlinda y su hijo (« Doña Herlinda et son fils »,1984). Cette comédie relate l'histoire d’un couple de deux homosexuels, dont la mère de l'un insiste pour que son fils se marie. Celui-ci cède à la pression familiale, au grand dépit de son ami. La mère joue un rôle primordial, car c'est elle qui finit par résoudre les conflits engendrés par son obstination.
Peu à peu, le cinéma mexicain intégra l'homo-érotisme comme thème secondaire dans l'action de grands films de renommée internationale. Des films comme Danzón (es) (María Novaro, 1991), Miroslava (es) (Alejandro Pelayo (es), 1993), El callejón de los milagros (« L'impasse des miracles », Jorge Fons, 1995) ou Y tu mamá también (« Et ta mère aussi », Alfonso Cuarón, 2001), sont des exemples d'intégration de trames secondaires – plus ou moins explicites – qui reflètent la diversité sexuelle.
Au XXIe siècle, le réalisateur le plus décomplexé dans son discours sur la thématique LGBT est Julián Hernández. Il remporte à deux reprises le Teddy Award à la Berlinale : en 2003 pour Mil nubes de paz cercan el cielo, amor, jamás acabarás de ser amor et en 2009 pour Rabioso sol, rabioso cielo. Le film Mil nubes de paz cercan el cielo, amor, jamás acabarás de ser amor (« Mille nuages de paix encerclent le ciel, amour, jamais tu ne finiras d’être amour », 2003), a pour personnage principal un adolescent planté par son nouvel amant. Errant dans les rues de Mexico, Gerardo cherche partout Bruno et rencontre bien d'autres êtres abandonnés. Il est victime d'agressions, se retrouve au bord de la prostitution, mais aucun des personnages du film ne se rapproche des stéréotypes homosexuels qui courent les écrans mexicains depuis des décennies : Gerardo lui-même est un jeune aux traits rudes originaire d'un quartier pauvre de la ville. El cielo dividido (« Le ciel partagé », 2006) traite des infidélités venant secouer le couple incarné par Gerardo (Miguel Ángel Hoppe) et Jonás (Fernando Arroyo), deux jeunes qui vivent un amour intense et passionné jusqu'à ce qu'un garçon énigmatique vienne conquérir Jonás, tandis que Sergio (Alejandro Rojo) profite de l'occasion pour séduire Gerardo. Rabioso sol, rabioso cielo («Soleil enragé, ciel enragé », 2009) complète la trilogie avec un drame qui aborde l'amour, le sexe et le destin dans l'histoire de Kieri, Tari et Ryo, qui semblent transporter le spectateur à l'origine du monde.
La otra familia (es) (« L'autre famille », Gustavo Loza, 2011) raconte l'histoire de Hendrix, un enfant qui, abandonné pendant trois jours par sa mère toxicomane, est recueilli par une amie et confié à un couple d'homosexuels. La mère part en rééducation tandis que son amant flaire la bonne affaire et envisage de vendre l'enfant à un couple qui vient de perdre son bébé. La mère s'enfuit de la clinique pour le récupérer coûte que coûte alors que les autorités veulent le faire entrer dans un orphelinat pour le protéger. Il semble que tout le monde se croit en droit de décider à quel destin doit être assigné l'enfant.

### Cinéma cubain
Le premier film LGBT produit à Cuba est le documentaire Mauvaise Conduite (Néstor Almendros et Orlando Jiménez Leal (es), 1984), qui traite de la persécution des homosexuels et intellectuels dans le régime castriste depuis l'avènement de la révolution cubaine jusqu'au début des années 1980. On y rencontre des noms bien connus de la culture cubaine (Lorenzo Monreal, Reinaldo Arenas, Jorge Ronet, Luis Lazo, Rafael de Palet ou Jorge Lago) et on y voit confirmée l'existence de camps de concentration pour gays dans le Cuba de Fidel Castro.

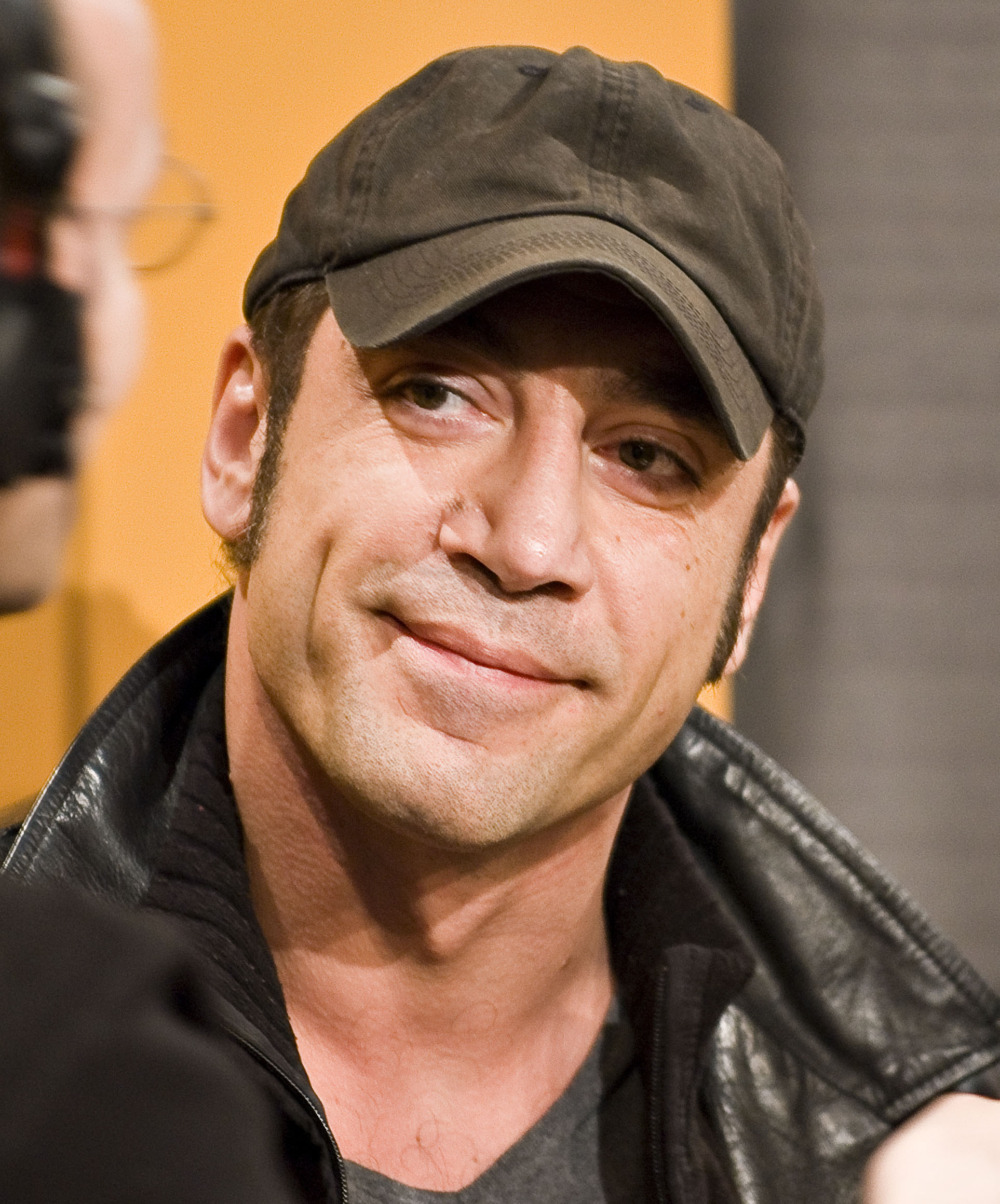
Javier Bardem joue le rôle principal dans Avant la nuit (Julian Schnabel, 2000), une biographie de l'écrivain cubain Reinaldo Arenas.

En 1989, Enrique Pineda Barnet tourne La bella del Alhambra (es), qui reflète l'ambiance des théâtres musicaux de La Havane dans les années 1920 et 1930. Adolfito, personnage interprété par Carlos Cruz, est un homosexuel maniéré qui contribuera au triomphe d'une star du théâtre musical, mais sera ensuite oublié et finira par errer dans les rues où il sera atteint d'une balle tirée par des révolutionnaires, destinée à un sbire de la dictature machadiste qui se sert d'Adolfito comme bouclier humain. Le personnage incarne le destin tragique des homosexuels, thème qui commence à être abordé au cinéma.
Dès la décennie suivante, la coproduction cubano-hispano-mexicaine Fraise et Chocolat (Tomás Gutiérrez Alea et Juan Carlos Tabío, 1994) remporta un grand succès international, fut nommé aux Oscars et obtint le prix Goya du meilleur film ibéroaméricain et l'Ours d'argent de la Berlinale. Il relate l'amitié qui surgit entre Diego (Jorge Perugorría), un artiste  culte ouvertement homosexuel, et David (Vladimir Cruz (es)), un jeune communiste hétérosexuel endoctriné et plein de préjugés.
À partir du XXIe siècle, on trouve dans le cinéma cubain toute une série de films, autochtones ou en coproduction, portant sur la thématique LGBT. Bien que produit aux États-Unis, Avant la nuit (Julian Schnabel, 2000) est un film en langue espagnole, dont l'action se déroule à Cuba ; il raconte l'histoire de l'écrivain Reinaldo Arenas, interprété par Javier Bardem, et de sa persécution sous le régime de Castro pour son orientation homosexuelle. Bardem a obtenu pour ce rôle une nomination à l'Oscar du meilleur acteur en 2001.
Chamaco (ca) (Juan Carlos Cremata Malberti, 2010), adapté de la pièce de théâtre éponyme d'Abel González Melo, plonge le spectateur dans les scènes de corruption et de prostitution masculine de la nuit havanaise, où l'on vient de découvrir le corps d'un jeune homme assassiné dans le Parc Central. Casa Vieja (« Vieille Maison », Lester Hamlet, 2010) s'inspire du drame éponyme d'Abelardo Estorino (es) et raconte l'histoire d'Esteban, qui vit depuis 14 ans en Espagne et rentre au pays avant la mort imminente de son père ; il renoue alors avec son passé et va de découverte en découverte, car chacun a ses secrets, ses mensonges, ses frustrations et ses rêves.
Verde, verde (« Vert, vert », Enrique Pineda Barnet, 2012) est un drame qui dépeint la rencontre entre Alfredo, secouriste de la marine marchande, et Carlos, informaticien aspirant à devenir aviateur, et les stades successifs de leur relation : attirance, séduction, rejet.
La coproduction hispano-cubaine La partida (es) (Antonio Hens, 2013) narre les égarements de Reinier (Reinier Díaz), un jeune homme qui se prostitue avec des étrangers avec le consentement de son épouse et de sa belle-mère, et Yosvani (Milton García), qui assiste son beau-père dans le commerce illégal de vêtements étrangers. Entretenant une amitié apparemment hétérosexuelle, les deux jeunes jouent au foot et rêvent d'une vie meilleure. Peu à peu, ils développent une relation affective plus étroite dans un environnement hostile.
Récompensé dans différents festivals, Vestido de novia (« Robe de mariée », Marilyn Solaya, 2014) possède une double référence : un poème connu de Norge Espinosa, qui s'inspire à son tour de Lorca, et l'histoire vraie du premier Cubain devenu femme. Le film raconte l'histoire de Rosa Elena (Laura de la Uz (es)) et Ernesto (Luis Alberto García (es)), un couple apparemment heureux jusqu'à ce qu'un secret dans la vie de Rosa Elena vienne compromettre cette harmonie et les convertisse en victimes de la violence, des préjugés et des stéréotypes d'une société régie par des attitudes machistes et patriarcales.
Fátima o el parque de la fraternidad (« Fatima ou le parc de la fraternité », Jorge Perugorría, 2015), qui s'inspire d'un conte de l'écrivain Miguel Barnet qui a remporté le prix Juan Rulfo de Radio France internationale, recrée l’histoire de la transformation d'un homosexuel en un travesti (Carlos Almirante) qui accepte de se prostituer sous l'insistance de son amant.

### Cinéma chilien

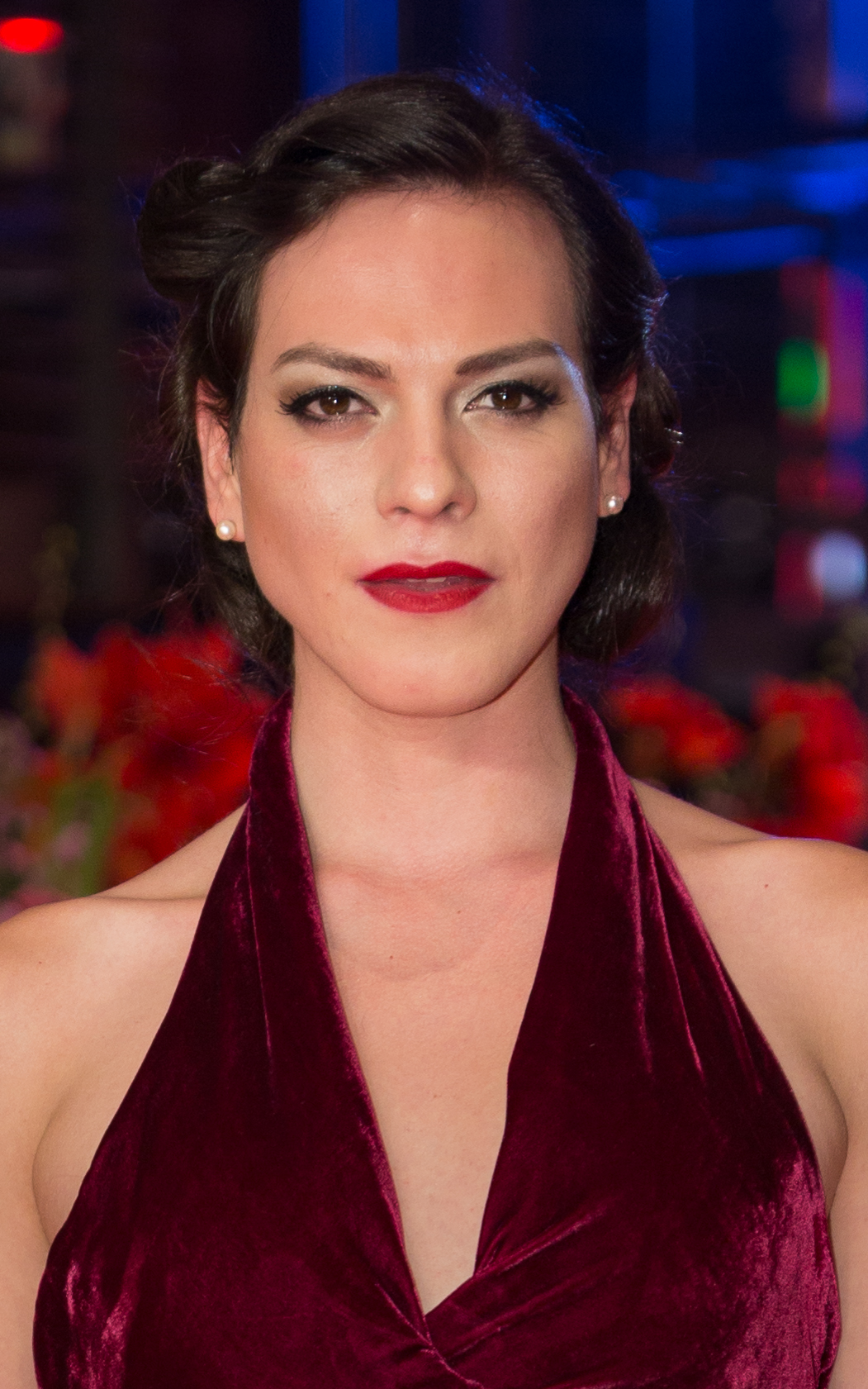
Daniela Vega, actrice chilienne transgenre.

Daniel Emilfork est l'acteur de cinéma chilien le plus remarqué de la deuxième moitié du XXe siècle. En 1949, il quitta son pays pour échapper aux persécutions homophobes qui y sévissaient et s’installa en France. Il a interprété de nombreux rôles dans des films européens.
Ce n'est guère qu'au début du XXIe siècle que les thématiques LGBT sont explicitement représentées dans le cinéma chilien.
Le film Jesús – Petit Criminel (es) (Fernando Guzzoni, 2016) s'inspire de l'assassinat de Daniel Zamudio et raconte l'histoire d’un jeune gay tabassé à mort dans un parc et surtout de l'un des assassins, le jeune Jesús, lui-même en recherche d'identité sexuelle.
La vedette du film Une femme fantastique (Sebastián Lelio, 2017), Daniela Vega, est l'une des premières actrices chiliennes ouvertement transgenre. Le film remporte à la Berlinale 2017 l'Ours d'argent du meilleur scénario et le Teddy Award du meilleur film. Il obtient également l'Oscar du meilleur film en langue étrangère.
Dans le film Los Fuertes (Omar Zúñigo Hidalgo, 2020), Lucas rend visite à sa sœur dans un petit village de pêcheurs au sud du Chili. C'est là qu'il rencontre Antonio, maître d'équipage sur un bateau de pêche. Une relation amoureuse intense s'installe entre les deux hommes. Alors que les vagues frappent la baie, leur force et leur indépendance restent inébranlables face à la marée.

### Cinéma péruvien
Jusqu'à la fin du XXe siècle, les personnages LGBT étaient absents du cinéma péruvien et, presque toujours, l'intolérance sociale et familiale était à l'origine des conflits montrés à l'écran. L'homosexualité continue à être hors des normes et n'est pas considérée d'une manière positive par la majorité.

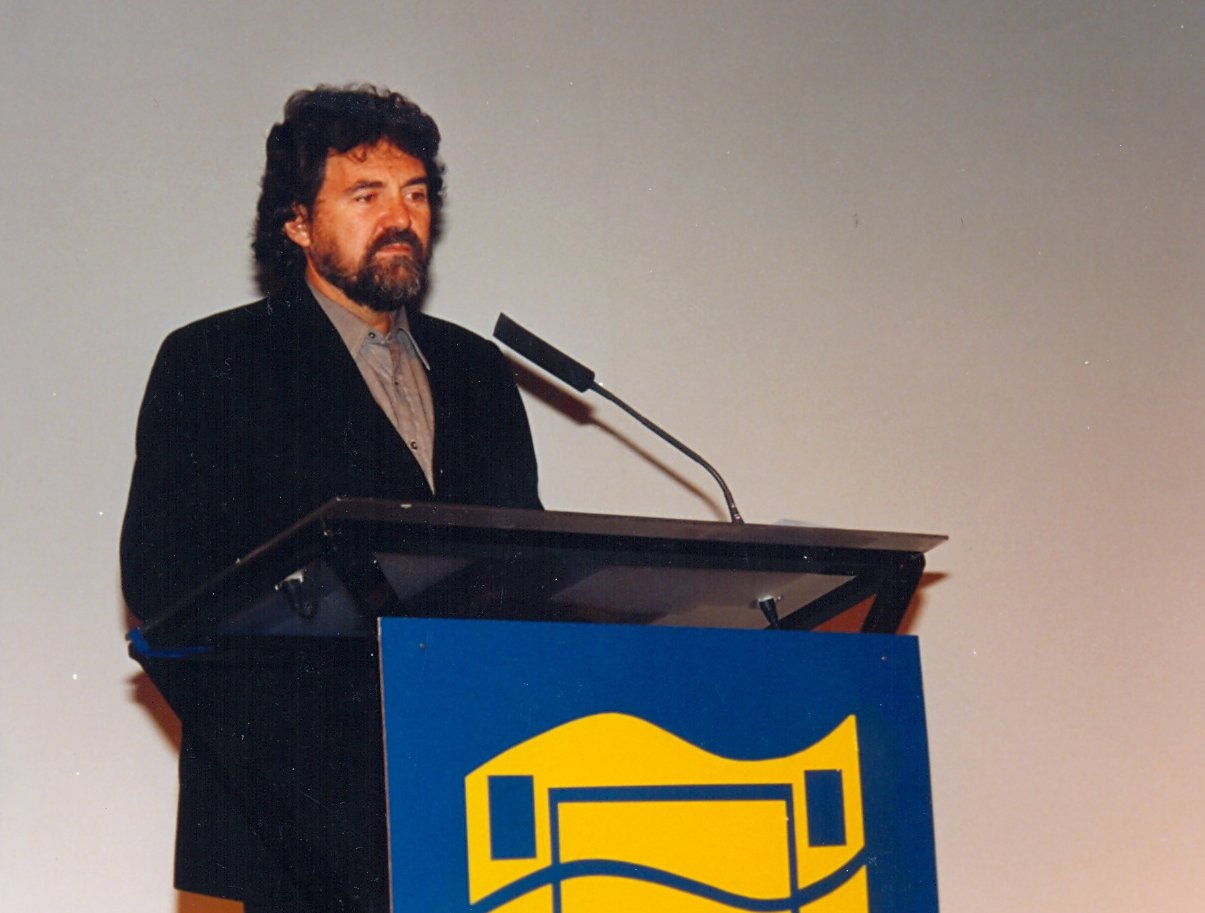
Francisco José Lombardi, réalisateur de No se lo digas a nadie (1998) et Dos besos (2015), deux des films de thématique LGBT les plus reconnus au Pérou.

Adapté du roman éponyme de Jaime Bayly, le film No se lo digas a nadie (« Ne le dis à personne », Francisco José Lombardi, 1998) a été la première production péruvienne à aborder une thématique homosexuelle. Il relate le parcours, de l'adolescence à l'âge adulte, de Joaquín Camino (Santiago Magill), un jeune homosexuel de la haute société de Lima confronté aux préjugés de son entourage et rejeté par une société hypocrite, homophobe et ultraconservatrice. Aussi bien le roman que le film ont suscité des controverses à Lima pour avoir osé traiter ouvertement le thème de l'homosexualité et le film a été censuré. Lombardi a également abordé le thème du lesbianisme dans Dos besos (es) (2015), qui raconte l'histoire d'un triangle amoureux où deux femmes entretiennent une forte relation de dépendance, thématique jusqu'alors inédite dans la filmographie péruvienne.
Au début du XXIe siècle, la thématique LGBT commence à s'affermir aussi bien dans les circuits alternatifs que dans des productions plus accessibles. Dans les circuits alternatifs, Porka vida (Juan Carlos Torrico, 2004) retrace les histoires de quatre jeunes avides de vivre et d'accumuler les aventures. L'un d'eux, Miluzka/Giovanni (interprété par le transformiste Jossie Tassi) est une drag queen qui se livre à la prostitution et assume en fin de compte son identité masculine. Dans le cinéma grand public, on trouve El Pecado (Palito Ortega Matute (es), 2006), qui met en scène les difficultés qu'éprouve un jeune homosexuel dans un village des Andes, où il est victime d'une répression violente de la part des membres de sa famille.

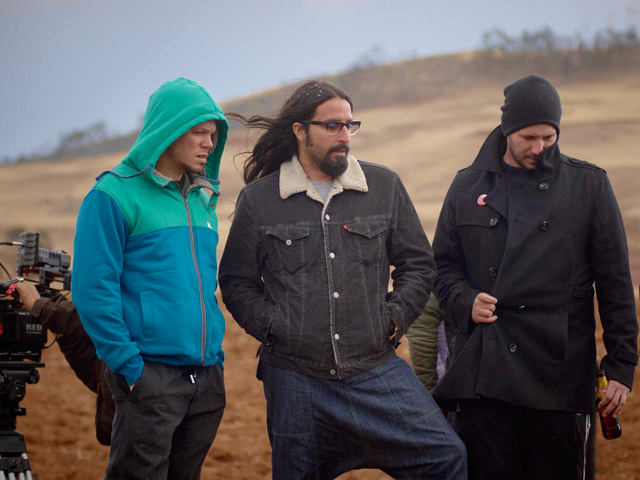
Le réalisateur Jorge Carmona – au milieu dans l'image – raconte dans Condominio (2007) une déchirante histoire d'amour homosexuelle sur fond de Sida.

Condominio (Jorge Carmona, 2007) est un film choral dont l'une des trames est l'histoire de Fredy et Álvaro, un couple qui accueille des malades du Sida, Álvaro étant lui-même en phase terminale, épreuve à laquelle Fredy doit faire face tout en maintenant le moral du groupe. On retrouve cette thématique dans l'un des épisodes de Cu4tro (Sergio Barrio, 2009) où Raúl (Paul Vega), qui souffre de sclérose en plaques au stade terminal, décide de mettre fin à sa relation avec Peter (Renzo Schuller) pour le libérer du poids que signifie vivre avec lui.
Le drame romantique Contracorriente (Javier Fuentes-León, 2009) se déroule dans un petit village côtier. Miguel (Cristian Mercado) est un jeune pêcheur à l'allure virile, dont l'épouse est enceinte, qui vit un quotidien partagé entre la pêche, les amis, la bière et le foyer familial. Pourtant, il est empêtré dans un triangle amoureux et secret. Son amant, Santiago (Manolo Cardona), riche citadin, peintre et homosexuel assumé, est frustré de ne pas pouvoir posséder Miguel pour lui tout seul. Lorsque Santiago se noie accidentellement, Miguel continue à communiquer avec son esprit, mais il se trouve en butte à l'hostilité du village et de sa famille, qui apprennent sa liaison.
Les conflits familiaux et sociaux sont aussi le thème de Sebastián (Carlos Ciurlizza, 2014), où un cadre supérieur, Sebastián (interprété par le réalisateur), revient dans son village natal pour s'occuper de sa mère tombée malade. C'est alors qu'il retrouve Lucía (Katerina D'Onofrio (es)), son ancienne petite amie, qui a un fils de lui âgé de neuf ans. L'arrivée inopinée au village de Josh (Burt Grinstead (en)), le partenaire de Sebastián, déclenche toute une série d'hostilités.

### Cinéma vénézuélien

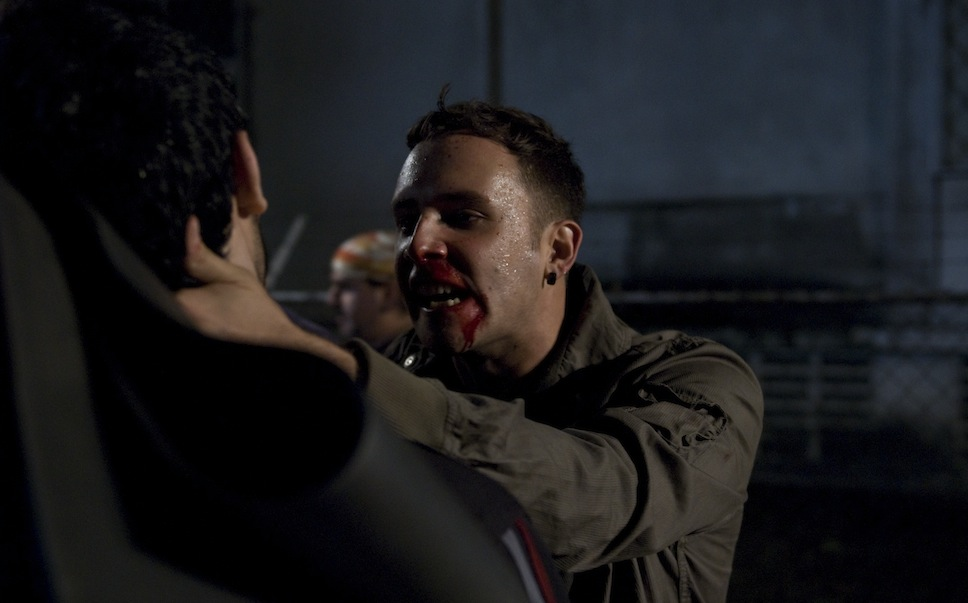
Alexander Da Silva dans le rôle de Racso dans le film Azul y no tan rosa (Miguel Ferrari, 2012), l'un des plus récompensés du Venezuela sur la thématique LGBT.

Le Venezuela compte peu de productions cinématographiques abordant la thématique LGBT, mais celles-ci ont remporté des prix et jouissent d'une reconnaissance internationale. Le film Azul y no tan rosa (« Tout n'est pas rose », Miguel Ferrari (es), 2012), lauréat du prix Goya du meilleur film latinoaméricain 2014, aborde des thèmes comme l'homosexualité, la transsexualité et la violence de genre. Diego (Guillermo García Alvarado (es)), un photographe prisé à Caracas, décide de formaliser sa relation avec Fabrizio (Sócrates Serrano) en s'en allant vivre avec lui. Il se voit inopinément amené à reprendre en charge son propre fils Armando (Ignacio Montes), qui vit en Espagne et qu'il n’a pas vu depuis des années, d'où la difficulté de rétablir un lien affectif avec lui. C’est alors qu'un groupe de radicaux homophobes administre à Fabrizio une raclée brutale qui le laisse dans le coma et dont il mourra. Diego fera tout son possible pour que le coupable soit puni.
Le long métrage Liz en Septiembre (Fina Torres, 2013) aborde le thème du lesbianisme et raconte l'histoire d’une femme homosexuelle (Patricia Velásquez) qui souffre d'une maladie en phase terminale et tombe amoureuse, lors de sa fête d'anniversaire, d'une autre femme (Eloísa Maturén), qui vient de perdre son fils.
La coproduction vénézolano-mexicaine Les Amants de Caracas (V.O. Desde allá, Lorenzo Vigas, 2015) est un drame qui remporta pour la première fois pour un film vénézuélien le Lion d'Or de la Mostra de Venise. Alfredo Castro y interprète un prothésiste dentaire homosexuel qui paie des garçons pour qu'ils se déshabillent devant lui. Il finit par être obsédé par l'un d'eux, Élder (Luis Alejandro Silva), membre d'un gang, qui, tout d'abord, ne le ménage pas.

### Cinéma colombien

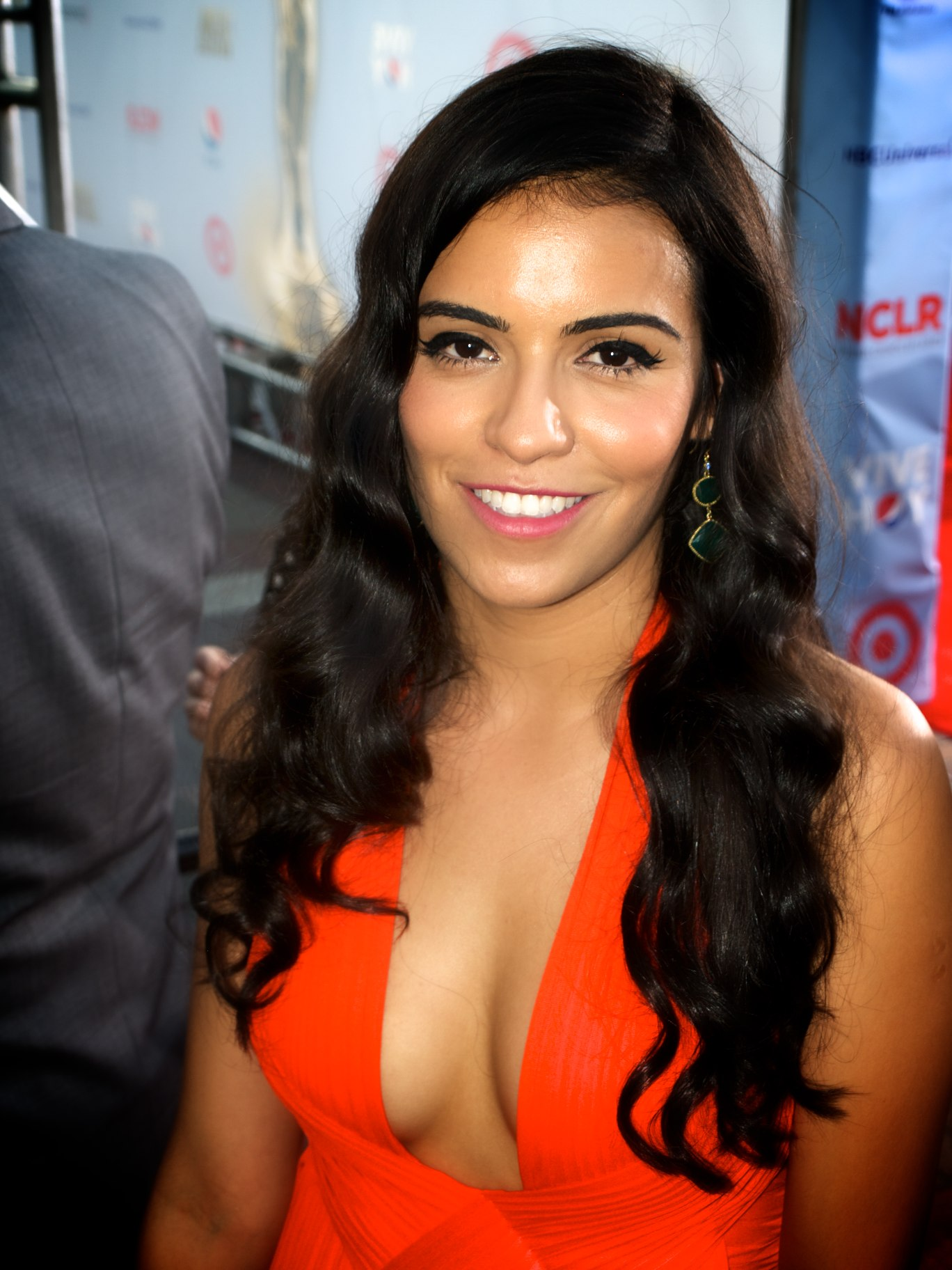
Olga Segura est l'une des protagonistes de La luciérnaga (« La luciole », 2015), principal film de la réalisatrice Ana María Hermida.

La coproduction franco-colombienne La Vierge des tueurs (Barbet Schroeder, 2000) a causé bien des remous dans certains secteurs sociaux et même sa censure. Il s'agit presque d'un documentaire, inspiré du roman autobiographique de Fernando Vallejo, qui décrit les expériences de Fernando (Germán Jaramillo (es)), un écrivain homosexuel, qui revient à Medellín après des années d'absence et entame une relation sentimentale avec Alexis, un jeune tueur à gages de 16 ans.
Sur le registre lesbien, le premier grand film d'Ana María Hermida (es), La luciérnaga (« La luciole », 2015) met en scène deux femmes, Lucía (Carolina Guerra) et Mariana (Olga Segura), unies dans la douleur par la mort tragique dans un accident du frère de l'une et fiancé de l'autre. Peu à peu, le deuil, l'appui réciproque feront place à l'amour.

### Cinéma équatorien
La représentation de personnages LGBT ou de trames ayant trait à la diversité sexuelle dans le cinéma équatorien a été considérée comme une polémique jusqu'au début du XXIe siècle. On trouve l'un des premiers exemples de cinéma LGBT en Équateur dans le film Desátame, sorti en 2006 et réalisé par Christian Fuentes, avec comme acteurs diverses personnalités reconnues de la télévision équatorienne, telles que David Reinoso (es) et Juan Carlos Salazar, ainsi que des stars de la scène drag locale, dont Rudy Arana. Autres films à thématique LGBT : Feriado (es), sorti en 2014, et El Secreto de Magdalena (2015).
Depuis 2002 est organisé en Équateur le Festival Internacional de Cine LGBT El Lugar Sin Límites (es), qui rassemble chaque année des films de plusieurs dizaines de pays.

### Cinéma paraguayen
Le long métrage le plus récent dans ce genre est celui de Marcelo Martinessi : intitulé Les Héritières, il sortit en Allemagne en 2018 avec, dans le rôle principal, Ana Brun, qui remporta un Ours d'or à la Berlinale. L'action se déroule  dans différents quartiers d'Asunción, où Chela voit sa vie bouleversée après l'arrestation pour fraude fiscale de sa compagne Chiqui, avec laquelle elle vit depuis plus de trente ans. Dans cette difficile situation financière, elle se fait chauffeur privé au service d'un groupe de riches bourgeoises. C’est là qu'elle fait la connaissance d'Anji, de vingt ans plus jeune, qui gravite à la périphérie de cette caste privilégiée, et en tombe amoureuse.

## Cinéma asiatique
C'est en Chine et au Japon que l'on trouve l'essentiel de la production cinématographique asiatique consacrée aux thématiques LGBT.

### Cinéma chinois
L'homosexualité a été largement traitée dans l'art chinois, mais après l'avènement de la République populaire de Chine (1949), elle s'est vue confinée à la clandestinité. Après la mort de Mao Zedong en 1976, l'opinion évolue peu à peu et l'on assiste à une certaine libéralisation, comme la dépénalisation de la sodomie en 1997 ou la radiation de l'homosexualité de la liste des maladies mentales en 2001. Les premières références à l'homosexualité dans le cinéma chinois se trouvent dans La Route (Sun Yu, 1934), film muet dont l'action se déroule pendant la guerre sino-japonaise sur un chantier de construction d'une route d'importance stratégique, et dans le film Sœurs de scène (Xie Jin, 1965), drame racontant l'histoire de deux femmes dans une compagnie d'opéra itinérante en 1935. Mais ce ne sera qu'avec la parution d’Adieu ma concubine (Chen Kaige, 1993), drame historique mettant en scène un triangle amoureux entre deux acteurs de l'Opéra de Pékin et une prostituée, que l'homosexualité retrouvera sa place dans la filmographie chinoise.

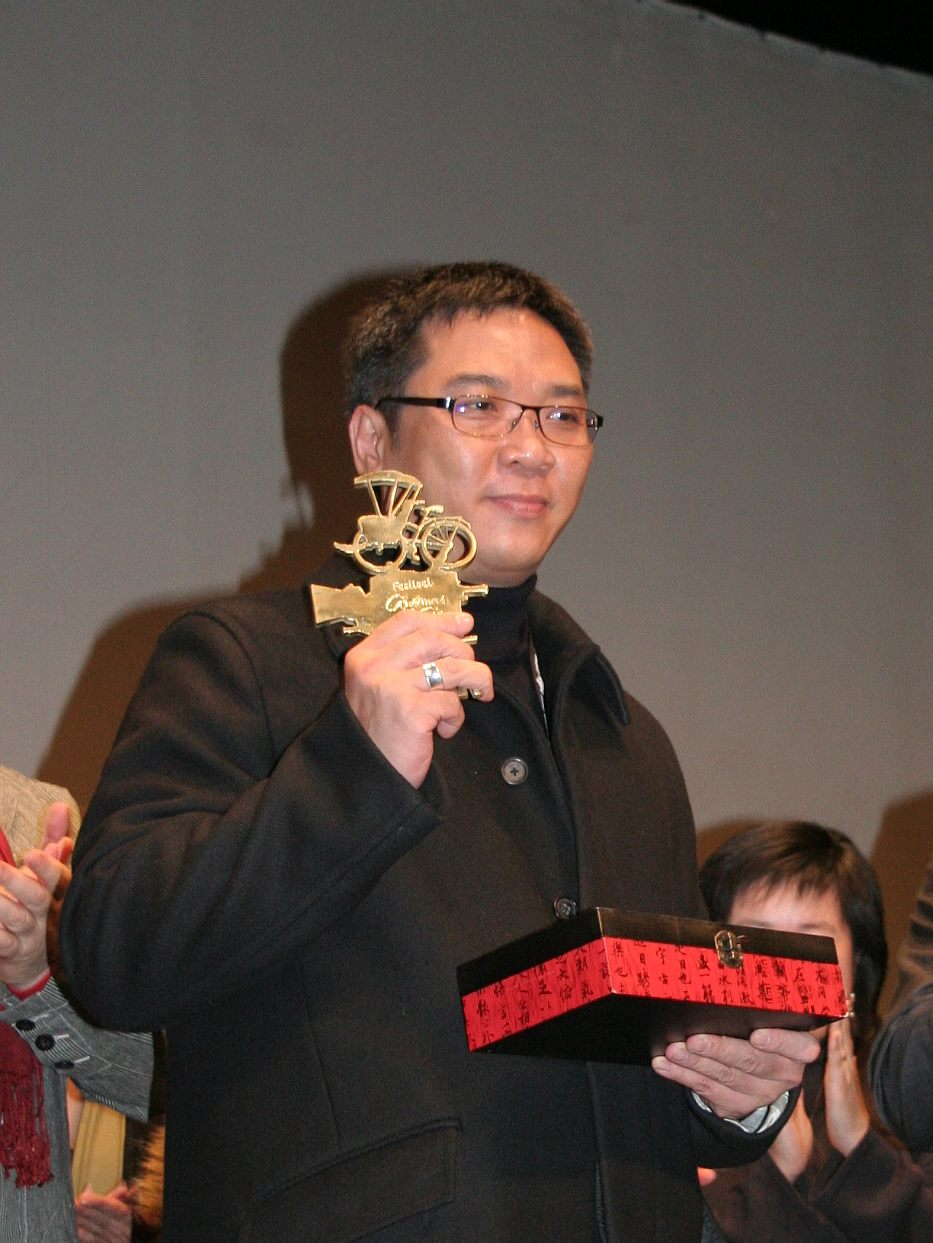
Le réalisateur hongkongais Stanley Kwan a représenté à plusieurs reprises l'homosexualité dans ses films et personnages.

Ces trois films constituaient pour le réalisateur le plus connu en Chine, le Hongkongais Stanley Kwan, une référence pour ses productions sur la thématique gay. Son premier film, Women (1985) aborde l'homosexualité sous une nouvelle forme, mettant en scène un groupe d'amies divorcées. Dans Full Moon in New York (1989), trois lesbiennes chinoises résidentes à New York et aux histoires très différentes s'interrogent sur les rapports entre la culture chinoise et l'homosexualité. De caractère autobiographique, Personal Memoir of Hong Kong: Still Love You After All These (1997) aborde aussi l'homosexualité, en l'occurrence celle du réalisateur. Hold You Tight (1997) pointe la relation détériorée entre Moon (Chingmy Yau) et son mari Ah Wai (Sunny Chan), celui-ci passant tout son temps devant l'ordinateur alors qu'elle va se consoler avec Jie (ke Yu-Guan), gardien de piscine avec lequel elle entamera une liaison sans que son mari ne la soupçonne. Histoire d'hommes à Pékin (2001) se penche sur la prostitution masculine : Chen Handong, brillant chef d'entreprise, paie de jeunes garçons en échange de services sexuels ; l'un d'eux, Lan Yu, étudiant en architecture fraîchement débarqué dans la capitale, s'attache peu à peu à Chen, lequel l'avertit qu'il pourrait se lasser de leur relation lorsqu'ils se connaîtraient trop.

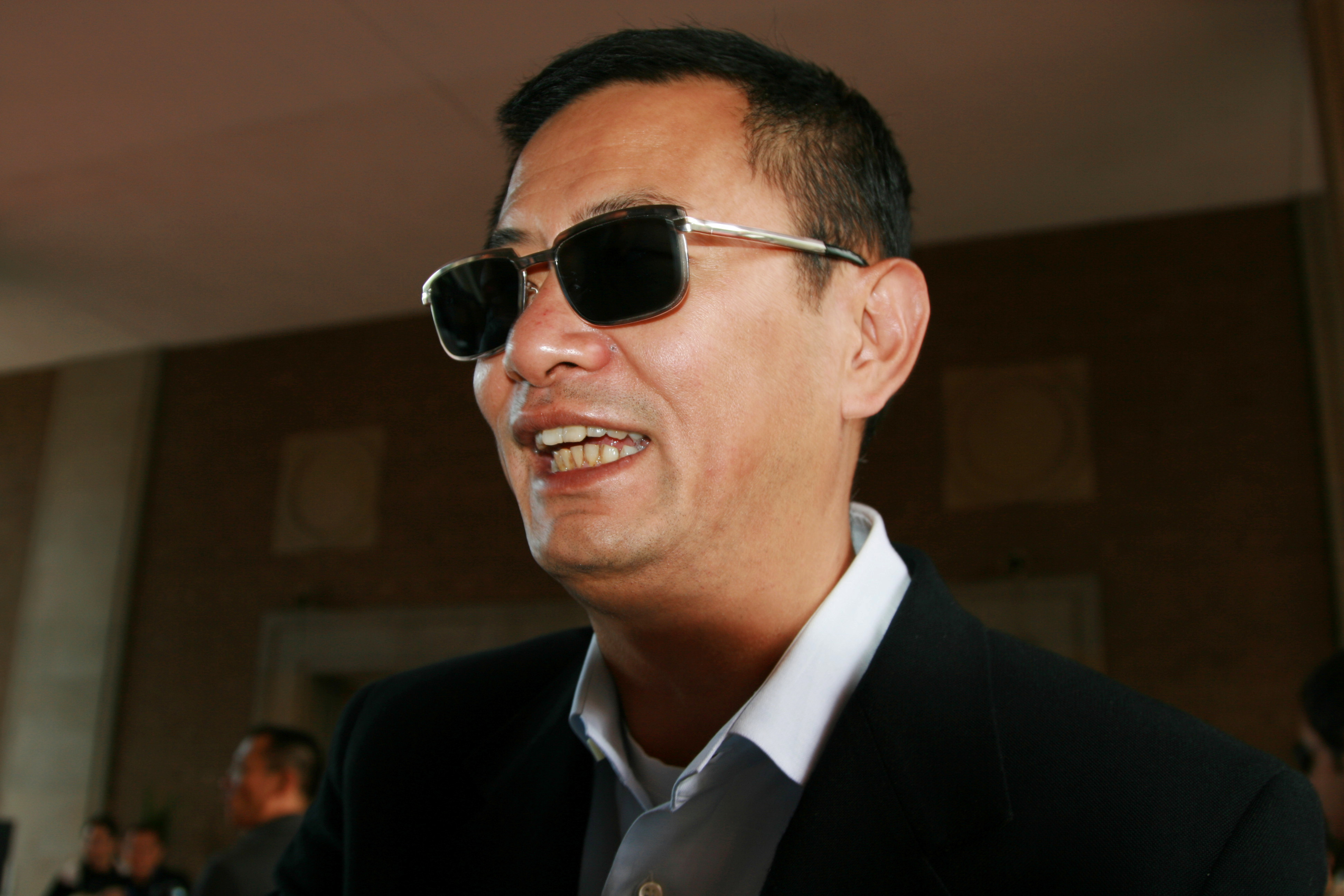
Wong Kar-wai a tourné en 1997 Happy Together, l'un des films chinois à thématique homosexuelle les plus connus à l'étranger.

Le film gay chinois ayant connu le plus grand succès en Occident a été Happy Together (Wong Kar-wai, 1997). Il dépeint une relation tortueuse entre deux gays hongkongais qui évoluent dans les secteurs marginaux de Buenos Aires et a rapporté à son réalisateur la Palme d'or du Festival de Cannes. L'un des deux acteurs, Leslie Cheung, n'a pas hésité à rendre publique son homosexualité, bien qu'il eût été une idole pour les adolescentes de son pays.
Fuyant la recette habituelle des films queer qui montrent des jeunes, Un printemps à Hong Kong (en chinois : Suk Suk, litt. « Oncle Oncle » ; Ray Yeung, 2019) retrace l'amour secret de deux hommes âgés et mariés, qui luttent entre les attentes conventionnelles et les désirs personnels.
En Chine continentale, on retiendra les œuvres East Palace West Palace (Yuang Zang, 1996), qui relate la relation sadomasochiste entre un jeune écrivain homosexuel et un policier qui le détient et où transparaît la difficulté d'être homosexuel dans la Chine d'aujourd'hui. La comédie d'intrigue Nannan nünü  (litt. « Hommes et femmes », ou Le protégé de Madame Qing, Bingjian Liu, 1999) met en scène un couple ayant recueilli un jeune homme et qui tente de le caser, mais ils s'apercevront finalement qu'il est homosexuel et qu'il n'a aucune envie de concrétiser quoi que ce soit avec les femmes qui lui sont présentées. Il convient également de mentionner la production sino-française À la recherche de Rohmer (Wang Chao, 2013), qui relate une histoire d'amour entre deux hommes – Jérémie Elkaïm (français) et Geng Han (chinois) – pendant un voyage au Tibet.

### Cinéma taïwanais
Pour sa part, le cinéma taïwanais ne comporte pas un grand nombre de films sur l'homosexualité, mais il en est un qui a connu une grande répercussion dans le monde entier : Garçon d'honneur (1992), de Ang Lee, une coproduction américano-taïwanaise. C'’était la première fois que le réalisateur abordait le thème de l'homosexualité et le film remporta l'Ours d'or à la Berlinale 1993. Il relate comment un émigrant asiatique à New York contracte un mariage de convenance avec une femme pour dissimuler à ses parents la liaison qu'il entretient avec un jeune Newyorkais. Autres films notables à thématique homosexuelle : L’Été de mes 17 ans (Chen Yin-jung, 2004), grand succès commercial qui devint le film le plus vu de l'année à Taïwan et Go! Go! G-Boys (en) (Yu Jongjong, 2006), une comédie mettant en scène un groupe de jeunes gays participant à un concours de beauté masculine.
Sorti peu après que Taiwan a légalisé le mariage homosexuel, Ton nom en plein cœur (Liu Kuang-hui, 2020) a remporté les prix de la meilleure chanson originale et de la meilleure photographie aux Golden Horse Film Festival and Awards à Taipei. Deux camarades de lycée se lient d'amitié. L'un d'eux se prend d'affection pour l'autre et lui déclare ses sentiments, mais est repoussé. Ils se perdent de vue et se rencontrent par hasard vingt ans après.

### Cinéma japonais

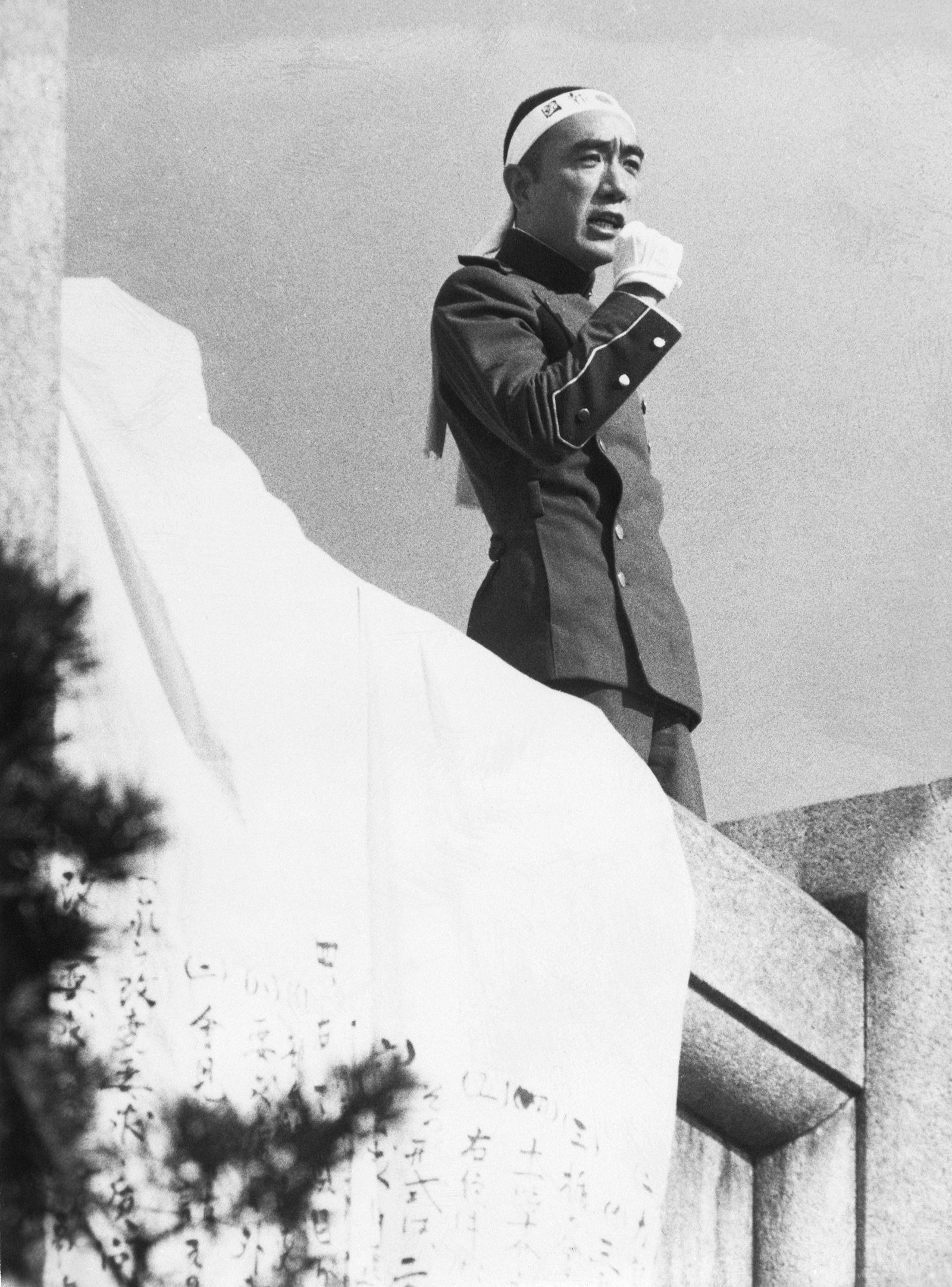
Le hara-kiri de l'écrivain Yukio Mishima (1925-1970) inspira le premier film de thématique homosexuelle produit au Japon : Beautiful Mystery (Genji Nakamura, 1983).

La filmographie à thématique LGBT est apparue au Japon à diverses occasions et sous des approches différentes, en particulier à partir des années 1980. Le premier film à aborder le sujet comme thème principal, Beautiful Mystery (en) (Genji Nakamura, 1983), est considéré comme un film culte. Il aborde, sur un ton de parodie comique, un fait réel : le suicide rituel (seppuku) de l'écrivain Yukio Mishima, candidat à plusieurs reprises au prix Nobel de littérature et homosexuel non déclaré, vu sous le regard d'un jeune étudiant, Shinohara, qui est attiré par l'armée privée créée par Mishima. Shinohara ne tardera pas à se rendre compte que, après de longues heures d'un entraînement militaire épuisant, les soldats se livrent à des orgies prolongées. Nakamura est un réalisateur japonais très prolifique de films pour adultes, marché auquel s'adressait à l’origine cette production ; elle fut néanmoins présentée dans des festivals de cinéma LGBT et sur les circuits commerciaux.

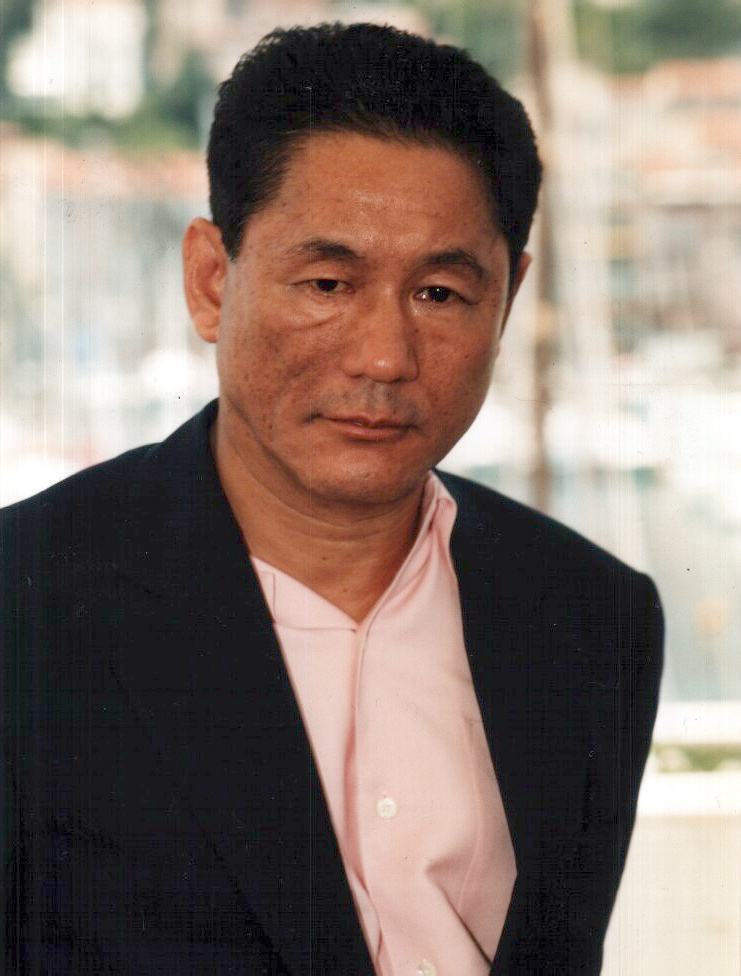
Outre la longue liste des films qu'il réalisa, Takeshi Kitano a participé comme acteur à quelques-uns des films les plus importants de thématique homosexuelle au Japon, comme Furyo (1983) et Tabou (1999).

L'un des réalisateurs les plus importants du cinéma japonais est Nagisa Ōshima (1932-2013). Cinéaste d'une sensibilité extraordinaire et réalisateur de quelques-uns des films japonais les plus reconnus au niveau international, comme L'Empire des sens (1976) ou L'Empire de la passion (1978), se déroulant tous deux dans un Japon non contemporain, il remporta de nombreuses distinctions dans des festivals internationaux comme celui de Cannes. La thématique homosexuelle est notamment présente dans deux de ses productions : Furyo (1983) et Tabou (1999). Furyo, interprété dans ses rôles principaux par David Bowie, Ryūichi Sakamoto et Takeshi Kitano, a pour scène un camp de prisonniers japonais pendant la Seconde Guerre mondiale. Le capitaine Yonoi (Sakamoto) impose à ses hommes des valeurs comme la discipline, l'honneur et la gloire dans le plus pur style nippon, mais son zèle dissimule une homosexualité réprimée. D'une manière inespérée, Jack Celliers (Bowie), un soldat britannique capturé au combat, est orienté vers le camp dirigé par Yonoi, lequel s'efforcera de contenir ses pulsions. Le dernier film d'Oshima, (Taboo) (1999) brise le tabou de l'homosexualité dans le monde des samouraïs et montre des scènes érotiques et des combats de kendo qui sont de véritables parades de séduction. Le jeune Sōzaburō Kanō (Ryūhei Matsuda), un adolescent à la beauté troublante, fait son entrée dans une milice de samouraïs, le Shinsen gumi. Cette arrivée suscite un tel engouement chez les autres hommes qu'elle donne lieu à des crimes, des suspicions et des meurtres.
1999-nen no natsu yasumi (titre international : Summer Vacation 1999, Shūsuke Kaneko, 1988) est un film indépendant inspiré du manga Le Cœur de Thomas publié en 1974. Il raconte les vacances d'été de trois garçons (Naoto, Kazuhiko et Norio) qui, n'ayant pas de parents pouvant les accueillir, restent seuls dans l'internat où ils sont scolarisés. Une relation amoureuse surgit entre deux d'entre eux. Kira Kira Hikaru (Jōji Matsuoka, 1992) aborde le thème du mariage arrangé, pour sauver les apparences, entre un homme et une femme que la société ne saurait accepter : elle est alcoolique et approche d’un âge où l’on ne peut plus se marier et lui est homosexuel et entretient une relation avec un jeune étudiant. Elle accepte un ménage à trois. Une histoire inédite d'amitié et d'amour nait entre les trois.
Le réalisateur Ryōsuke Hashiguchi a abordé à plusieurs reprises dans ses films la thématique homosexuelle, encouragé par un début cinématographique fulgurant dans Petite Fièvre des vingt ans (Hatachi no Binetsu), (1993). Tatsuro (Yoshihiko Hakamada) et Shinichirō (Masashi Endō) sont deux jeunes prostitués. Ils forgent une profonde amitié au point d'aller vivre ensemble. Shinichirō, le plus jeune des deux, tombe amoureux de Tatsuro. Paniqué par l'idée de pouvoir être repoussé, Shinichirō n'ose s’avouer lui-même ses sentiments et renonce à les révéler à Tatsuro. Le succès de ce film amena le réalisateur à attaquer de nouvelles productions comme Grains de sable (Nagisa no Shindobaddo) (1995), qui raconte l'histoire de Ito, un garçon timide attiré par son camarade de classe et meilleur ami Yoshida, qui n'est pas conscient des sentiments intimes de Ito. Ou encore Hush! (2001), qui imagine un nouveau modèle de famille tel qu'il se forme entre Asako, une jeune fille triste, distante et hostile envers ceux qui l'entourent, et un jeune couple gay auquel elle propose d'avoir un enfant avec l'un d'entre eux. Se déroulant dans l'univers de la compétition sportive, 800 Two Lap Runners (en) (Ryūichi Hiroki, 1994) est une histoire touchante et honnête de rivalité sportive entre deux coureurs d'athlétisme d'un lycée. Provenant de différentes cultures et classes sociales, ils n'ont qu'un point commun : leur intérêt présumé pour les femmes ; mais en se connaissant mieux, ils découvrent un instinct qui les rapproche.

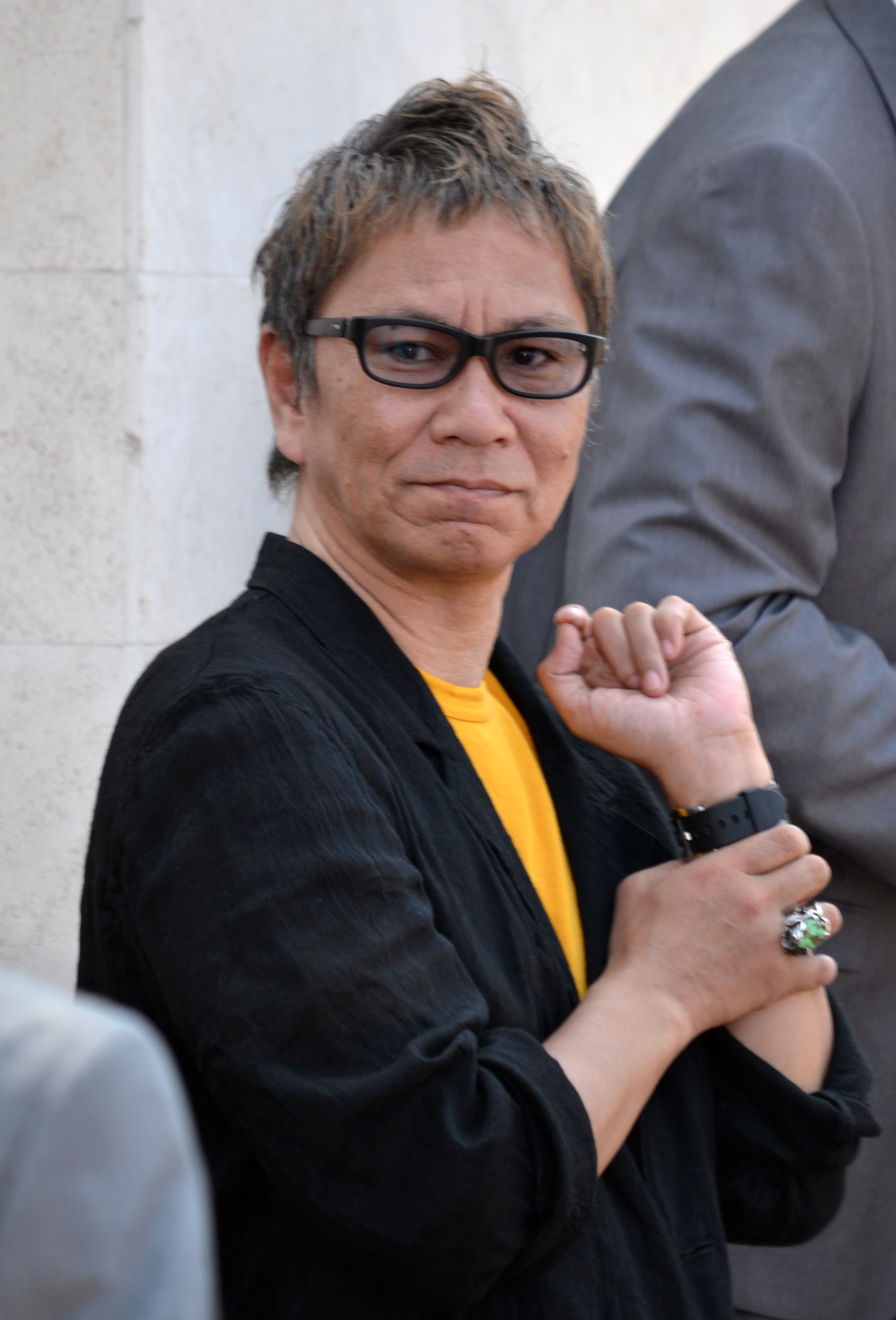
Le réalisateur japonais controversé Takashi Miike a abordé l'homosexualité et les yakuzas dans des films comme Blues Harp (1998).

Le réalisateur controversé et prolifique Takashi Miike évoque dans le film Blues Harp (1998) les milieux des banlieues et de la mafia japonaise. Alors qu'il fuit d’un clan yakuza rival, Kenji (Seiichi Tanabe) se cache dans une ruelle où il rencontre Chūji (Hiroyuki Ikeuchi), un garçon de café biracial, de mère japonaise et de père soldat afro-américain, qui, dans ses moments libres vend du speed fourni par le clan qui poursuit Kenji. Cette nuit-là, Chūji accueille Kenji chez lui et, bien qu'appartenant à des clans adverses, ils entament une profonde amitié. En Big Bang Love, Juvenile A (2006) dépeint la relation affective et respectueuse qui s'installe entre deux détenus, Jun, un jeune homme introverti qui travaillait dans un bar gay et a assassiné un client qui l'a violé, et Shiro, un prisonnier plein de tatouages qui exerce la violence pour s'affirmer comme chef des autres détenus. Mais un crime mystérieux mettra fin à cette relation.
Le réalisateur Akira Ogata tourna en l'an 2000 son premier film, La Chorale des garçons, un drame d'adolescents reclus dans un orphelinat catholique dans la décennie riche en conflits des années 1970 . Michio (Atsushi Itō (es)), un garçon bègue de 15 ans dont le père vient de mourir subitement, est envoyé loin dans un orphelinat catholique. Il se lie vite d'amitié avec Yasuo (Sora Tōma), un garçon aux allures efféminées, qui est la voix principale dans le chœur de l'orphelinat. Consentant d'adhérer à la chorale, Michio s'aperçoit que son bégaiement disparaît lorsqu'il chante. Dans un registre complexe, anachronique et bizarre, Mayonaka no Yaji-san Kita-san (Kankurō Kudō, 2005) est un film d'aventure ayant pour héros un couple de samurais homosexuels de l'Époque d’Edo, Yaji (Tomoya Nagase) et Kita (Shichinosuke Nakamura), qui aspirent à échapper à leur existence monotone. Lorsqu'ils deviennent assez confiants pour proclamer leur amour, ils montent sur une moto et partent en quête d'aventure au sanctuaire d'Ise, espérant que ce pèlerinage leur apporte le bonheur et libère Yaji de son addiction à la drogue.
La Maison de Himiko (Isshin Inudō, 2005) conte un drame qui se déroule dans une maison de repos pour homosexuels. Saori (Kō Shibasaki), une jeune fille pleine de problèmes et manquant d'estime de soi se voit confier par Himiko, le petit ami du directeur de l'établissement, la tâche de prendre soin de ce dernier, qui, atteint d'un cancer, est sur le point de mourir. Il se trouve qu'il s’agit du père de Saori, qui a depuis longtemps abandonné sa femme et sa fille. Sukitomo (es) (Mitsuhiro Mihara, 2006) dépeint un insolite triangle amoureux entre le jeune étudiant Aoi Tomokazu (Takumi Saitō) membre d'une équipe de boxe, Yoshiko (Hiroki Aiba (en)), son meilleur ami, qu'il considère comme un petit frère – bien que celui-ci ait pour lui des sentiments allant au-delà d'une simple amitié – et la demi-sœur de Tomokazu, Misao, qui l'aime aussi en secret et est jalouse de sa relation avec Yoshiko.
Le film indépendant Itsuka no Kimi e (en) (Kei Horie, 2007) centre son histoire sur Noboru (Takumi Saitō), un étudiant solitaire et introverti qui sauve Kōhei Hayase (Ryūnosuke Kawai (en)), un de ses camarades de classe, de la noyade en effectuant un bouche-à-bouche. Hayase n'avait jamais prêté attention au très mystérieux Noburu, mais, après avoir été sauvé par lui, il commence à éprouver pour lui des sentiments qui le confondent. Il fait peu après connaissance avec le frère jumeau de Noboru, Ryū, qui a une personnalité vivace, très différente de celle de son frère.

### Cinéma sud-coréen

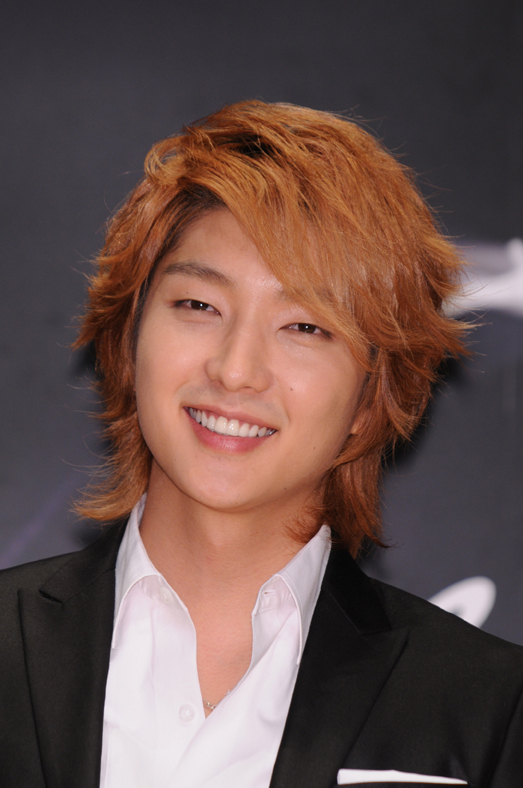
Le Roi et le Clown rendit célèbre Lee Joon-ik et lui valut plusieurs prix et nominations.

La thématique homosexuelle a été traitée à de nombreuses reprises dans le cinéma sud-coréen bien que le sujet restât tabou pour une partie importante de la population, même si la loi ne s'y opposait pas. Memento Mori (Kim Tae-yong (en), 1999) traite de la relation lesbienne entre deux lycéennes, qui se termine abruptement par le suicide de l'une d'elles. La trame de l'histoire se déroule autour d’un triangle amoureux entre la jeune fille décédée, son ancienne amie et une troisième élève qui trouve par hasard le journal intime du couple. Bien au-delà de son appartenance au cinéma d'épouvante de classe B, le film fait une brève synthèse de la découverte sexuelle dans l'adolescence et de son exploration au travers d'une amitié obsessive.
Le Roi et le Clown (Lee Joon-ik, 2005) a pour protagonistes deux clowns de rue : le viril Jang-saeng (Kam Woo-sung (en)) et le féminin Gong-gil (Lee Joon-gi), qui sont arrêtés pour avoir parodié le roi et seront exécutés s'ils ne parviennent pas à le faire rire. À la surprise de tout le monde, le roi adore le spectacle et commence à manifester un intérêt singulier pour Gong-gil. Le film fut un grand succès commercial et le plus vu en Corée du Sud en 2005
King Protector (Yoo Ha, 2008) est un drame historique qui rapporte la relation, dans la dynastie Goryeo, entre un monarque et son garde du corps. Il remporta un grand succès commercial, bien que l'un de ses protagonistes – Ju Jin-mo – dût ultérieurement préciser envers la presse qu'à la différence de son rôle dans le film, il n'était pas homosexuel dans la vie réelle. Man on High Heels (Jang Jin, 2014) nous parle de Yoon Ji-wook (Cha Seung-won), un détective classé comme homme à la naissance, mais qui, depuis son adolescence, rêvait de vivre sa vraie vie de femme. Ji-wook, ne pouvant plus cacher sa véritable identité, décide de se soumettre à une opération de réattribution sexuelle.
Method (Bang Eun-jin, 2017) raconte la relation conflictuelle entre l'acteur renommé Jae-ha (Park Sung-woong) et le jeune idol Young-woo (Oh Seung-hoon), qui sont sélectionnés pour jouer dans une pièce de théâtre mettant en scène un couple homosexuel. Peu à peu, les deux hommes développent des sentiments inattendus.

### Cinéma philippin
Depuis le milieu des années 1950, on trouve des films comiques réalisés aux Philippines comportant des personnages LGBT. Le film pionnier dans cette catégorie est Jack and Jill (Mar Torres, 1955). À partir des années 1970, les portraits se font plus véridiques, notamment dans les productions dramatiques, les comédies et les films de style exploitation fiction (en).
La vaste filmographie du cinéaste Gil Portes (en) comprend des films tendant vers l'activisme LGBT, comme Miguel/Michelle (1998), mettant en scène un jeune homme qui émigre aux États-Unis et revient des années après au pays natal après s'être soumis à une opération de changement de sexe, ou Markova: Comfort Gay (en) (2000), qui dépeint un groupe de jeunes qui, pendant l'occupation japonaise, sont forcés à des relations sexuelles avec les soldats de l'armée nippone afin de pouvoir survivre au milieu du conflit.

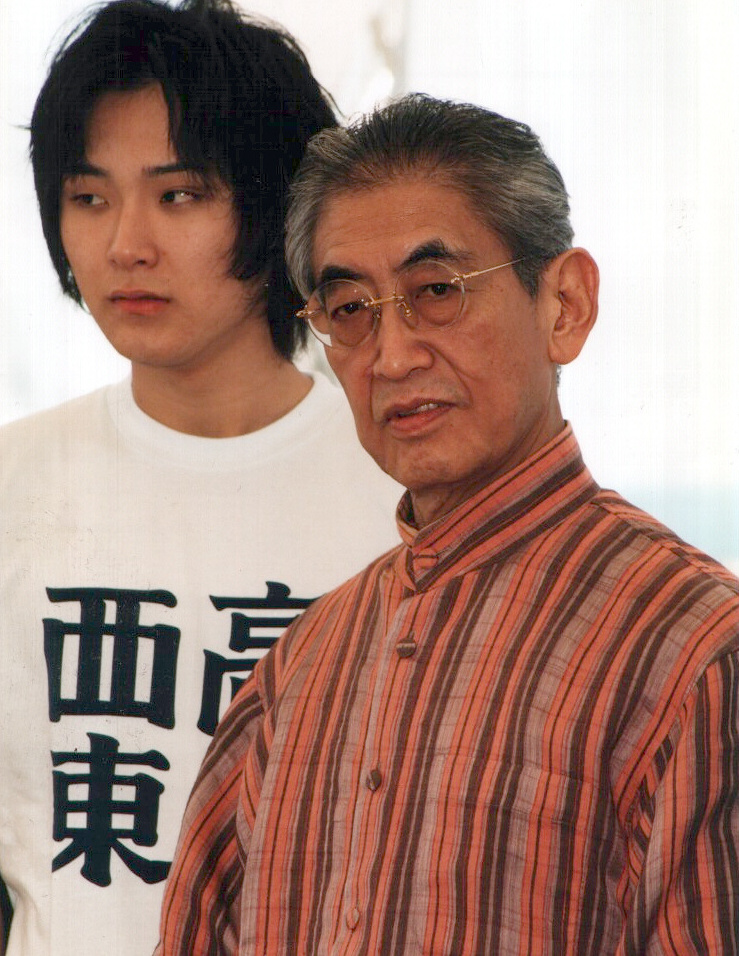
Le réalisateur Nagisa Ōshima et l'acteur Ryūhei Matsuda du film Tabou (1999), dont l'action se déroule dans une école de samouraïs.

Autre réalisateur important, Carmelo "Mel" Chionglo, qui retrace dans Midnight dancers (Sibak) (1994) l'histoire de trois frères qui se prostituent et aborde par la même occasion des problèmes sensibles de la société philippine, comme la corruption policière.

### Cinéma thaïlandais
En Thaïlande, le premier film à thématique homosexuelle à avoir accédé à une renommée internationale a été Satreelex, the Iron Ladies (Yongyooth Thongkonthun, 2001), qui a remporté dix prix internationaux, dont le prix national de cinéma thaïlandais et le Teddy Award de la Berlinale. Le film rapporte l'histoire vraie d'une équipe de volley-ball composée de travestis, homosexuels et transsexuelles qui parvient jusqu'à la finale nationale de volley. Le succès remporté mena à la réalisation d'un deuxième film, Satree lek 2 (2003), à la fois suite et préquelle du premier, qui élargit l'histoire et en explique les origines et la façon dont se sont connus les personnages.
Fighting Beauty (titre international Beautiful Boxer, Ekachai Uekrongtham, 2004) reprend l'histoire réelle de Nong Toom, un boxeur thaïlandais renommé, qui, par le biais du muay-thaï (boxe thaïlandaise), parvient à réaliser son rêve : se payer une opération chirurgicale pour devenir femme. Le film retrace toute sa vie, depuis son adolescence comme moine bouddhiste jusqu'aux violents combats où il vainc la plupart de ses adversaires.
La transidentité est le thème abordé dans It Gets Better (Tanwarin Sukkhapisit, 2012), un film comprenant trois histoires entrecroisées où, pour la première fois en Thaïlande, une actrice (Penpak Sirikul) incarne une femme transsexuelle.

### Cinéma vietnamien
L'un des premiers films vietnamiens à aborder l'homosexualité comme thème principal a été Vertiges (Bui Thac Chuyen, 2009), qui raconte l'histoire de Duyen (Do Thi Hai Yen), une jeune guide touristique qui se marie avec Hai (Nguyen Duy Khoa), un chauffeur de taxi. Cam (Linh Dan Pham), écrivaine et amie de Duyen, est amoureuse de celle-ci et est contrariée par ce mariage.
Lost in Paradise (en) (Vu Ngoc Dang, 2011), dépeint un triangle amoureux entre trois hommes, Khoi, Lam et Dong, dans le monde de la prostitution masculine. Sa deuxième histoire se concentre sur Cuoi, un handicapé mental, et son amitié avec Hanh, une prostituée. Le film a connu un grand succès commercial au Vietnam et a participé à divers festivals internationaux.
Rainbow Without Colours (en) (Nguyen Quang Tuyen, 2015) raconte l'histoire de Hoang et de son frère adoptif Hung, dont l'affection fraternelle se convertit au cours des années en un profond amour. La vie des deux garçons prend un tour tragique lorsque leur mère découvre leur relation et refuse d'accepter que ses fils mènent ensemble une vie de couple homosexuel.

### Cinéma indien

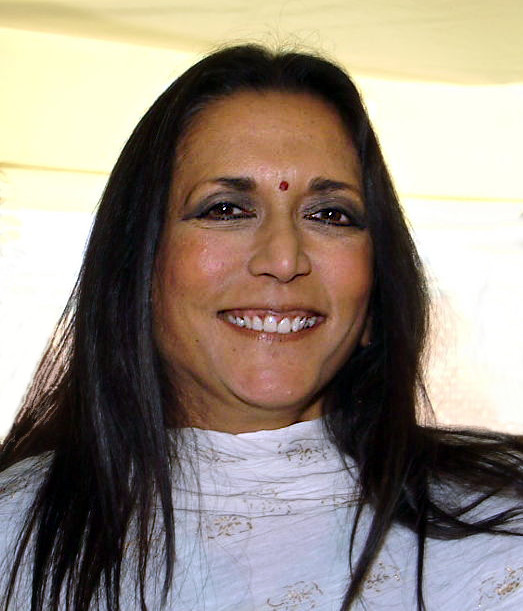
Deepa Mehta, réalisatrice indo-canadienne de la Trilogie des éléments Fire (1996), Earth (1998) et Water (2005).

Le cinéma indien n'est pas dépourvu de films proposant des réflexions socialement engagées et progressistes. Pourtant, l'homosexualité n’a pas très souvent été abordée, si ce n'est pour présenter des personnages grotesques, comiques, ou alors malades. L'un des premiers films indiens à évoquer le sujet est Fire (Deepa Mehta, 1996), violemment critiqué à sa sortie en 1998 pour sa représentation d'une histoire d’amour lesbienne, à la fois par les conservateurs et les féministes (qui craignaient qu'on y voit assimilée toute amitié entre femmes). Par la suite, une dizaine de réalisations indépendantes ont évoqué la thématique de l'homosexualité, principalement masculine, un chiffre dérisoire par rapport à la production cinématographique indienne si prolifique.
En dehors de ces films surtout vus par un public averti, quelques réalisateurs grand public ont choisi de montrer des personnages homosexuels mais aucun n'a la notoriété et l'impact de Karan Johar, le producteur de Dostana (« Amitié », réalisateur Tarun Mansukhani, 2008), où Sammeer (Abhishek Bachchan), infirmier et Kunal (John Abraham), photographe sont tous les deux à la recherche d'un logement à Miami. Ils trouvent enfin l'appartement de leurs rêves, mais problème : la propriétaire des lieux y loge déjà sa superbe nièce, Neha (Priyanka Chopra), et ne voit pas d'un bon œil l'idée qu'elle cohabite avec des hommes. Les deux garçons décident alors de se faire passer pour un couple homosexuel. S'ensuivent des situations drolatiques et savoureuses, d'autant plus que tous deux tombent sous le charme de Neha. Karan Johar est l'un des réalisateurs et producteurs de blockbusters les plus célèbres de Bollywood. C'est aussi l’un de ceux qui a le plus abordé l'homosexualité et surtout celui qui en a le plus parlé auprès du grand public en impliquant les acteurs les plus adulés du moment.

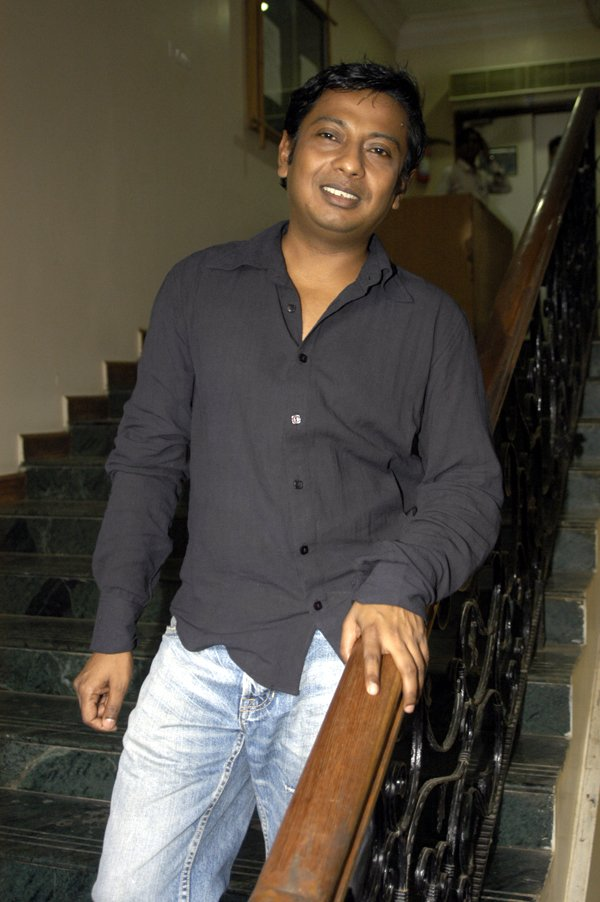
Onir est l'un des rares réalisateurs indiens ouvertement homosexuel. Il tourne en 2011 le film I Am.

L'un des rares réalisateurs indiens ouvertement homosexuels, Onir, a tourné en 2011 le film I Am, qui rassemble quatre courts métrages, dont l'un sur l'homosexualité. Un nouveau projet du même artiste intitulé We Are, regroupant lui aussi quatre volets, dont l'un inspiré de l'histoire vraie d'un officier indien ayant quitté l’armée en raison de son homosexualité, a été qualifié d'illégal et soumis au veto des autorités militaires en janvier 2022.
Le film tamoul Super Deluxe (Thiagarajan Kumararaja (en), 2019) est lui aussi articulé en quatre épisodes, plaçant plusieurs personnages face à leur sexualité dans une société peu compréhensive. L'un raconte le retour dans sa famille, après sept ans d'absence, d'un père devenu femme trans.
Première love story lesbienne sur les écrans de Bollywood, Ek Ladki Ko Dekha Toh Aisa Laga (hindi, litt. « Quand je vois une fille, je me sens comme ça » ; Shelly Chopra Dhar, 2019)  conte les difficultés qu'éprouve une jeune fille lesbienne face aux attentes de sa famille et de la société et ses hésitations à révéler le secret bien gardé de son amour pour une femme.
Alors qu'un baiser hétérosexuel faisait encore il n'y a pas si longtemps scandale dans les films indiens, l'homosexualité reste a fortiori un thème tabou. Un an et demi après la dépénalisation de l'homosexualité en Inde, les mentalités évoluent cependant et l'on voit paraître en 2020 un film sur le combat contre l'intolérance, respectant au demeurant tous les codes du cinéma de Bollywood, alliant romantisme, humour, chanson et danse, intitulé Shubh Mangal Zyada Saavdhan (hindi, litt. « Soyez très prudents avec le mariage » ; Hitesh Kewalya, 2020), qui montre Aman Tripathi (Ayushmann Khurrana), le fils homosexuel d'une famille conservatrice, aux prises avec son père homophobe.
Le mariage lavande – mariage de convenance entre deux homosexuels de sexe opposé – est le thème du film Badhaai Do (en) (hindi, litt. « Félicite-les ! » ; Harshavardhan Kulkarni (en), 2022). L'inspecteur Shardul Thakur, homosexuel refoulé, et la professeur d'éducation physique Sumi Singh, qui n'a pas non plus révélé son orientation sexuelle à son entourage, décident, pour paraître « normaux » et mettre fin aux pressions exercées par leurs familles, de se marier et de vivre en colocation. Malgré les situations burlesques qui abondent dans le film, les difficultés qu'affrontent les personnages pour tenter d'assumer leur identité, ne sont pas, comme souvent, bagatellisées.

## Cinéma d'autres pays

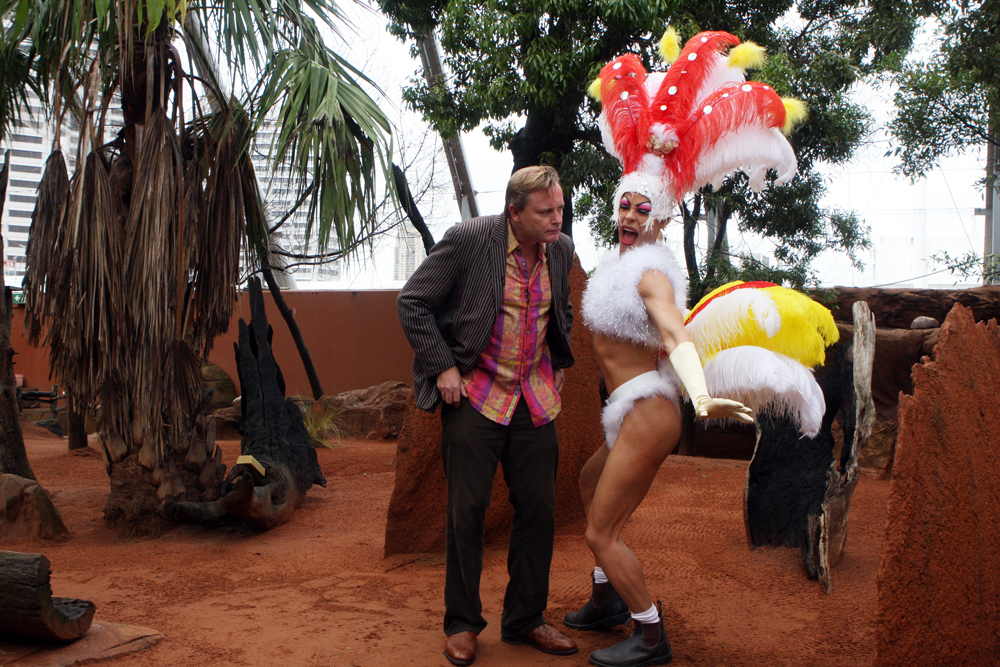
Stephan Elliott (à gauche) a mis en scène le plus connu des films australiens à thématique LGBT, Priscilla, folle du désert (1994).

En Australie, la véritable percée du cinéma de thématique LGBT a eu lieu grâce au succès du film Priscilla, folle du désert (Stephan Elliott, 1994), où Tick, las de jouer les drag queens dans les pubs et cabarets de Sydney, accepte l'offre d'un casino d'Alice Springs et embarque avec deux amis, une femme transgenre et un jeune gay extravagant, pour un périple de 2 000 km à travers le désert à bord d'un bus appelé Priscilla. Le film a été adapté en comédie musicale. Autre film australien, le drame De plein fouet (Ana Kokkinos,1998) suit Ari, un adolescent gréco-australien qui erre dans les rues de Melbourne et doit jongler entre son identité gay et l'identité que sa famille attend de lui. À sa sortie, le film s'est surtout fait connaître à cause de scènes de sexe explicites, dont une de masturbation masculine.
En Israel est digne de mention la filmographie du réalisateur ouvertement homosexuel Eytan Fox, dont les œuvres contiennent souvent des trames et des personnages LGBT. Yossi et Jagger (2002), qui s'inspire d’une histoire vraie, raconte la liaison entre deux officiers israéliens envoyés sur la frontière libanaise. Tu marcheras sur l'eau (2004)traite de la tension sexuelle qui s'établit entre un agent du Mossad qui, dans l'accomplissement d'une mission, doit rechercher l'amitié du petit-fils d'un criminel de guerre nazi que tout le monde croyait mort, mais qui, selon de nouvelles enquêtes, pouvait encore être vivant. Le conflit israélo-palestinien est évoqué dans The Bubble (2006), qui dépeint une histoire d'amour entre un Israélien juif et un Palestinien à Tel Aviv. Fox fait ici allusion à une expérience personnelle qu'il avait vécue alors qu'il faisait son service militaire. Le film Yossi (2012)reprend l'un des personnages les plus charismatiques de Fox et offre une suite à Yossi et Jagger, où Yossi, devenu cardiologue, rencontre par hasard la mère de son ancien amoureux Lior, atteint dix ans plus tôt par une mine et mort dans ses bras. Déprimé, il part en vacances à Eilat pour se changer les idées. Il rencontre en chemin de jeunes soldats. L'un d'eux va transformer sa vie.
Au Canada, les films à thématique LGBT sont légion. Dans le domaine de l'homosexualité masculine, le film francophone C.R.A.Z.Y. (Jean-Marc Vallée, 2005), présenté aux Oscars, nous montre une famille catholique traditionnelle au travers des expériences de Zac, le fils favori jusqu'à ce que, adolescent, il se voit rejeté par son père homophobe en raison de son orientation sexuelle. Le film satirique Prom Queen (La Reine du Bal au Québec, John L'Ecuyer, 2004), inspiré d'une histoire vraie, a causé de grands remous dans l'Église catholique pour avoir abordé le refus d'une institution catholique à ce qu'un élève participe au bal de promo avec l'élu de son cœur. Sur la thématique lesbienne, il convient de mentionner le film de Desiree Lim (en) Floored by love (2005), tourné au moment de la légalisation du mariage homosexuel au Canada. Cara et Janet vivent une vie de couple sans problèmes, jusqu'à ce que Janet propose d'« officialiser » leur relation ; Cara, dont les parents cherchent pour elle un mari, ne sait où donner de la tête. Or ceux-ci débarquent en visite. Une comédie chaleureuse qui aborde avec modernité le thème de la différence culturelle, générationnelle et sexuelle.

## Documentaire
- The Celluloid Closet (L'Œil ouvert au Québec) de Rob Epstein et Jeffrey Friedman (1981) ; à partir du livre Le livre et le film montrent comment le cinéma hollywoodien a évoqué le thème de l’homosexualité, comment cette représentation a évolué au fil des ans et comment, en retour, elle a influencé la perception de l’homosexualité par le grand public.
- L’amore proibito dell’eroe de Giovanni Minerba (documentaire) (1995)
- The Silver Screen: Color Me Lavender de Mark Rappaport (États-Unis) (1997) : traite de l'homosexualité par le cinéma hollywoodien à son âge d'or en mettant en valeur son traitement dissimulé[367] ;
- T'as de beaux yeux, chéri (Schau mir in die Augen, Kleiner) documentaire de André Schäfer (2007) : rencontre des réalisateurs et d'acteurs qui ont fait sortir du placard l'homosexualité au cinéma.
- Outrage de Kirby Dick (États-Unis) (documentaire) (2009)
- De la cage aux roseaux d'Alessandro Avellis et Alain Brassart film documentaire français (2010) ; traite des représentations des thèmes LGBT au cinéma[368].

## Festivals LGBT et prix
- Teddy Award
- Queer Lion Awards

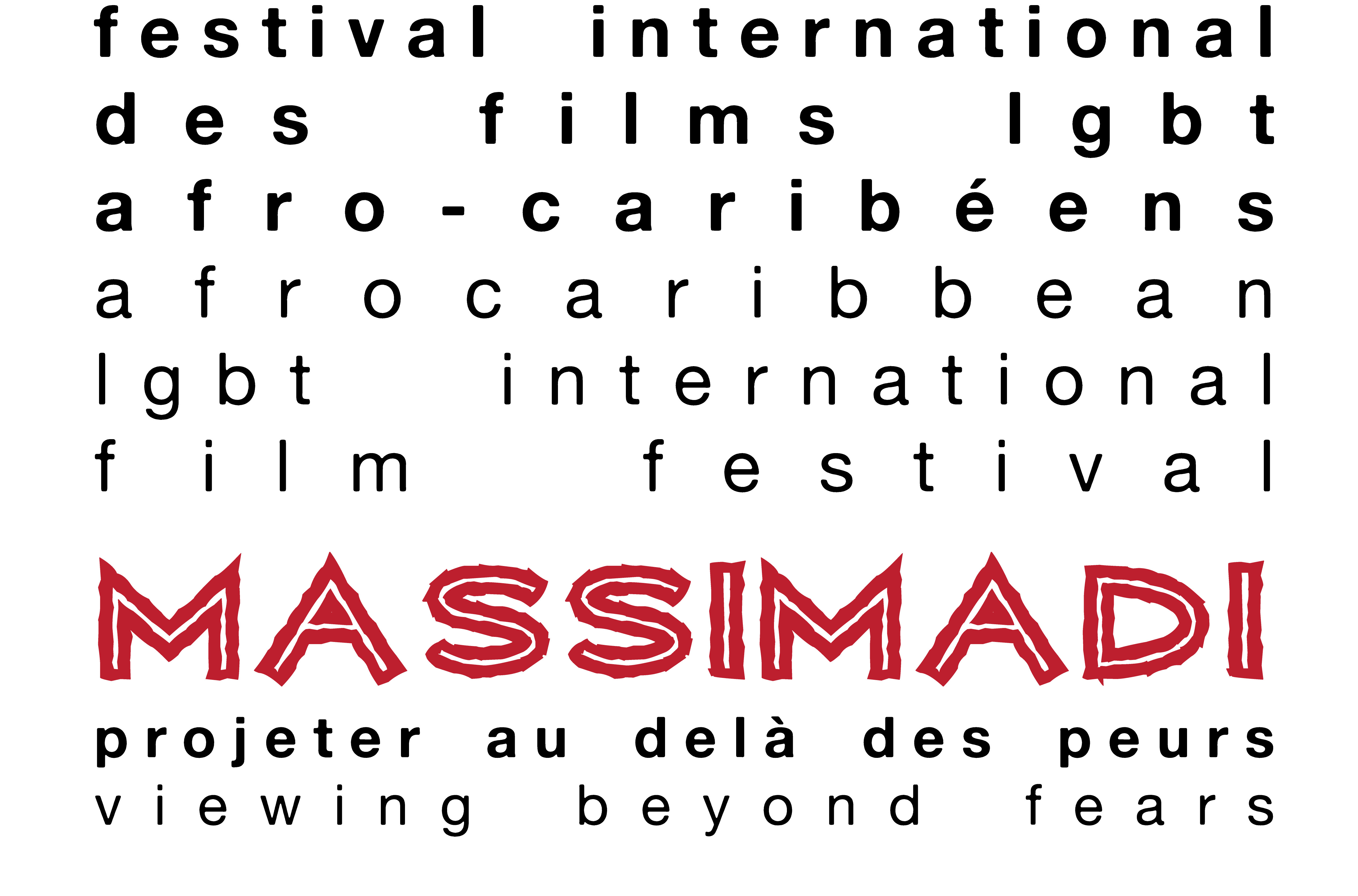
Affiche du festival du film LGBT Massimadi.

- Queer Palm (Festival de Cannes, depuis 2010)
- Festival Queerscreen/JocK : dix jours de cinéma LGBT+ en ligne[369] du vendredi 12 mars au dimanche 21 mars 2021[369]
- Vues d'en face : Festival international de LGBT+ de Grenoble[370]
- Massimadi, festival des films et des arts LGBTQ afro, Montréal, Bruxelles
- Tolérance sur les planches (du 24 janvier 2020 au 1er février 2020) : festival 100 % LGBT dans le Lot à Gindou[371]
- Et alors !? : festival de Perpignan créé en 2017 par l'association LGBT+ 66[372],[373]